# Història dels vaixells

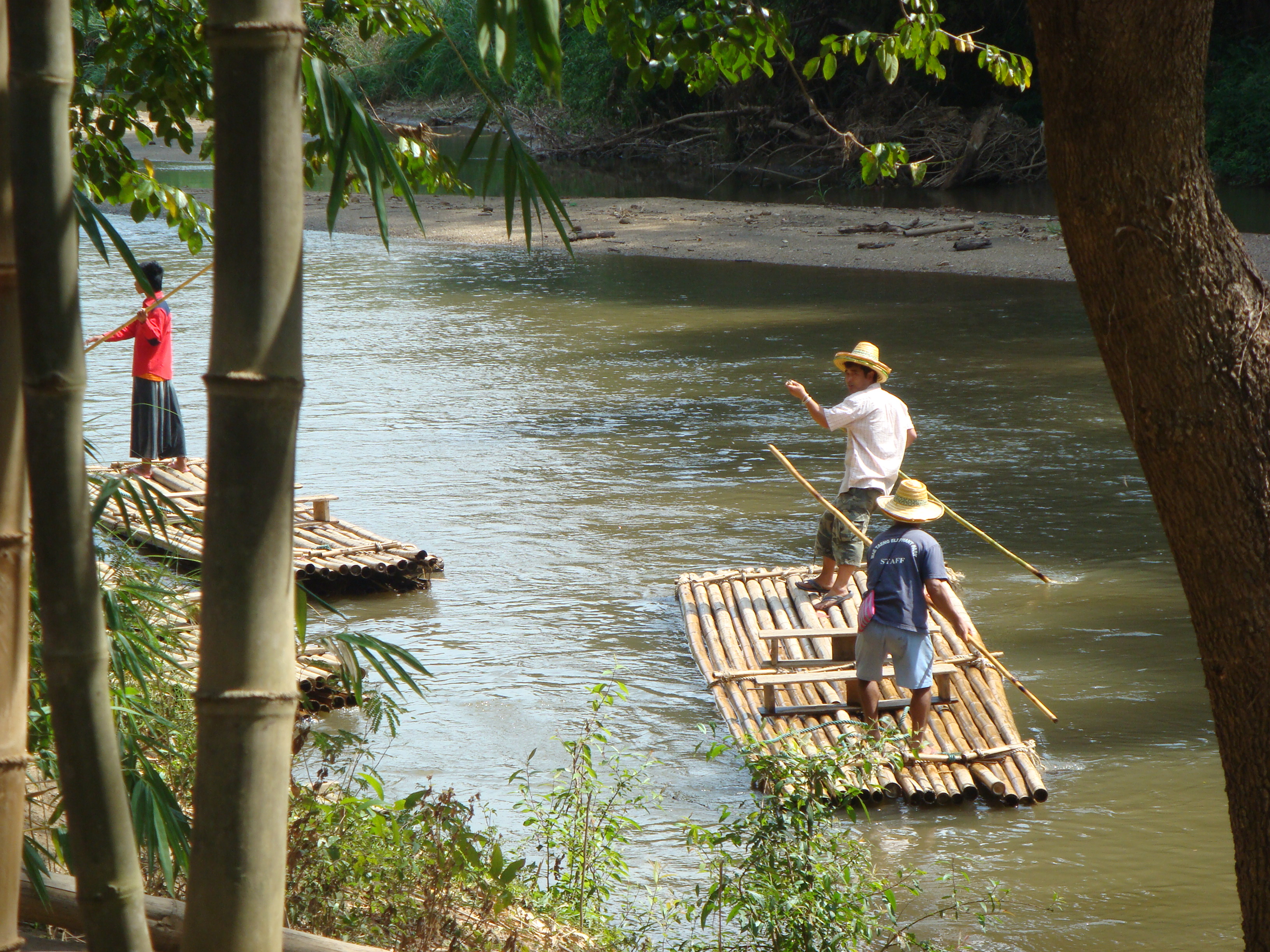
Rai modern de bambú. Comparable als rais prehistòrics.

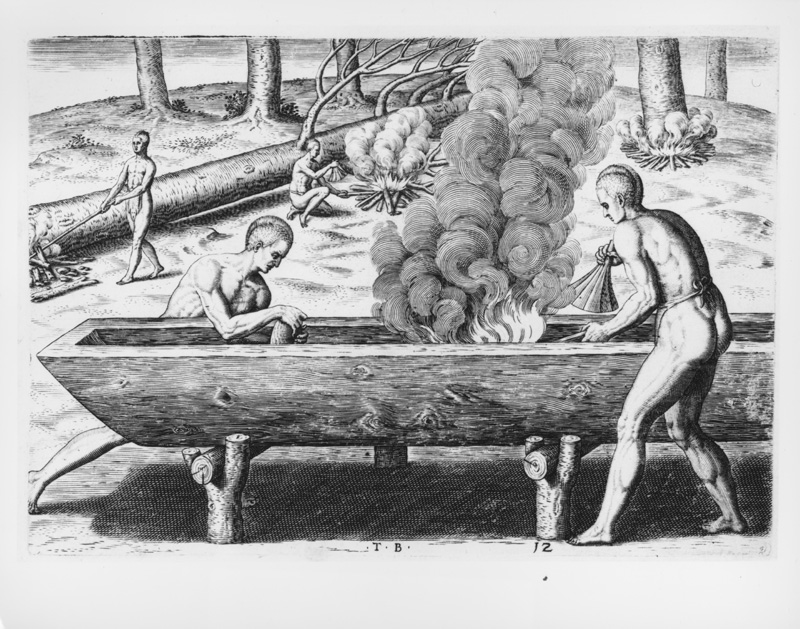
Buidant una canoa monòxila amb foc i rascant amb petxines. Gravat de 1550.

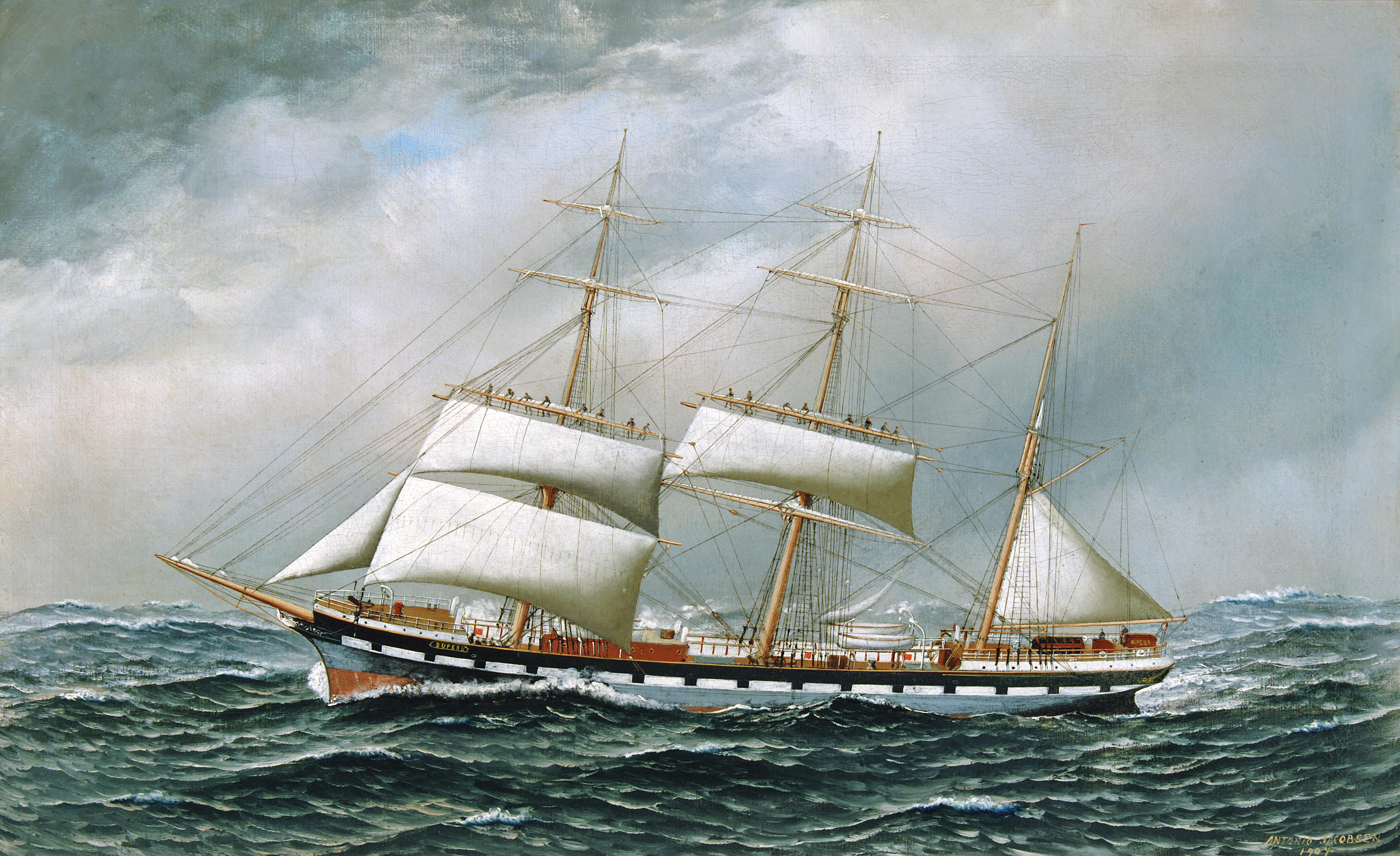
La bricbarca noruega Superb escurçant veles.

És impossible estudiar la història dels humans sense considerar les diferents maneres que han emprat per a desplaçar-se sobre l'aigua. Des del punt de vista de l'arquitectura naval, de la construcció d'embarcacions i de la navegació, una història dels vaixells hauria d'exposar els diferents tipus constructius de les naus – petites i grans – usades al llarg dels temps.
El resum que es presenta a continuació és un recull cronològic de diferents aspectes relacionats amb el tema. Al costat dels vaixells pròpiament dits, hi ha descobriments, pràctiques, tècniques i anècdotes que poden ajudar a configurar una idea general del projecte exposat.

## Generalitats
Aquest article està orientat a presentar detalls puntuals amb referències verificables. Les explicacions generals (sobre un tipus de vaixell, sobre una època determinada o altres) poden consultar-se en els articles respectius. En les dates indicades, els anys són orientatius. Hi ha casos documentats en els quals l'any és exacte. Tanmateix, també hi ha referències amb dates estimades.
Tot i que els protagonistes de l'article haurien de ser els vaixells i les embarcacions de tota mena, el treball exposa detalls (aparentment) allunyats de l'objectiu. La relació de cada dada amb la història de la navegació existeix però, i és interessant de constatar.

## Prehistòria
En les primeres èpoques de la humanitat les embarcacions eren senzilles i basades en els materials a l'abast dels constructors: 
- rais de canyes o de petits troncs de fusta
- canoes de canyes cosides i treballades
- bots inflats de pells d'animals
- barquetes amb estructura lleugera (de vímets o canyes) folrada de pells d'animals
- caiucs de troncs d'arbre buidats (monoxilon)
- canoes d'escorça d'arbres reforçada i similars.

Tots els possibles sistemes constructius prehistòrics continuaren emprant-se al llarg de la història i, amb poques variacions, continuen usant-se en l'actualitat (per motius econòmics, per tradició o altres).

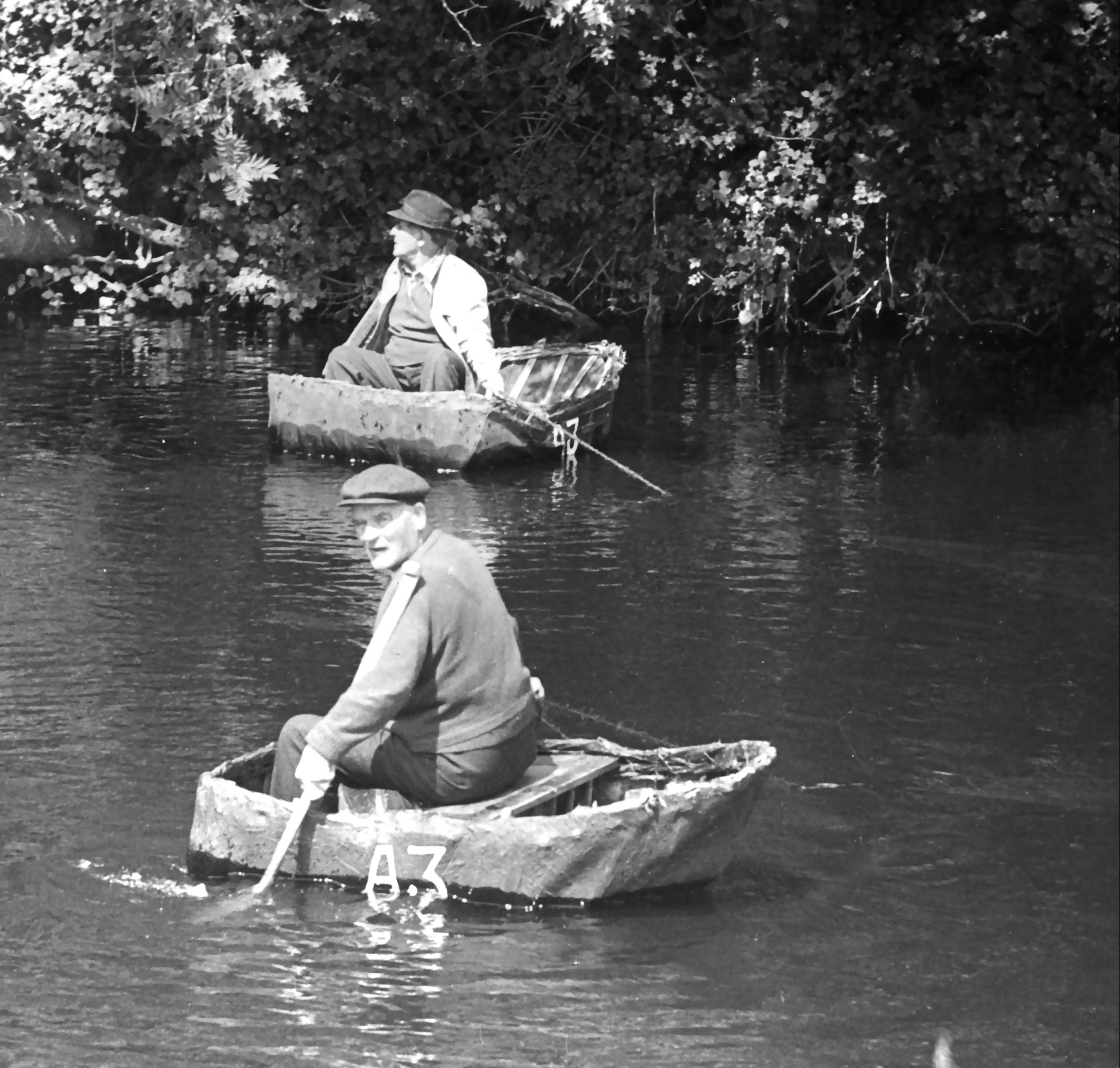
Coracles al riu Teifi
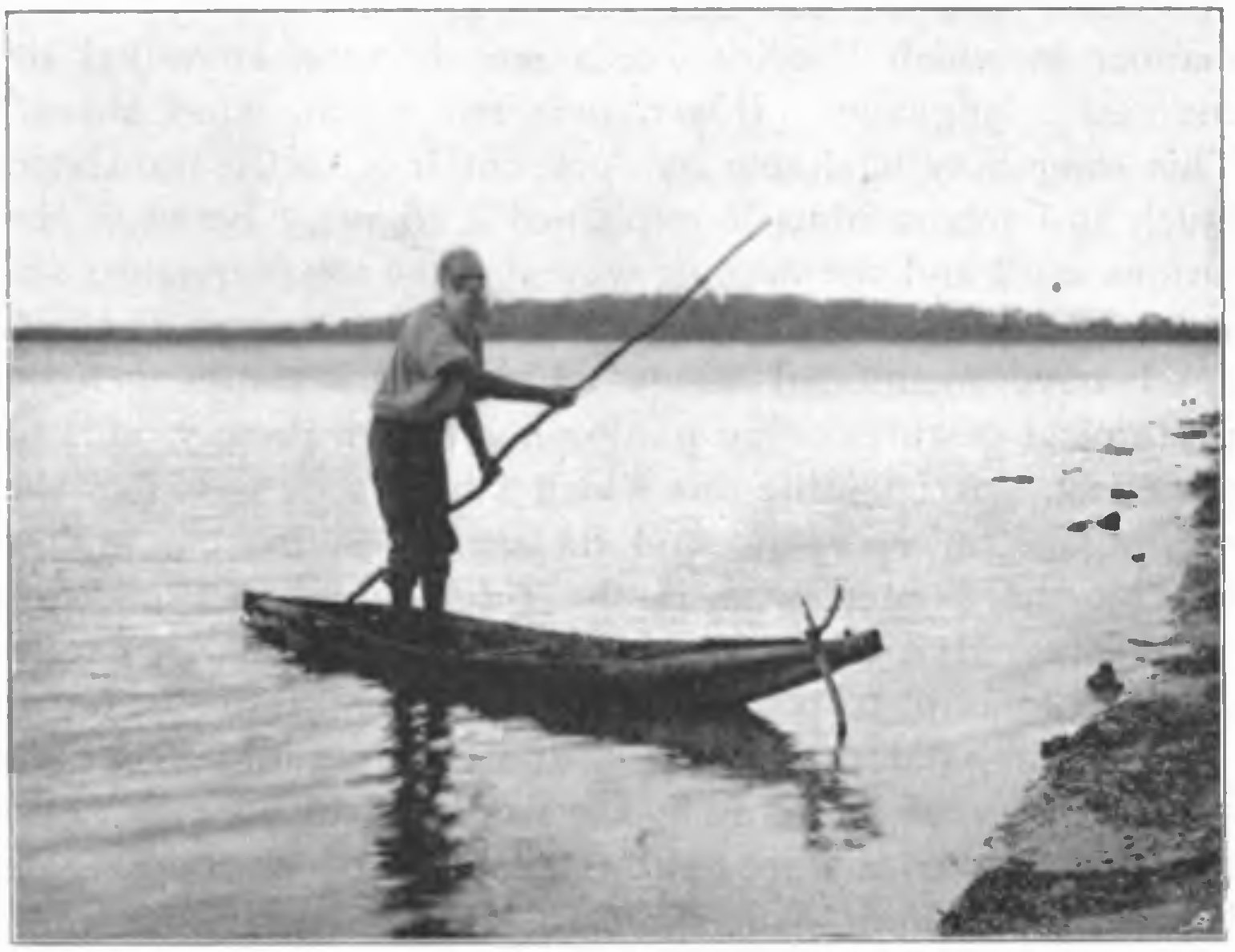
Nadiu australià en una canoa d'escorça.
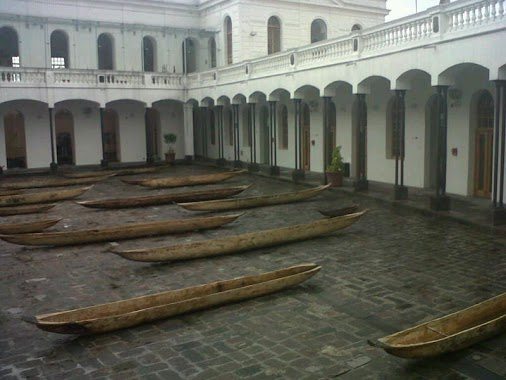
Caiucs peruans exposats en un museu de Quito.
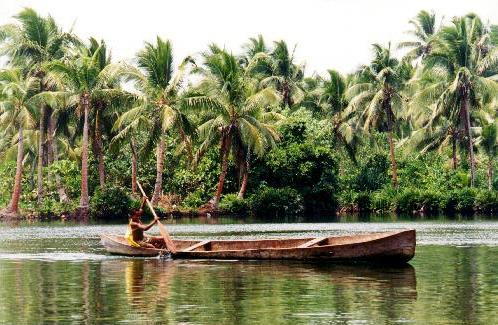
Caiuc

## Antigues cultures

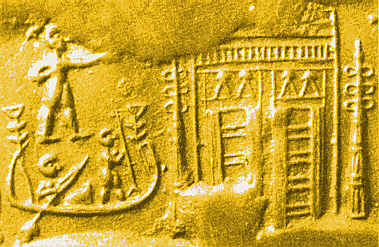
Barca del tipus anomenat "magur".

### Antiga Mesopotàmia
Mesopotàmia (del grec Μεσοποταμία, «entre dos rius») és l'antiga denominació de la regió situada entre l'Eufrates i el Tigris, dos rius grans i navegables en certa manera.

#### Babilònia
Segons Heròdot, a Babilònia hi arribaven coracles que podien carregar 5000 talents (unes 150 tones).

#### Embarcacions documentades
- c 4000 aC. Model d'argila cuita d'una barca de vela.[6]
- Textos cuneiformes que parlen de diversos tipus d'embarcacions: petites de canyes i més grans de fusta. Tercera dinastia d'Ur, Ur III [Erm 4031,4053,7820,14661,15259]
  - Hi havia barques de 10, 20, 60 i 120 gur. I també de 300 gur.
  - Una de les fustes més usades era la fusta anomenada "ma-nu" ("e'ru" en accadi). Identificada amb la fusta de salze (Salix acmophylla).[7]
  - El sistema de construcció d'aquestes barques és un tema controvertit. Els especialistes indiquen des de sistemes basats en feixos de canyes o branques primes fins a un procediment de planxes de fusta encadellades. Sembla molt més probable el primer sistema.
    - Segons un document d'Ur III, la construcció d'un vaixell de 120 gur exigia 7.200 peces de fusta ("pegs" en anglès). Cal considerar si es tracta de peces d'encadellats o de simples branques en brut.[8]
- c 2500 aC. Ur. Model de barca de rems d'argent.[9]
- De l'època de Sargon d'Accad (2334-2279 aC), hi ha una lloança que parla de vaixells de diferents orígens atracats al port de la ciutat d'Accad.[10]

### Antic Egipte

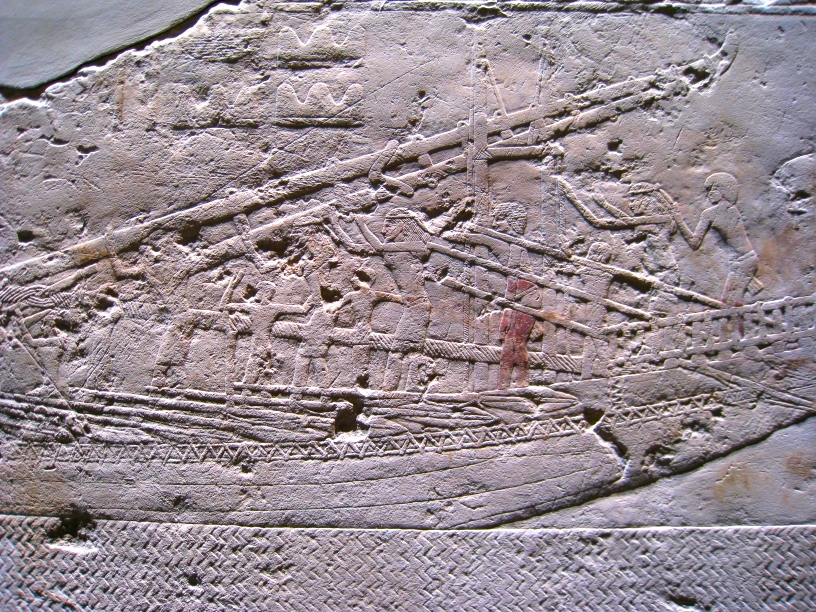
Vaixell de Sahure descarregant troncs de cedre en tornar d'una expedició a la costa de Síria (actual Líban).

- 2600 aC. Expedició enviada per Snefru a Biblos.[11]
- c 2566 aC. Barca solar de Kheops. Folre basat en planxes de fusta de cedre unides per testa, amb algun encadellat, i cosides amb corda d'espart. (Els vaixells de Ferriby, a Anglaterra i d'una cultura diferent, datats c.1800-1600 aC també tenien el folre de planxes cosides.)
- 2500 aC? Sahure. Va enviar un estol al país de Punt.[11]
  - El producte del viatge foren 80.000 mesures de mirra, 6000 barres d'electre i 2.500 troncs de fusta de banús.
- 2000 aC. Mentuhotep, expedició a Punt.[11]
- c 1470 aC. Expedició de Hatxepsut al País de Punt. Amb cinc vaixells i més de 1000 tripulants a cada vaixell.[12]
- 279 aC. Far d'Alexandria

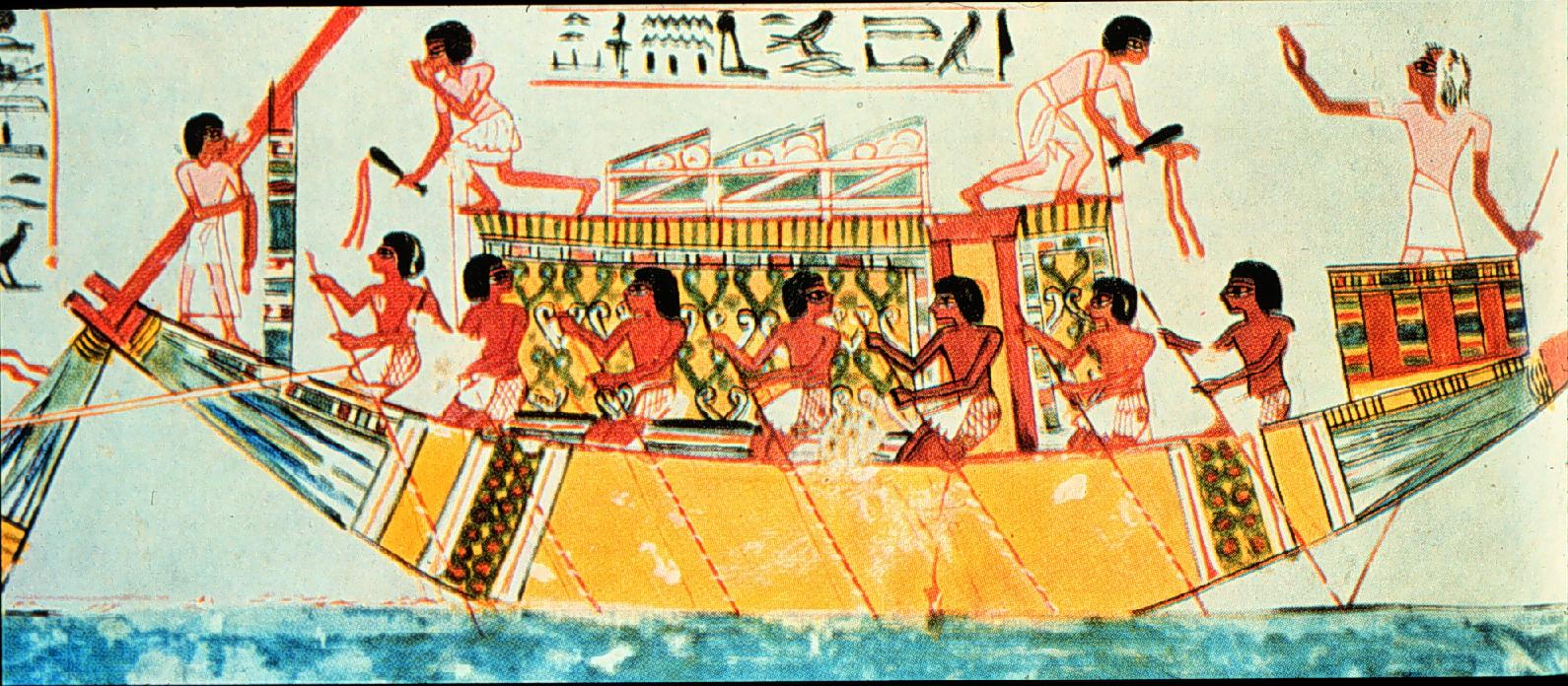
c 1450 aC
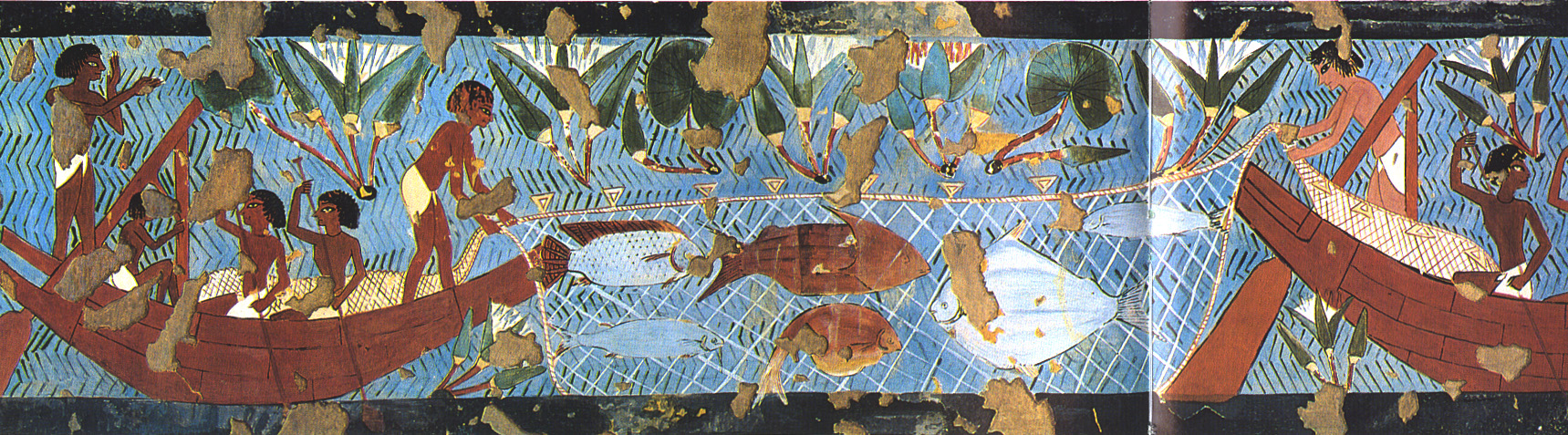
1279–1213 B.C.
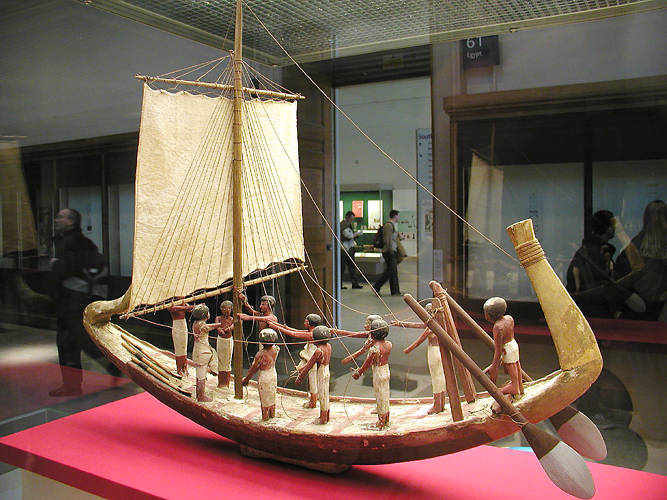
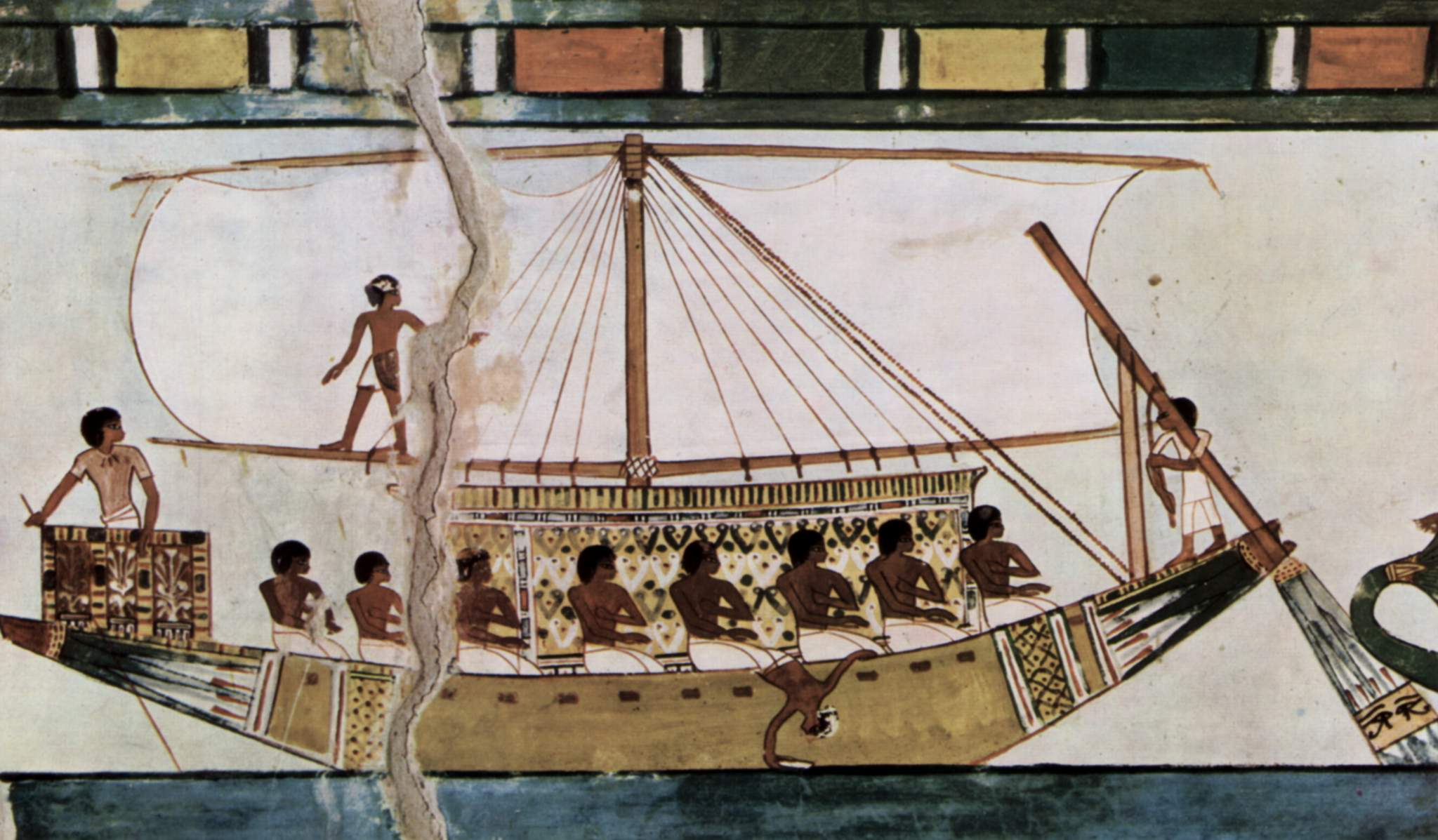
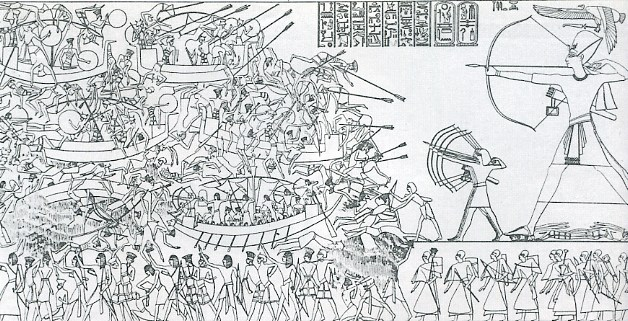
Batalla del Delta entre Ramsès III i els pobles de la mar al segle XII aC. Temple de Medinet Habu, Tebes.
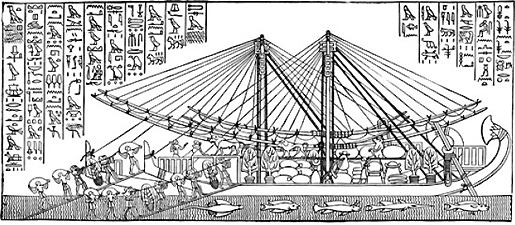
Vaixell egipci enviat per Hatxepsut carregant al País de Punt. Baix relleu del temple de Deir el-Bahari.

### Fenicis

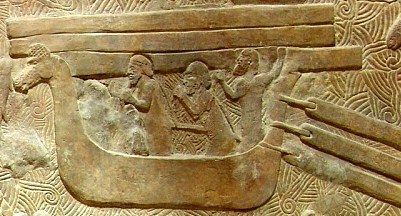
Hippos,"cavallet" fenici arrossegant troncs de fusta.
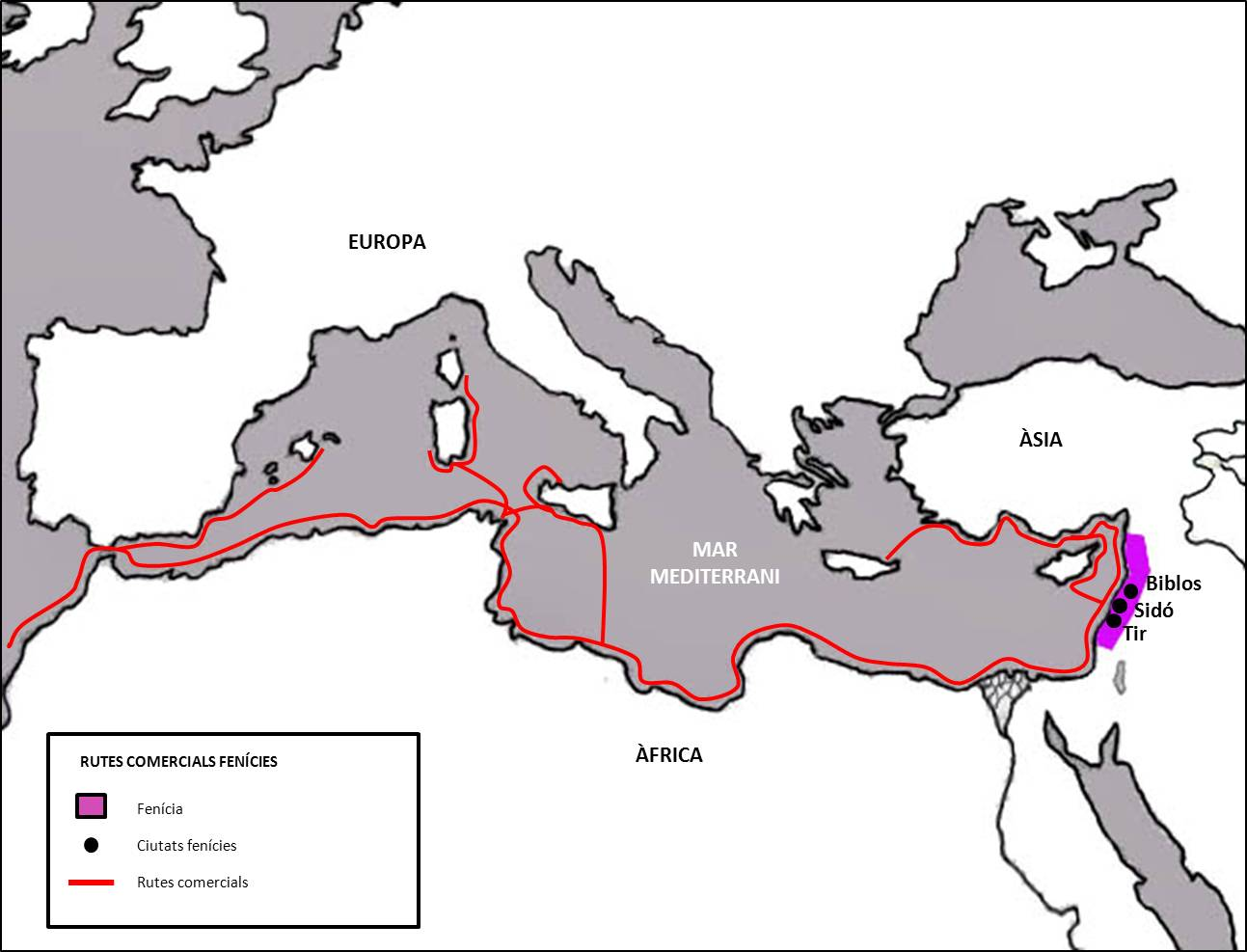
Principals rutes comercials fenícies. També viatjaven a Anglaterra i Irlanda
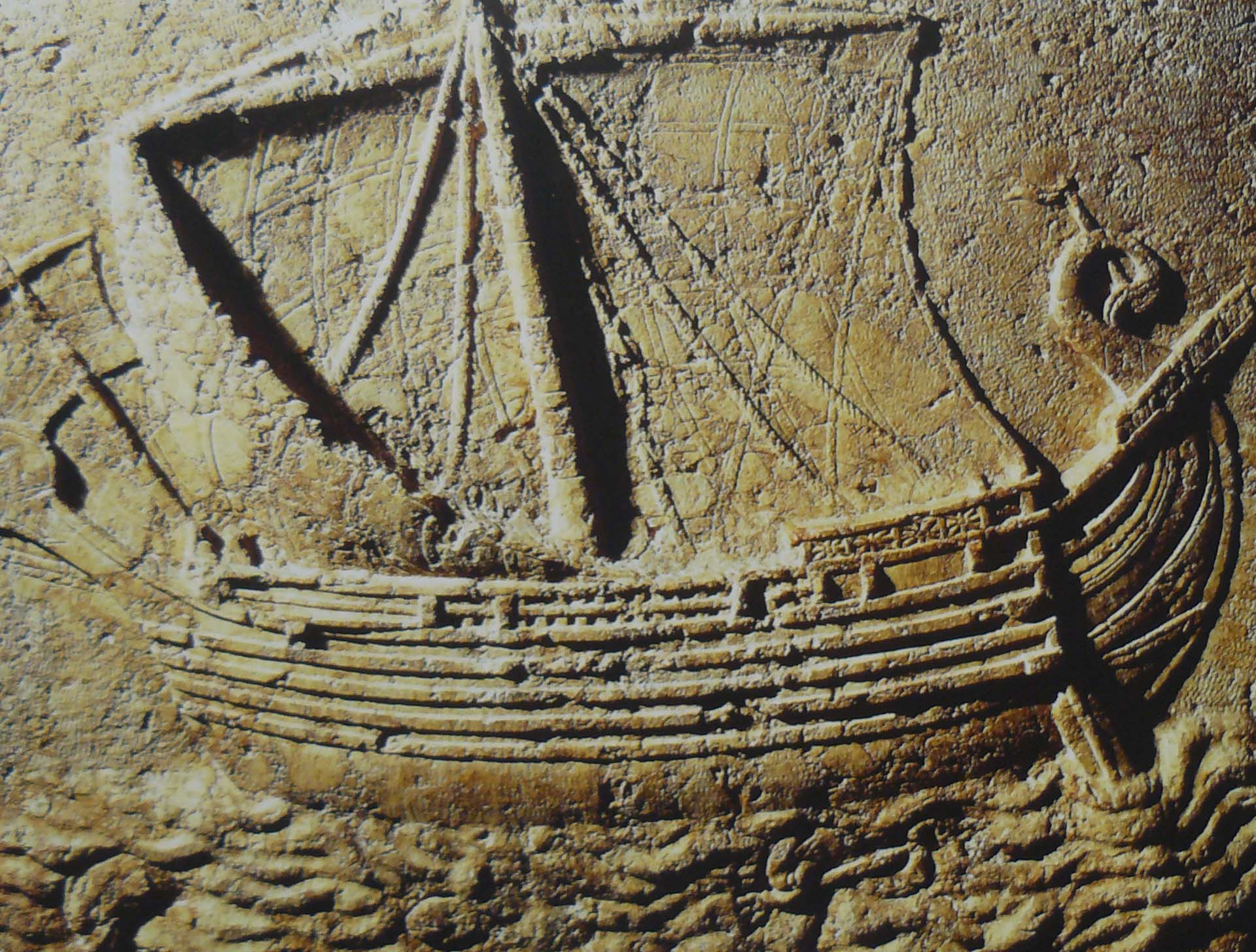
Vaixell mercant
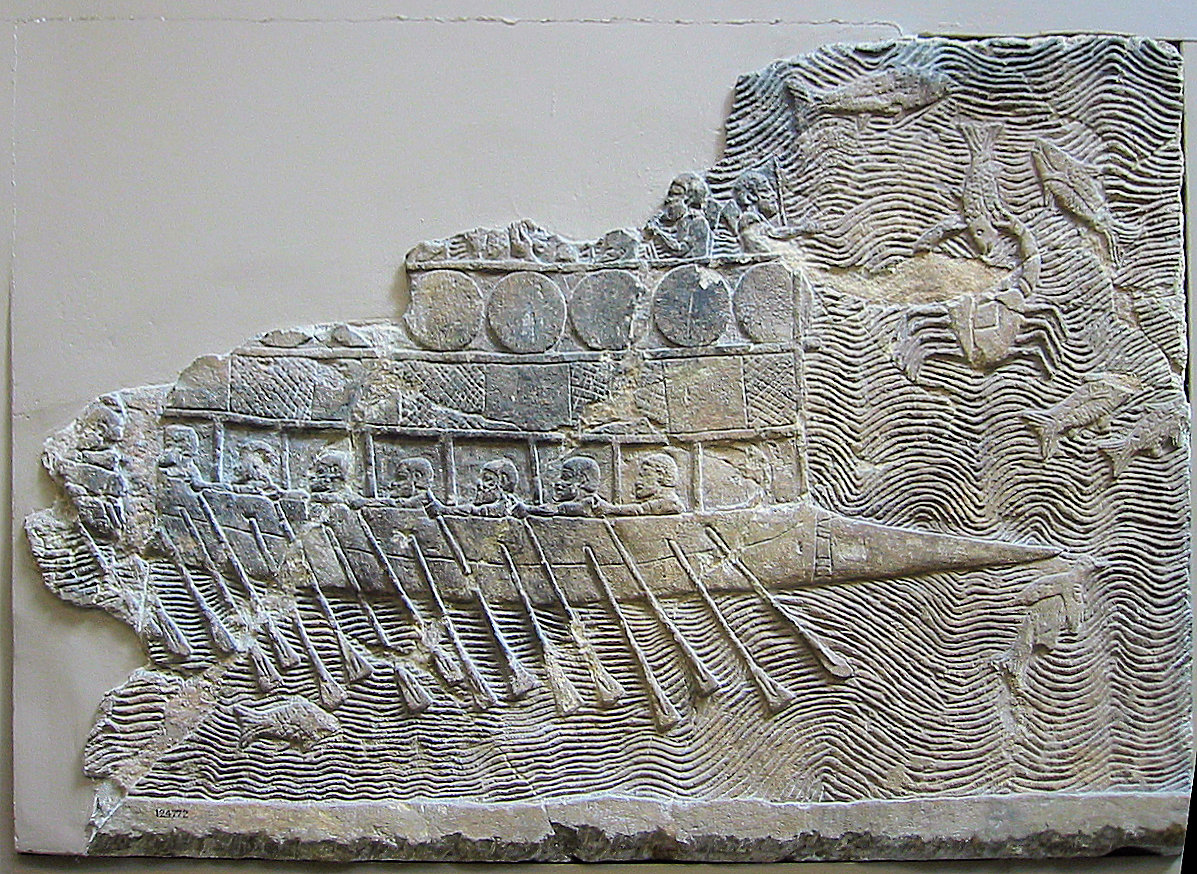
Vaixell de guerra. 700 aC.

- c 610 aC. Circumnavegació fenícia d'Àfrica.[22]
- Comerç amb les illes Cassitèrides.[23]

### Cartaginesos
- 810 aC. Fundació de Cartago, segons la llegenda
- ca. 570 aC (?) Hannó el Navegant
- 535-540 aC. Batalla naval d'Alàlia
- 260 aC. Derrotats a la batalla de Miles (260 aC) pel cònsol romà Gai Duïli. El comandant cartaginès era Hanníbal Giscó.
  - Els romans construïren doncs un estol de més de 120 naus, segons l'historiador grec Polibi, copiant el disseny d'un quinquerrem cartaginès embarrancat i capturat pels romans a Messina.[24]
  - Hanníbal va haver d'abandonar el seu propi vaixell (una nau "de set línies de rems" que havia estat propietat de Pirros de l'Epir) i escapar-se amb un bot.
- 256 aC. Batalla del cap Ècnomus.[25]

### Antiga Grècia

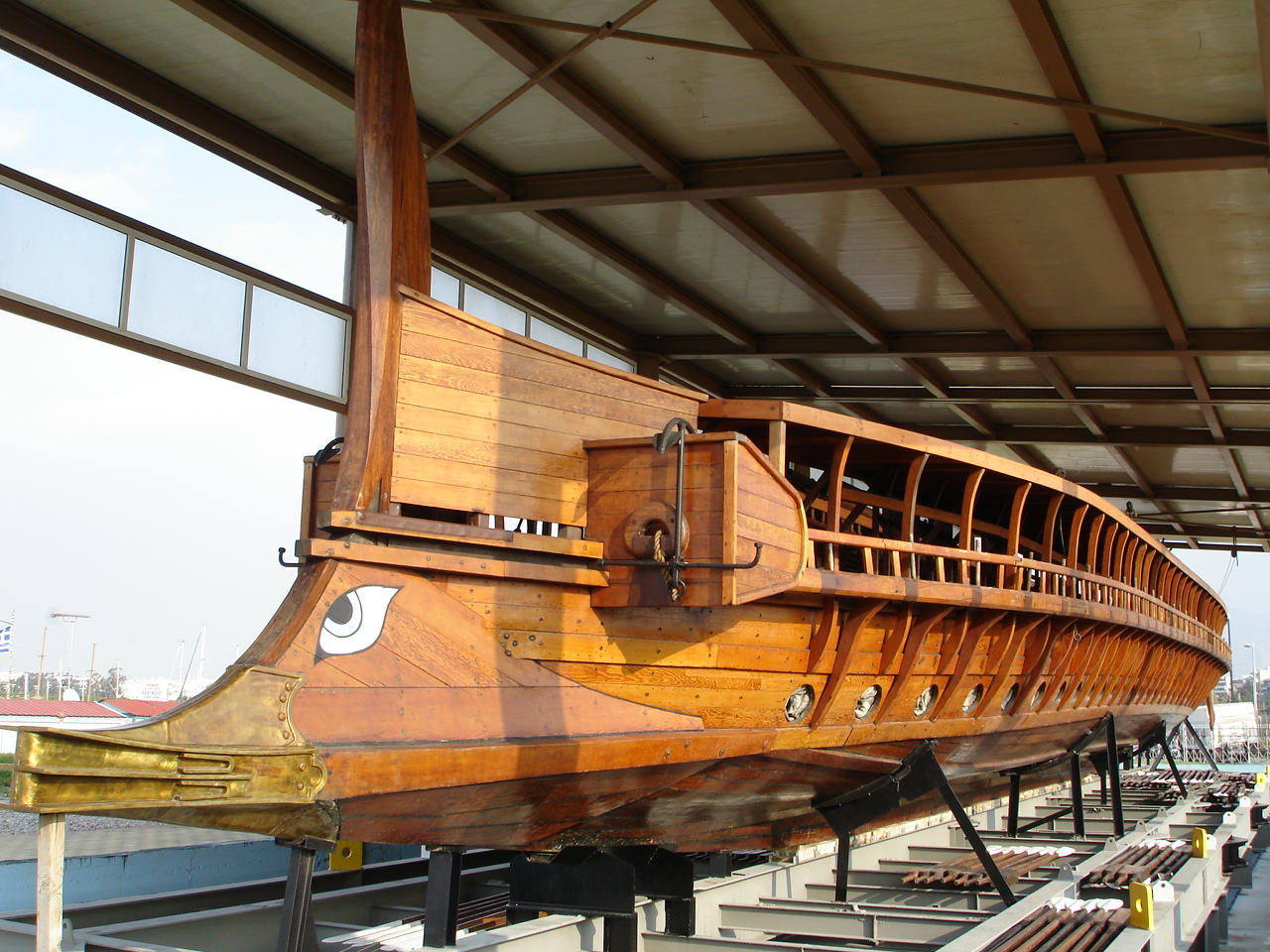
Olympias. Reconstrucció moderna d'una trieres grega.

Principi d'acoblament (per testa) dels taulons dels antics vaixells grecs amb doble caixa i metxa postissa. Els romans els anomenaven "coagmenta punicana" (encadellats fenicis).

- c 750 aC. Segons Tucídides, els corintis inventaren els vaixells de guerra amb tres nivells de rems (trieres, trirrems).[29][30]
- 600 aC. Díolkos
- 500-480 aC. Estols perses de Darios, basats en vaixells fenicis i grecs.
- 480 aC. Batalla de Salamina
- 456 aC. Mapa d'Aristàgoras.[31][32][33]
- 425 aC. Heròdot escrigué sobre els coracles dels armenis, amb estructura de salze i folrats de pells. Carregats de palla, els més petits portaven un ruc i un tripulant. I baixaven pel riu fins a Babilònia.[5]
- 406 aC. Batalla naval de les Arginuses.[34]
- 405 aC. Batalla naval d'Egospótamos, guanyada per l'espartà Lisandre.[35]
- c320 aC. Píteas de Massalia.[36]
- c 320 aC. "Diaphragma" de Dicearc de Messina. (Vegeu Diafragma de Dicearc de Messana).
- Abans del 286 aC. Teofrast. En la seva obra De historia plantarum, va tractar de les fustes més útils per a construir vaixells i rems.[37]
- c 250 aC. Arquimedes va descobrir la causa de la flotabilitat dels vaixells.
  - A més del principi d'Arquimedes hom li atribueix el descobriment del cargol d'Arquimedes, una mena de bomba emprada antigament com a bomba de sentina dels grans vaixells.
- 220 aC. Demetri de Faros va fer que els seus homes transportessin un estol d'uns cinquanta vaixells a través de l'istme fins al golf de Corint. (Vegeu Díolkos).
- 125 aC. Hiparc de Rodes. Inventor de l'astrolabi.

### Antiga Roma
- 260 aC. Batalla de Miles.
- 256 aC. Batalla del cap Ècnomus.[25]

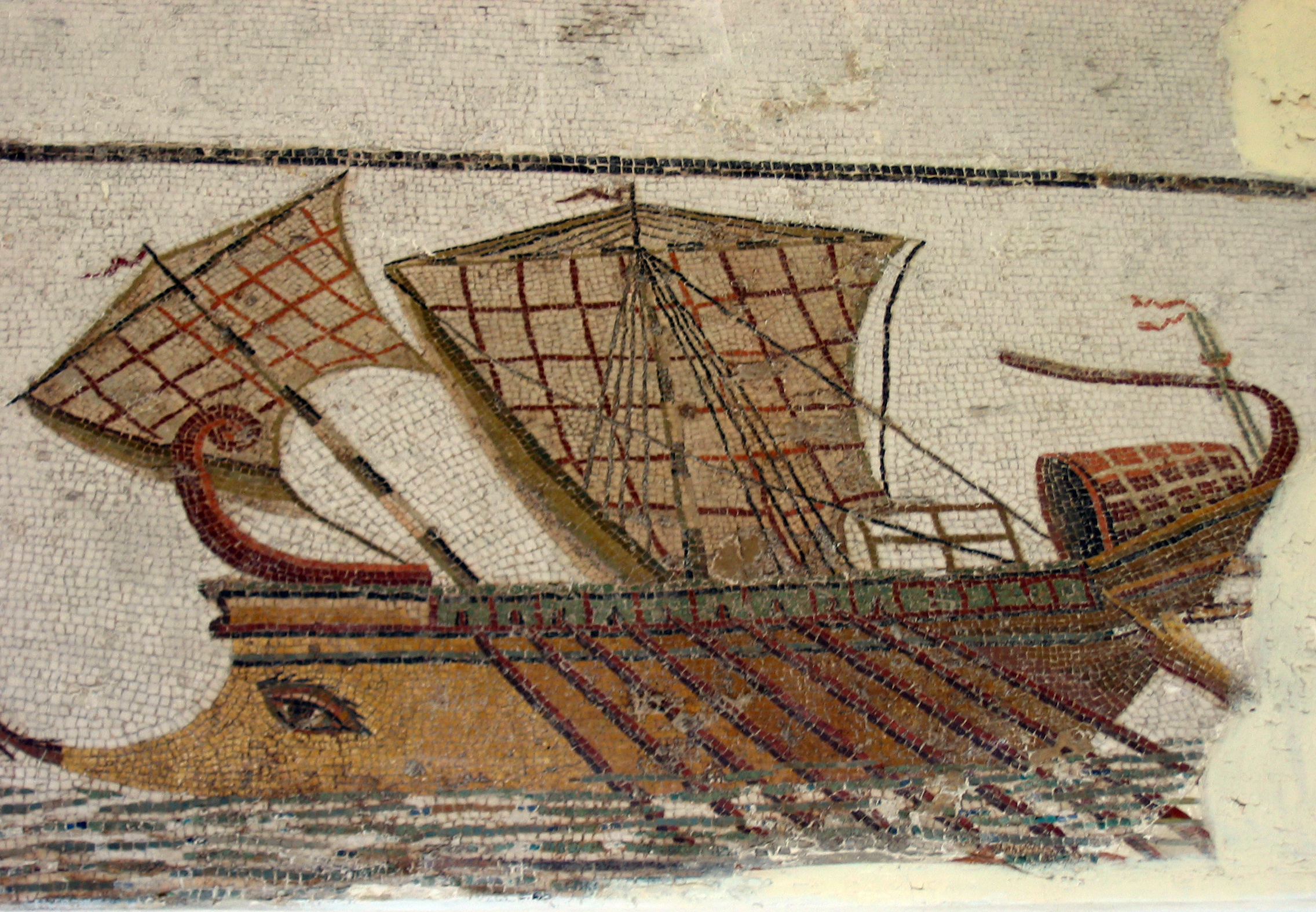
Trirrem romà representat en un mosaic.

- 57 aC. Navigare necesse est, vivere non est necesse. Frase atribuïda a Pompeu per Plutarc.[40][41][42][43]
- 31 aC. Batalla d'Àccium. Els guanyadors comptarem amb liburnes.
- 10 aC. Transport d'un obelisc de 263 tones per mar, des de Heliòpolis (Egipte) fins a Roma.[44][45][46][47]
  - Transportar una càrrega tan pesant demostra la capacitat tècnica i de construcció naval dels antics romans.
- c 2 dC. Segons Plini el Vell Gai Agripa va veure al Mar Roig les restes d'un vaixell hispà.[48][49]
- 37 dC. Obelisc de Calígula.[50][51][52][53]
  - L'any 1586 i sota la direcció de Domenico Fontana es va transportar, alçar i plantar l'obelisc de la Plaça de Sant Pere al Vaticà.

Es tractava d'una operació molt complexa i perillosa. Calia coordinar 900 operaris directes, 75 cavalls, milers de metres de corda i uns quants argues i politges. Per a impedir destorbs que posessin en risc la maniobra, el papa Sixt V havia decretat la pena de mort per a qualsevol persona que trenqués el silenci. I una forca i un botxí eren a la plaça per a recordar el decret.
Diu la tradició que un tal Bresca, capità d'un vaixell genovès, veient que les cordes perillaven de trencar-se sota l'esforç va exclamar: "Mulleu les cordes!!". ("Acqua alle corde" o "Aiga, dai de l'aiga ae corde" segons diferents narracions). Fontana va fer mullar les cordes i Bresca fou recompensat en lloc de ser penjat.
- 37-41 dC. Vaixells de Nemi
- c 150 dC. Isis (vaixell)
- 180 dC. Aule Gel·li. Noctes Atticae 
  - Aulus Gellius va donar una llista de les embarcacions del seu temps.[55]
  - Naus romanes (en llatí i en plural): gauli, corbitae, caudiceae, longae, hippagines, cercuri, celoces (celetes en grec), lembi, oriae, renunculi, actuariae, prosumiae (geseoratae, horiolae), stlatae, scaphae, pontones, vaetitiae, hemioliae, phaseli, parones, myoparones, lintres, caupuli, camarae, placidae, cydarum, tatariae, catascopium.
- 357 dC. Ammià Marcel·lí va descriure el transport d'un obelisc de 500 tones.[56]
- c 410. Noni Marcel (Nonius Marcellus). Nonii Marcelli Peripatetici Tuburticensis de Compendiosa Doctrini per Litteras ad Filium[57]
  - En el capítol XIII dona una llista i una breu descripció de diversos tipus de vaixells: celox, corbita, horia, cercyrus, lembus, myoparo, faselus, lenunculus, naviculae actuariae (plural), lintres (pl.), scaphae (pl.), codicarias (pl.), pristis (pl.), cumba (pl.), onerarias (pl.), anchorae (pl.), prosumia (pl.).
- 429 dC. Els vàndals passaren l'estret de Gibraltar, des d'Hispania cap a Àfrica.
- 450 dC. Descripció de les naus anomenades liburnes per Vegeci.[58]
  - Segons Vegeci (Llibre II capítol XXV), cada legió transportava un cert nombre de canoes (fetes d'un tronc buidat) molt lleugeres per a bastir ponts sobre els rius en cas de necessitat.[59][60]

### Imperi Romà d'Orient
- c 510. Vela llatina. Ilias ambrosiana, manuscrit amb dibuixos. Una de les naus porta vela llatina segons alguns.[65]
- 533. En l'expedició de Belisari a Àfrica, hi participaren 500 naus de transport protegides per 92 vaixells de guerra (dromons) per a transportar 16.000 combatents.[66][67][68]
- 536. Setge de Nàpols.[69]
- 551. Batalla de Sena Gàl·lica.
- 552. Batalla de Tagines.
- c.650. Joan Philiponos, descripció de l'astrolabi.
- 949. De ceremoniis. Constantinos VII. Inclòs en el llibre hi havia un Stadiodromikon, una relació de distàncies entre ciutats.

### Consideracions variades
- c 499 aC. Setge de Naxos per part d'un estol de 200 vaixells comandat pel persa Megabates i Aristàgores de Milet
- 492 aC. Estol de Darios I el Gran destruït per una tempesta.
  - Acabament dels canal cap al mar Roig iniciat per Necó II.
  - Conquesta d'Índia. Comerç regular per entre el gold Pèrsic i el riu Indus.
- c 480. Pont de Xerxes sobre l'Hel·lespont
- 480 aC. Canal de Xerxes.
  - L'estol persa estava format per més de 4.000 vaixells (1207 trirrems i moltes naus més petites).
  - Una tempesta va destruir uns 400 trirrems.
  - Segons Plutarc, el vaixell de l'almirall persa Ariamaenes era molt més alt que els vaixells grecs.
- 480 aC. Batalla de Salamina
- 466 aC. Cimó II, almirall grec
- c 460 aC. Exploració del persa Sataspes en un vaixell egipci.
- 394 aC. Batalla de Cnidos
- 373 aC. Farnabazos II. Estol contra Egipte.
- 279 aC. Far d'Alexandria
- 200 aC. Pirates nabateus.
- c 165 aC. Derrota d'un estol de guerra persa.
- 113 aC. Agatàrquides. Descripció dels sabeus.

#### A partir de l'Era Cristiana

Noms, rutes i llocs del Periple de la Mar Eritrea

- 45. Els romans descobreixen el sistema de vent dels monsons. Hippalus fa un viatge comercial a Índia.
- c 50? Periple de la Mar Eritrea
  - L'obra indica els grans vaixells mercants, amb capitans àrabs i agents comercials àrabs, que feien les rutes per l'est d'Àfrica i Índia.
  - També fa esment de vaixells amb folre de planxes cosides.(Vegeu Rapta)
- 326. El rei persa Shapur conquereix el domini del mar (a la zona del golf Pèrsic i Bahrein).
- 414. Documentats rics mercaders àrabs (sabeus) vivint a Ceilan.
- 512. Vaixells romans i perses comerciant a Ceilan.
- 550. Cosme Indicopleustes
- 550. Wahriz. Expedició contra el Iemen amb vuit vaixells i 800 guerrers perses.

#### Hègira
- 654. Batalla dels màstils.[70]
- 710. Tarif ibn Màlik
- 711. Tàriq ibn Ziyad va creuar l'estret de Gibraltar.
- c 717. Trenta vaixells mercants perses a Ceilan.
- 727. Confirmació de la navegació dels perses a Canton en grans vaixells mercants.
- 748. Ciutat persa important a l'illa de Hainan.
- 748. Segons testimoni d'un monjo budista que anava cap al Japó, al riu de Canton “hi havia nombrosos vaixells perses...”
- 758. Els àrabs (Ta-shi) i els perses (Po-sse) saquejaren i cremaren Kwang chou (Canton) i l'abandonaren per mar.
- 878. Massacre de Canton: 120.000 mahometans, jueus, cristians i perses foren assassinats per Baichu o Babshu. Vegeu Huang Chao.
- 898. Al-Maqdisí. Descripció de coneixements cartogràfics per part d'un mariner.
- 945. Fundació d'unes drassanes a Turtuixa per ordre d'Abd al-Rahman III.
- 956. Al-Massudí. Fars primitius al golf Pèrsic.
- 1079. Ibn Muçad. “Primer” tractat de trigonometría esférica.

## Vikings

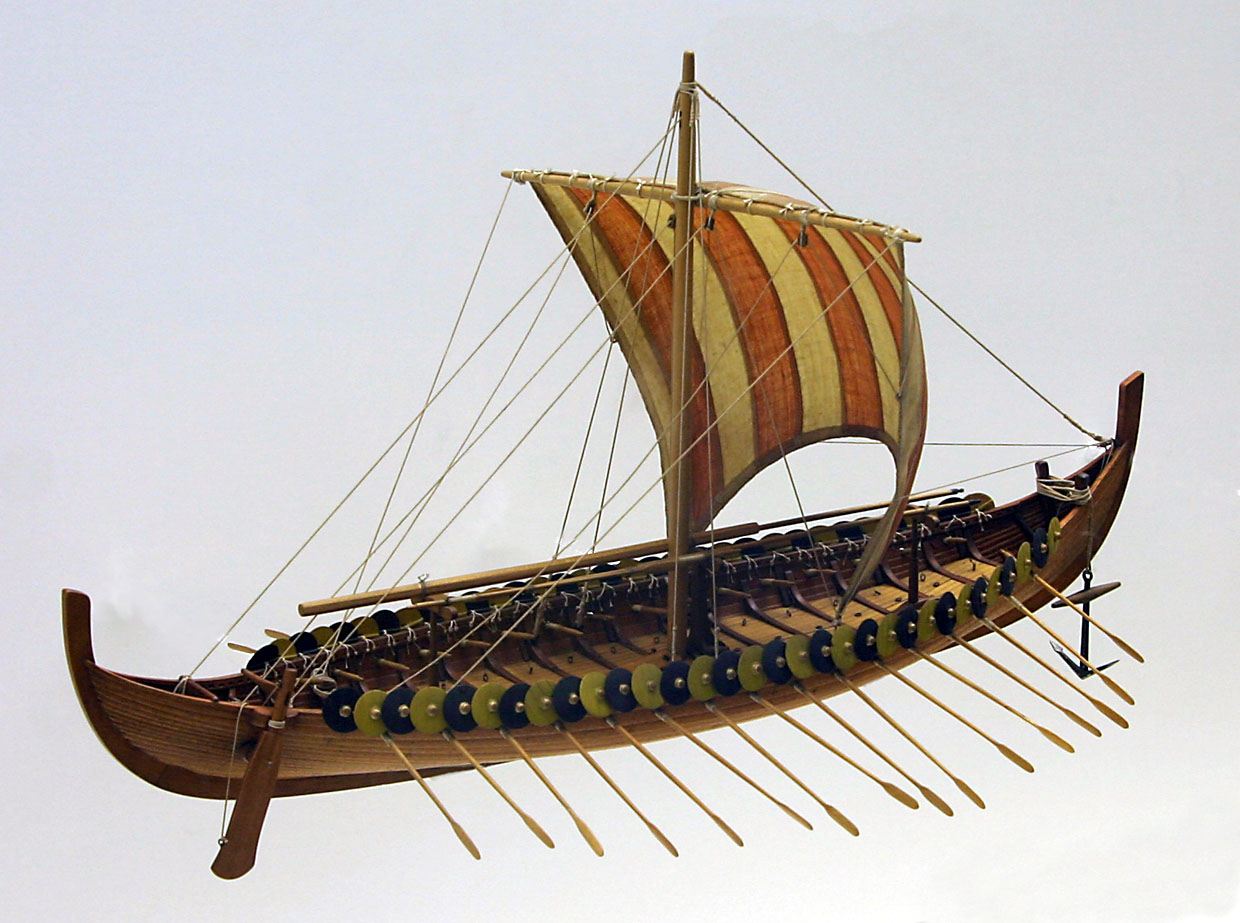
Model del vaixell de Gokstad. L'original mesura 23,5 m d'eslora i fou construït amb fusta datada de l'any 890.

- 844. Saqueig de Sevilla. Referit per Al-Yaqubí en l'obra Kitab al-Buldan (Llibre dels Països)

.
- 845. Setge de Paris (845).[76]
- 860. Conquesta de Sicília. (Segons Dudon de Saint-Quentin).
- 985. Segons la Saga d'Eric el Roig, aquest guerrer explorador va tornar aquell any a Groenlàndia amb molt colons per fundar-hi un assentament.
- c 1000. En la saga d'Eric el Roig es relata també la casual descoberta de Vinlàndia per part de Leif Eriksson.

## Vaixells medievals

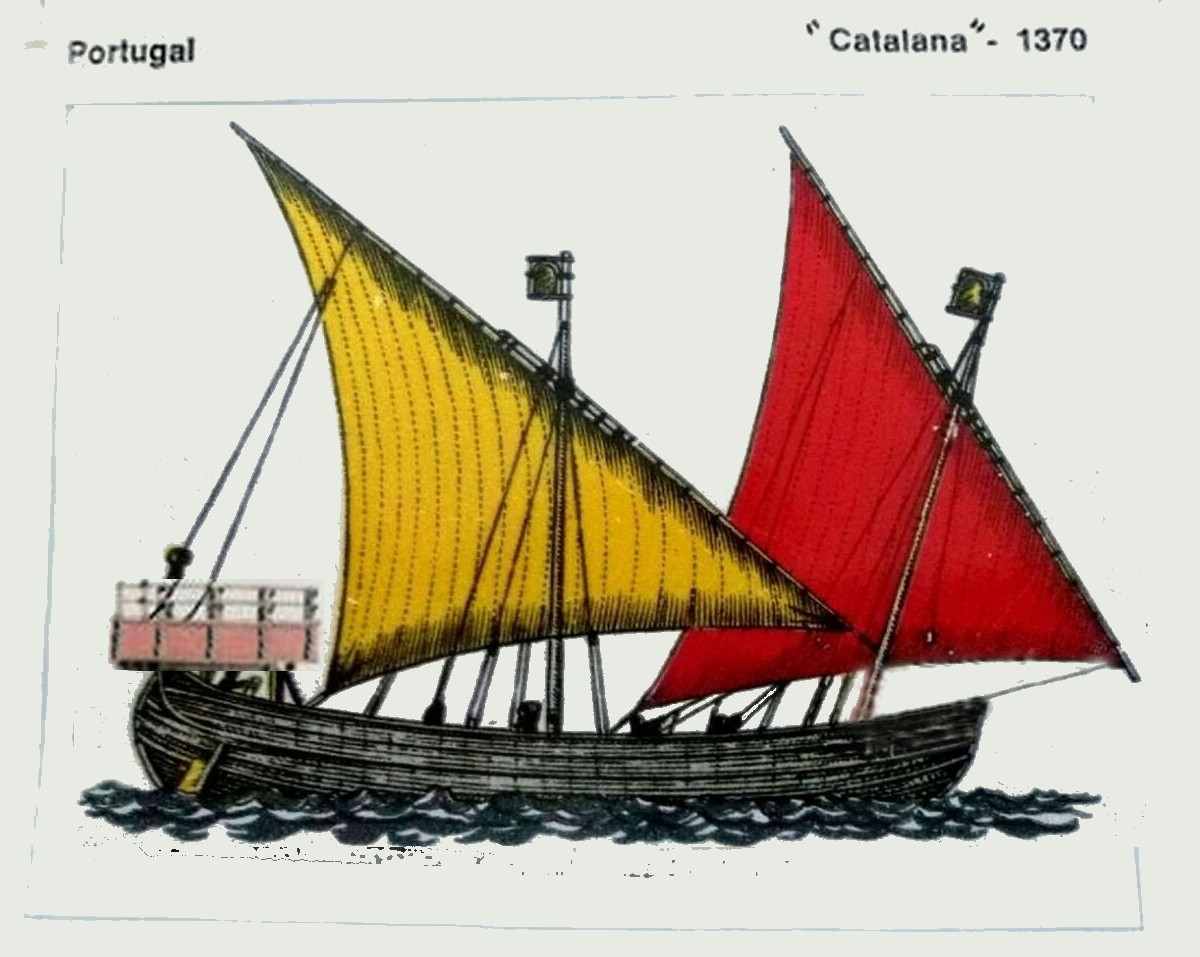
Nau de nom "Catalana" (Portugal 1370)

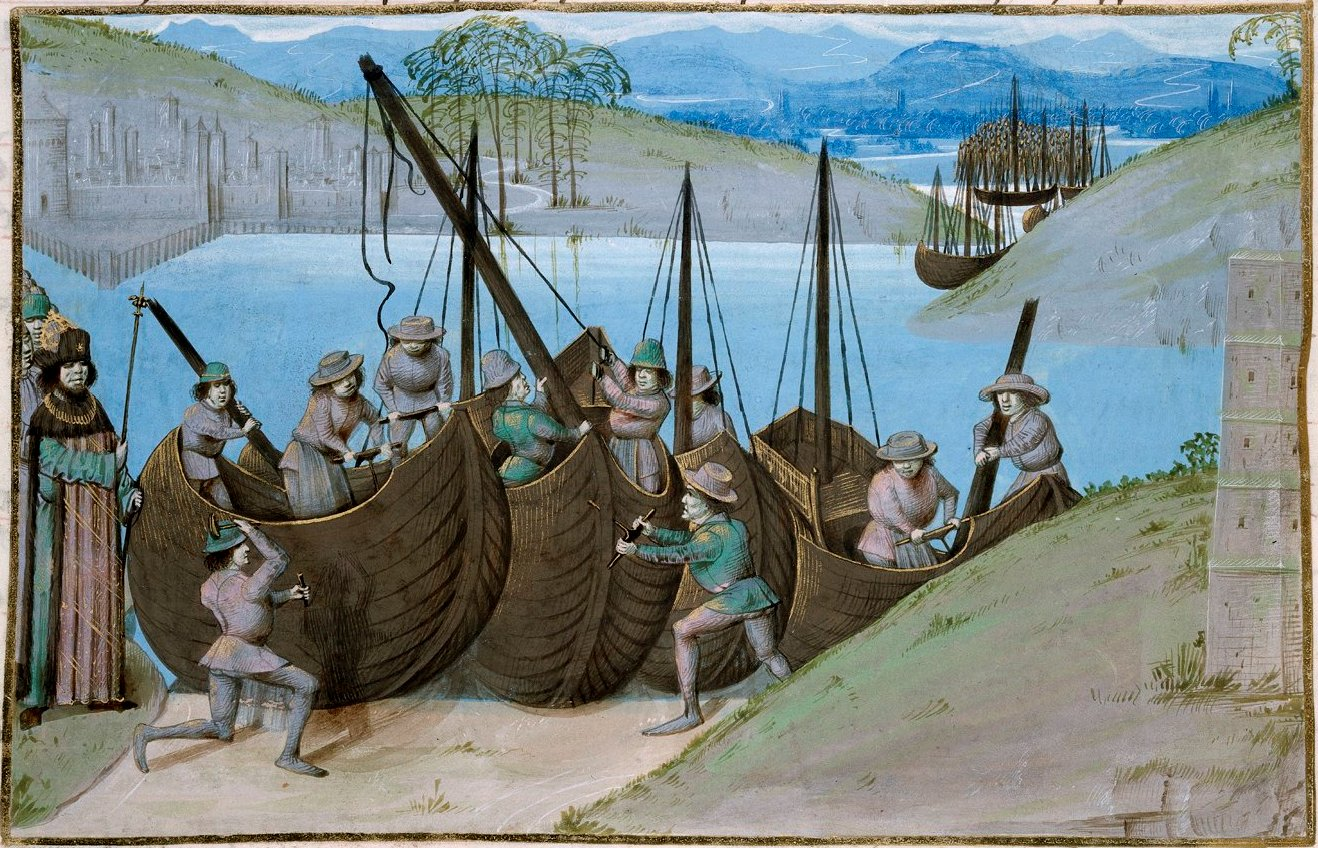
Drassana medieval (finals s. XV). Clos on s'hi construïen vaixells a França Cal remarcar el folre de tipus tinglat típic del nord d'Europa

Folre tinglat i folre per llates a topall.

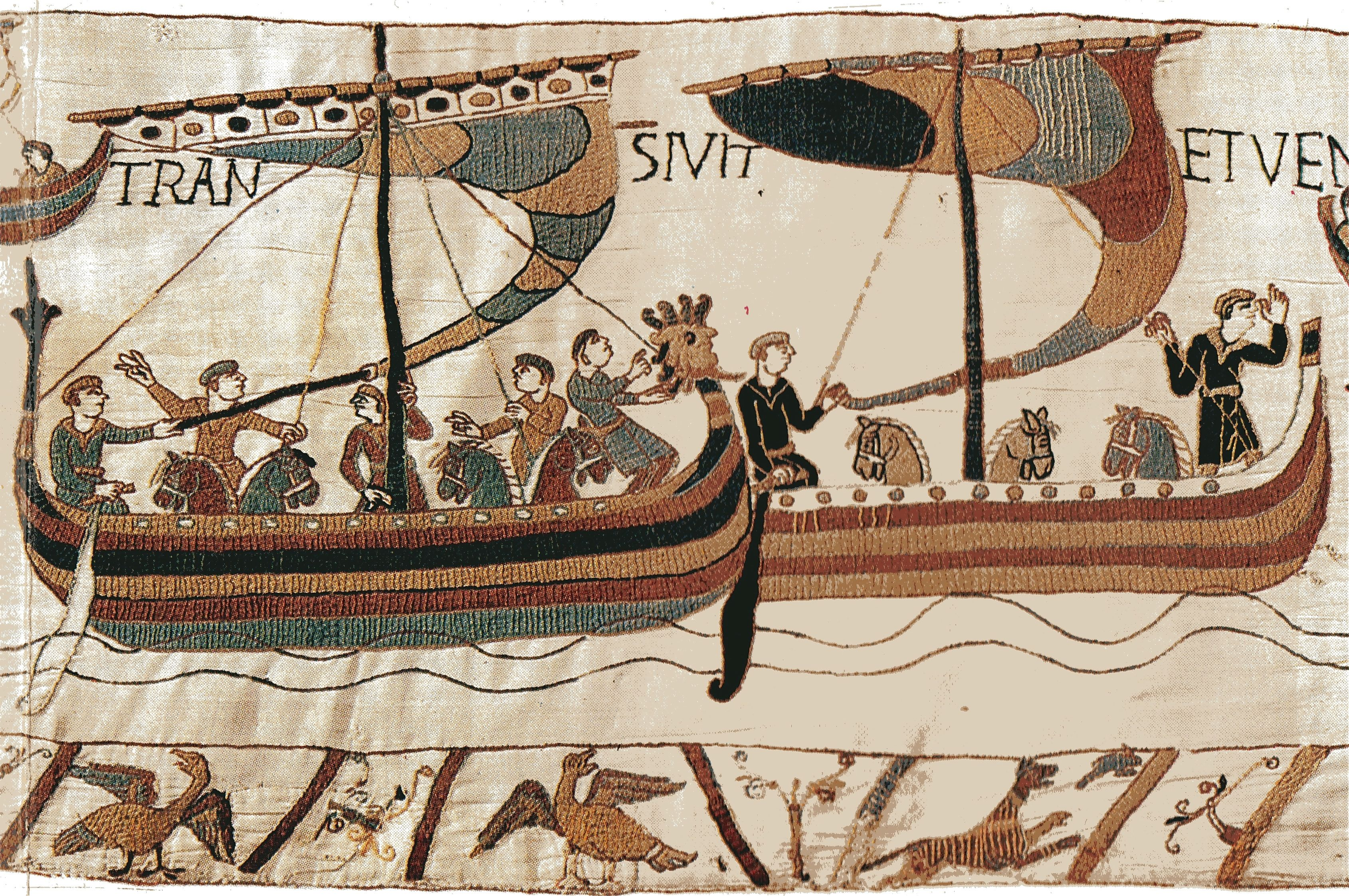
Vaixells normands transportant cavalls.

### Segle VI
- 512. Llegenda de sant Brandan

### Segle VII
- c 630. Isidor de Sevilla.[78]

### Segle IX
- 846. Batalla d'Ostia. Amalfi, Nàpols i Gaeta contra musulmans.

### Segle X
- 945. Fundació d'unes drassanes a Turtuixa per ordre d'Abd al-Rahman III.
- 984. Sunifred Llobet. Traducció d'un llibre d'astronomia. Traducció d'un tractat de l'astrolabi. Ms.Ripoll 225. (Astrolabii sententie).

### Inici de laBaixa edat mitjana
En el món de la nàutica i els ports mediterranis hi ha un concepte molt important a recordar: el de Lingua franca. Aquesta parla simplificada permetia una comunicació fluida entre persones de llengües molt diferents. Fou usada amb normalitat fins al segle xix.

### Segle XI

Taifa de Dénia cap al 1037.

- 1018. El normand Roger de Tosny, posseïdor d'algunes naus, va ajudar la comtessa Ermessenda de Carcassona, vídua de Ramon Borrell, contra el senyor musulmà de Dénia, Mujàhid.
  - Mujàhid havia conquerit Mallorca i s'havia proclamat emir. Amb els seus vaixells anava atacant la costa catalana.
- 1075. El Landnámabók, llibre escandinau. Esmenta l'agulla magnética.
- 1079. Croada pisano-catalana. Liber Maiolichinus.
- 1079. Ibn Muçad. “Primer” tractat de trigonometría esférica.

### Segle XII
- 1120. En un conveni entre Ramon Berenguer III i l'alcaid de Lleida s'esmenten els gorabs, vaixells interpretats com a caravel·les.[79]
- 1163. “...et unam  sagittiam , de Provintia venientem, prendiderunt, et tres naves magnas et vacuas ad fauces Arni demersuerunt...” (Traducció: “...capturaren una sagetia que venia de Provença i enfonsaren tres grans naus sense tripulació a les boques del riu Arno...).[80]
- 1183. Inici dels viatges de Ibn Jubayr. Pel Mediterrani viatjava en naus cristianes.
- 1187. Alexander Neckam. Referències a l'agulla magnètica: "In the West, the first references to the magnetic compass were found in two books written by the English author Alexander Neckam: De Utensilibus (1187) and De Natura Rerum (1204). This writer states that the sailors of the English ..."
- c 1190. Guyot de Provin, escrigué : "Les marins ont une Pierre brute et brune, à laquelle par la vertu de la marinière (magnetes), le fer s'unit volontiers et par ce moyen, ils s'aperçoivent de la droiture du point. Lorsqu'une aiguille a touché et qu'on l'a mise sur un petit morceau de bois (de liége, de la paille), ils la posent sur l'eau et le bois la lient sur la surface".

### Segle XIII
- 1226. Robert Anglès (Montpeller). Descripció d'un quadrant.
- 1226. Dues sageties catalanes amb base a Tarragona practiquen el cors i capturen una tarida sarraïna carregada de fusta del valí de Mallorca.[81]
- 1229. Brúixola àrab andalusí (“tassa” de vi, “tassa” de brúixola).[82]
- 1245-1265. “Conpasso da navegare”
- 1247. Sagetia de 28 rems venuda a Mallorca per italians i comprada per un italià parent. El preu total fou de 64 lliures melgareses (32 pel buc i 32 per la xàrcia: arbres, antenes i veles).[83]
- 1249. Galera capturada pels niçards: (Pàg. 45) ”...tres mapamundis, un compàs i dues calamites”.
- 1270. El rei Carles I d'Anjou decideix armar una sagetia per a defensar el castell de Licata per mar (“...sagettiam unam pro custodia maritime dicti Castri...”).[84]
- 1273-1274. Ramon Llull. Libre de contemplació. Composició de la tinta: “agalles, vitriol, goma i aigua.
  - Una tinta resistent a l'aigua era important per a les cartes marines i el cartulari (llibre de comptes) d'un vaixell.
- 1277. Galera de Spinola (Gènova, Flandes)
- 1281. Galera de Mallorca comprant llana a Londres.[85]
- 1285. Batalla naval de les Formigues
- 1296. Francesco da Barberino. Esmenta un arlogio, orologio (ampolleta).[86][87]
- 1298. Alguns autors expliquen que les caravel·les foren esmentades en “Las siete partidas” del rei Alfonso X de Castella.[88] Es tracta d'un error, basat en versions modernes del text.[89][90]

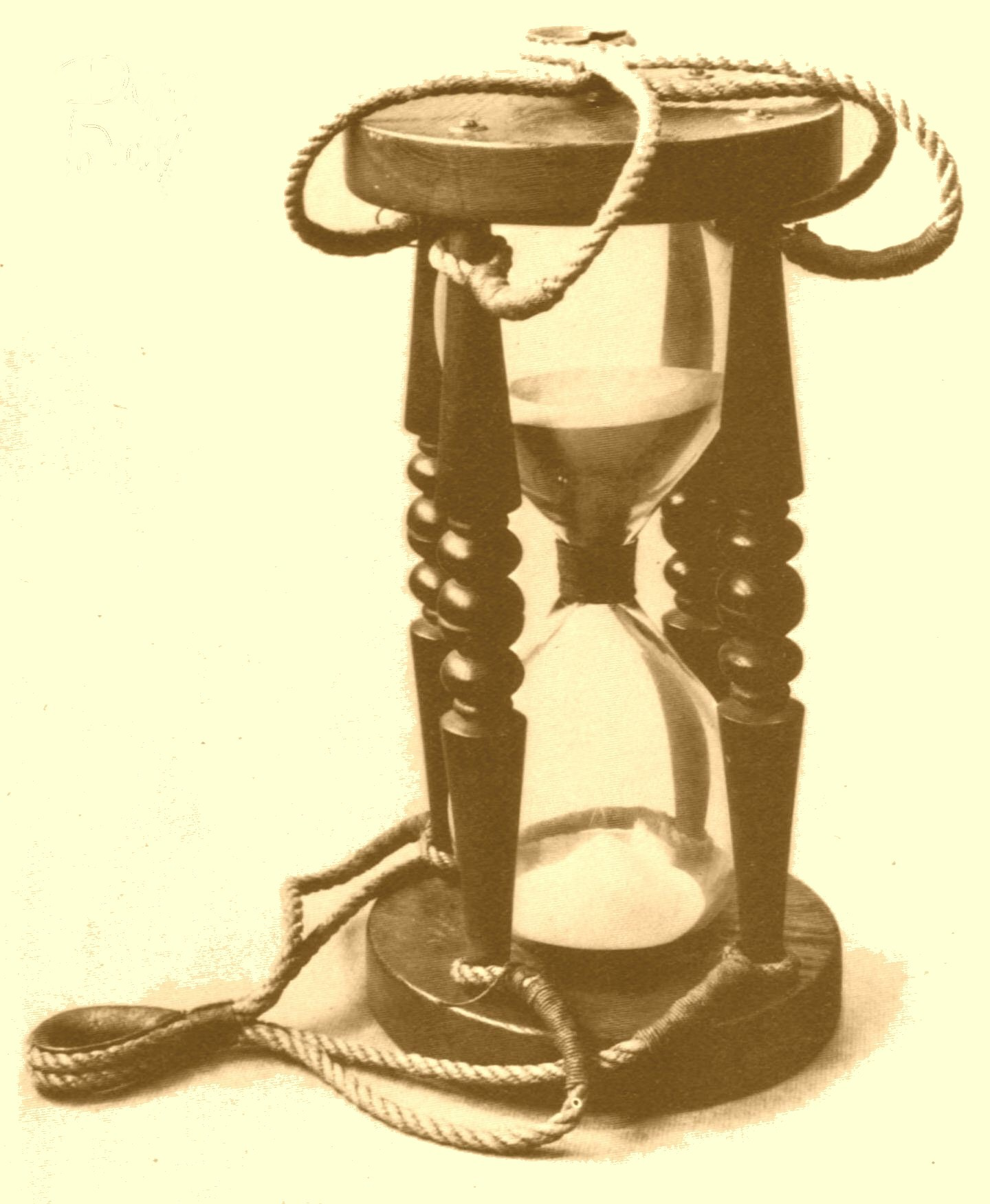
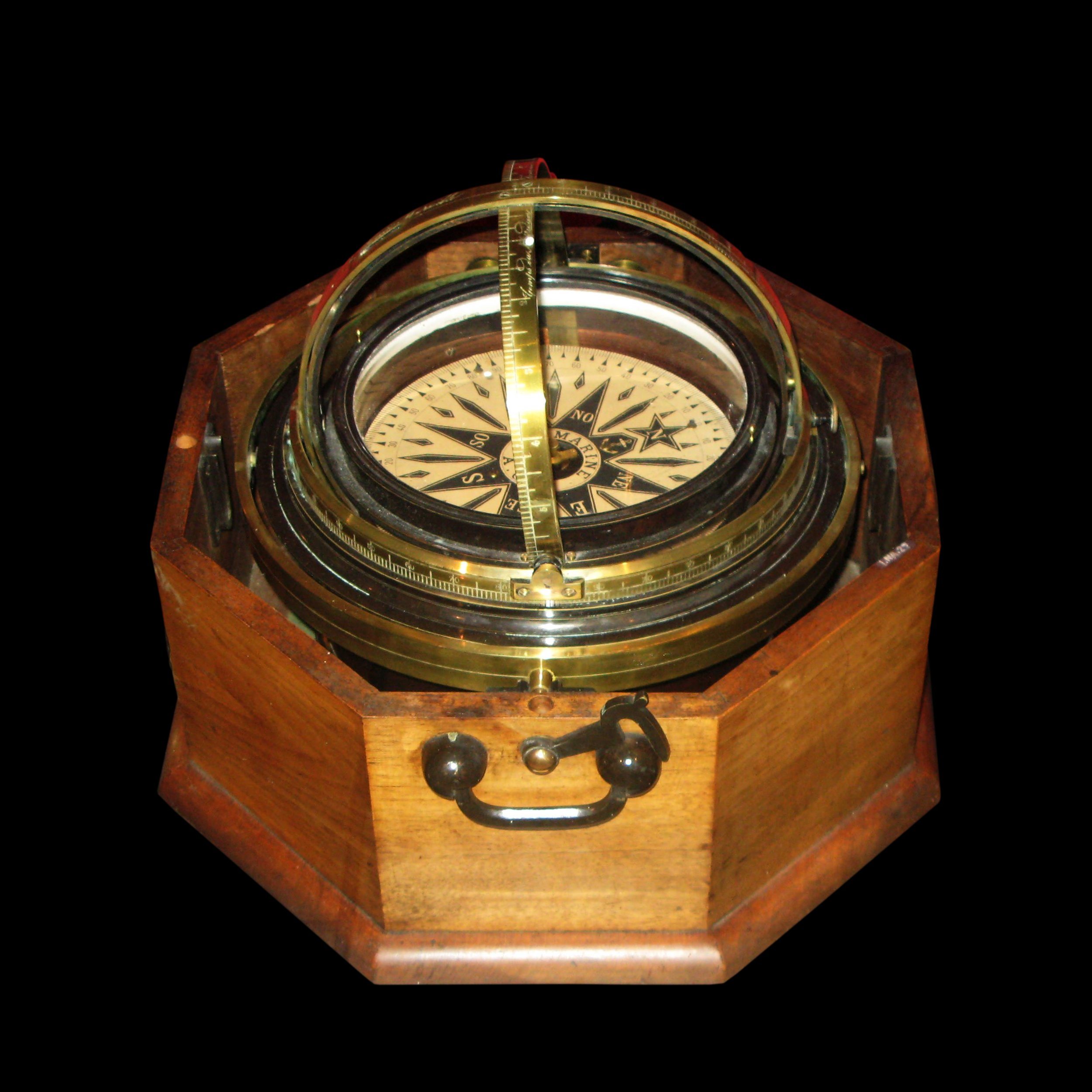
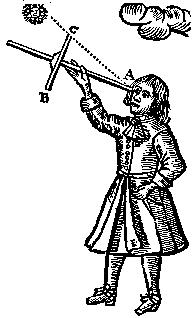
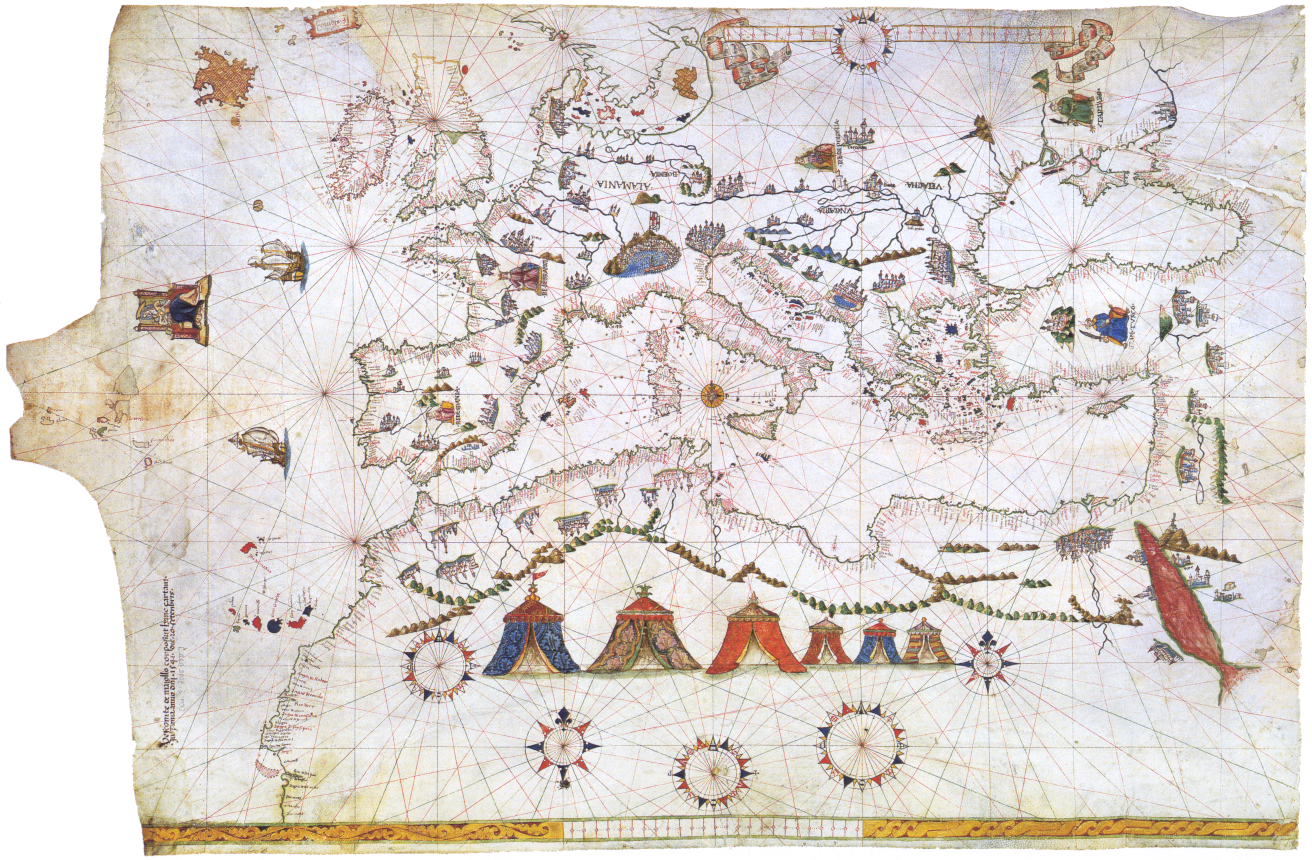

### Segle XIV
- 1302. Corsaris catalans capturen, en el port de Tunis, una tarida de Pisa i una sagetia genovesa. (Anuario de estudios medievales, Volum 38,Part 2, pàg.844).[91]
- 1307. Almanac perpetu, pel meridià de Tortosa.
- 1323. Comerç de Mallorca amb Flandes.[92]
- 1327. Documents en català sobre el corsari Martín Sanxez, propietari d'una barca o sagetia de 20 rems (“...una sagetia o barqua de vint rems...)”.
- 1331. Coca Sant Climent.
- 1336. Cenne della Chitarra (juglar d'Arezzo mort en 1336) esmentava: “... chiane intorno senza caravelli...”[93]
- 1338. Opicino de Canistris. “Escala” en les cartes de navegar.
- 1338. Sagetia armada.[94]
- 1340. Batalla naval de Sluis
- 1346. Jaume Ferrer (navegant) viatge a Riu d'Or.
- 1353. Un estol venecià-català derrota un estol genovès.[95]
- 1353. El document més antic que esmenta una coca de dos arbres a la Mediterrània és un contracte de construcció català de l'any 1353.[88][96]
- 1353. Galeres Santa Maria i Santa Tecla: “una boxola de navegar, unas horas…”
- 1375. Atles Català.

### Segle XV

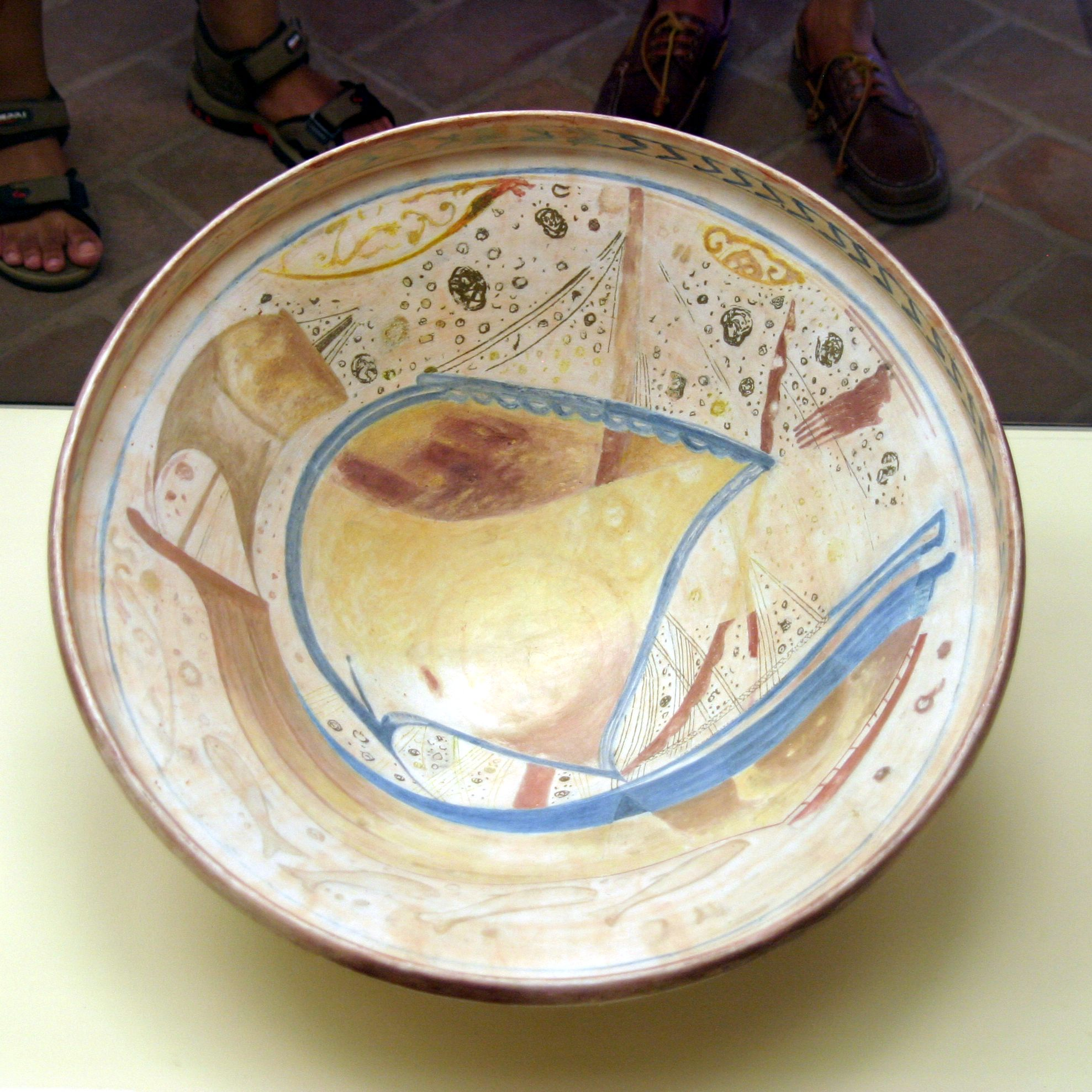
Ataifor de la nau. Alcassaba de Màlaga. Segle XIV? El dibuix representa una nau amb tres arbres. Trinquet i mestre amb veles quadres i mitjana amb vela llatina. El timó és de codast.
- Si la datació és correcta seria la representació més antiga d'una nau amb tres pals.

- 1405-1433. Viatges i exploracions de Zheng He.
- 1409. El document més antic que mostra una nau de tres pals és un dibuix de 1409 en el “Libre d'Ordinacions de l'administrador de les places” de Barcelona.[97]
- 1428. Dos viatges d'una sagetia italiana de transport. Primera importació i arribada de naips a Roma, des de Catalunya via Gaeta
- 1428. Tornada del príncep Pere de Portugal a Lisboa amb les idees o el prototipus de la caravel·la portuguesa dels descobriments. El príncep Pere va viatjar anant a Flandes, Venècia i Barcelona. Estudiant atentament els tipus de vaixells i construcció naval que usaven els estrangers. Se sap que va portar-ne un prototip de Venècia al temps que es casava a Coïmbra el 13 de setembre de 1428 amb Elisabet d'Urgell.[98]
- 1434-35. Michele de Rodes. "Fabrica di galere".[99][100]
  - Traducció parcial al castellà.[101]
- 1435. Batalla naval de Ponça (1435)
- 1438. Avarament de “ung vaisseau pour mer” a l'Escluse. “Carvelle” construïda per mestres d'aixa portuguesos per al duc de Borgonya.
- 1438. El duc de Borgonya encarrega una “carvelle” al portuguès Joao Afonso.[102]
- 1440. Dues “caravelas” portugueses destinades a ultramar.[103]
- 1442. Detalls sobre un procés protagonitzat per una sagètia[104] (o “sagetia”[105]). En els documents originals la denominació del tipus de vaixell és interessant perquè la fa equivalent a calavera o fusta.
- 1452. Document adreçat a Johan de Camós, capità de la galera de guàrdia de la ciutat de Barcelona, avisant del pirata Johan Torrelles amb una “calauera” armada.[106][107]
- 1454. Avarament d'una calavera de Francesc Xetantí construïda a les Drassanes de Barcelona.[108]
- 1454. Avarament d'una calavera de Jaume Carbó construïda a les Drassanes de Barcelona.[109]
- 1460. En un llibre alemany es diu: “lo buch de la calavera o segetia de la qual és patró en Salvador Roig”.[110]
- 1464. Benedetto Cotrugli va escriure un tractat de navegació en el qual parla de “caravelle” i “barcosi” (un vaixell molt semblant inventat i usat a Ragusa).[111]
  - Benedetto Cotrugli fou autor d'un llibre de navegació (“De navigatione” ; Nàpols 1464) que no es va arribar a publicar, però que es conserva en forma de manuscrit. Es tracta d'una obra que pot consultar-se en una transcripció digitalitzada a cura de Piero Falchetta. També el manuscrit original pot llegir-se de franc (Manuscrit Beinecke MS 557, Yale University Library, Beinecke Rare Book and Manuscript Library).
- 1465. Contracte per a la construcció d'una calavera per a Gracià Amat. Amb un buc de 24 a 25 gúes de roda a roda. Amb dos pals (mestre i mitjana), bauprès i tres timons.[112]
- 1470. Caravel·les espanyoles.[113]
- 1476. Charles de Valera, fill de Mossèn Diego de Valera, participa en la presa de dues carraques genoveses, comanant cinc “carabelas”.[114]
- 1483. Ariosto. "Oriul da polve" (rellotge de sorra, ampolleta)
- 1487. Vasco da Gama.[115]
- 1488. Arribada a la platja de Barcelona d'una calavera que havia portat dos-cents quintars de pólvora a les tropes que assetjaven Màlaga.
- 1493. Carta de Cristòfol Colom “Fecha en la calavera sobre las Yslas de Canaria, a XV de Febrero, mil et quatrocientos et noventa y tres años”.[116]
- 1495. Jaume Ferrer de Blanes. Carta als reis catòlics en català, amb mapamundi, “vot i parer”.
- 1498. Canoa indígena amb 24 tripulants vista per Colom.[117]

## Edat moderna(1500-1789)

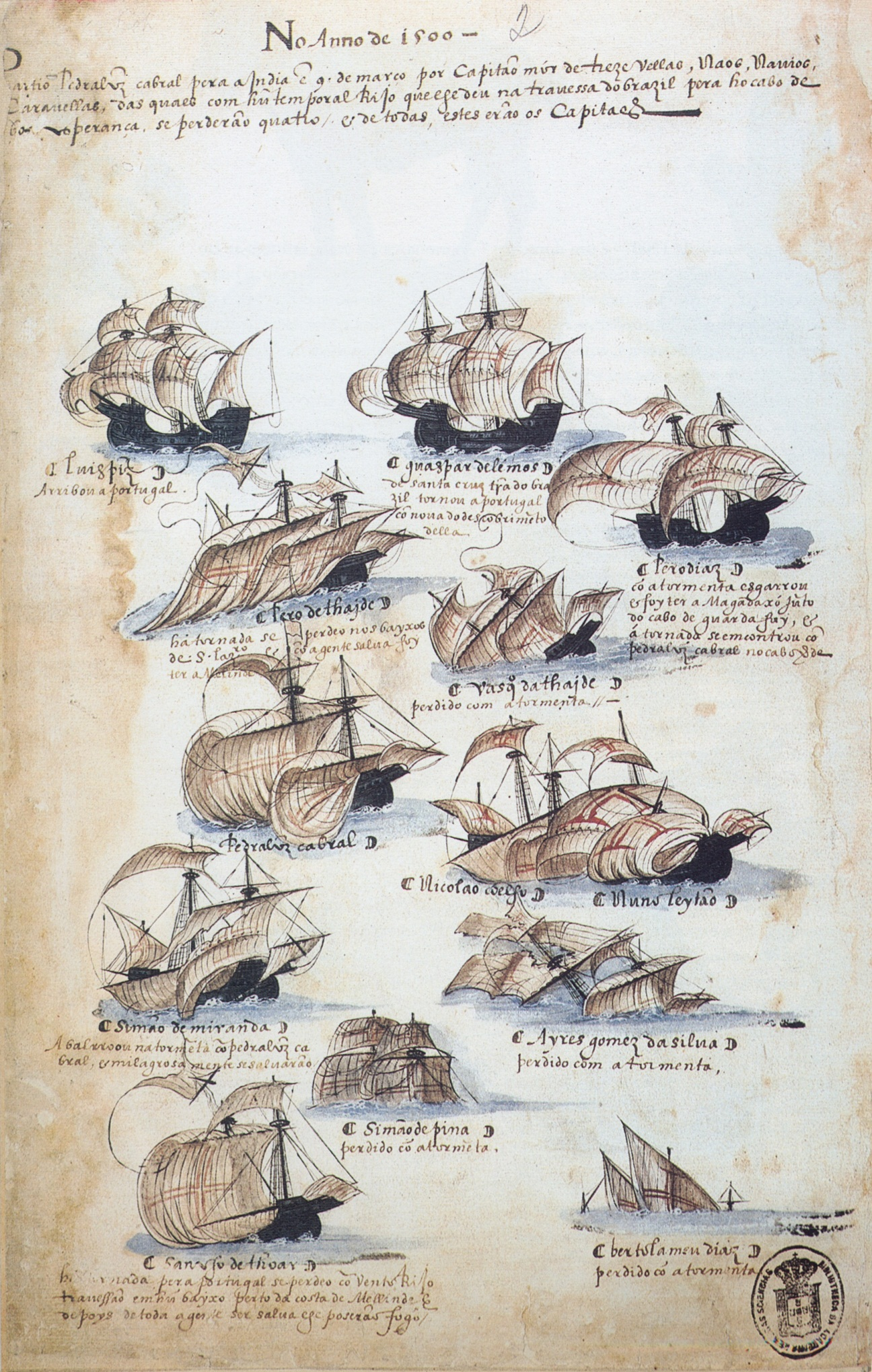
En la imatge —Memória das Armadas (1568)— s'aprecien dotze dels tretze vaixells que formaren part de la flota de Cabral. D'aquests dos van tornar buits, cinc amb la seva càrrega i sis es van perdre.

Nota: l'anomenada Edad moderna acostuma a definir-se entre els anys 1453 (caiguda de Constantinoble) i 1789 (Revolució Francesa). L'haver escollit una xifra rodona permet incloure les primeres descobertes portugueses i espanyoles en l'època medieval. Època de la creació i evolució dels vaixells i les tècniques de les primeres exploracions.

### Segle XVI
- 1500. L'explorador portuguès Pedro Álvares Cabral va descobrir i adoptar els sistema de tancs per a aigua de forma prismàtica. tal com els usaven els "mouros".[118]
- 1519. Mapa de Piri Reis.
- 1522. Hospitalers a l'illa de Malta (Rodes caiguda en mans dels turcs).
  - Els vaixells de l'orde de Malta i l'escola de navegants dels hospitalers foren famosos durant segles. Alguns científics i navegants famosos pertanyeren a l'orde de Malta: Pigafetta, Jordi Juan,...
- 1524.[119]

| «                                                | ...surgiren en la present platja dues velas ço és una calavera & un barco portuguès las quals eran stat cobradas per la sobre dita armada de la Ciutat del cossari francès qui les havie preses... | » |
| — Manual de novells ardits. Volum 3. Pàgina 320. | |   |

- - La cita d'un vaixell portuguès al costat d'un caravel·la (esmentada "calavera") és prou interessant.
- 1532. Carta de Pedro de Alvarado “noticiando al Emperador que ha llevado de España carpinteros, calafates y maestros, y en poco tiempo ha fabricado en la mar del Sur un galeón, San Cristóbal, una nao, Santa Clara, otra nao, la Buenaventura; otra en el golfo de Chiva, una carabela, un patax i otras dos carabelas más medianas. Lo único que le han faltado han sido toneleros para el botámen, pero para suplirlo, ha hecho unas vasijas que llaman tanques y hacen á seis y á cuatro botas de agua, resultando tan singular vasija y tan buena, que la tienen por mejor que los toneles de España”.[120][121]
- c 1540. Alonso de Chaves. Espejo de navegantes.[122]
  - L'obra dona una relació de noms d'embarcacions i vaixells ordenada per la grandària.[123]
  - (Embarcacions menors): copatenes, esquifes, bateles, barcos, barcas, chalupas, tafureas, gavarras
  - Navíos mancos y pesados: pataxes, pinaças, caravelas, navíos, naos, urcas, galeones, carracones, carracas.
  - Navíos subtiles o ligeros: zabras, bergantines, galeotas, esquiraças,[124] fustas, galeras galeras bastardas, galeaças.
- 1542. Grans canoes indígenes a les costes de Califòrnia descrites per Cabrillo.[125]
- 1542. Mapa de Juan de Rotz (contorno de Nueva Holanda)Humboldt p. 447.
- 1545. Pedro de Medina. ”Arte de navegar”.
- 1548.”Carauelas enplomadas”??? Sevilla?
  - La broma destruïa amb certa facilitat l'obra viva dels vaixells de fusta. Una protecció amb plom era prou adequada.
- 1556. Llibre de geografia de Hieronimus Girava tarragonès.
- 1570. Mastelers que es podien arriar emprats pels holandesos.[126]
- 1571. Batalla de Lepant (1571).
- 1576. Vaixell tortuga construït a Corea.
- 1577. Avarat el galió anglès Pelican de Francis Drake (reanomenat Golden Hind el 1578.)[127]
- 1587. “Instruccion nauthica”. Diego García de Palacio.
- 1588. Armada Invencible.[128]
  - 1588. Naufragi de la nau Juliana a les costes d'Irlanda. Es tractava d'una nau mercant de Mataró que fou requisada a Lisboa per a integrar-se en l'Armada Invencible. Els propietaris mai no foren indemnitzats.[129][130][131]
- 1588. Viatge de "Juan Jaime" (Joan Jaume?) i Francesc Galí (amb instrument de mesura especial).
- 1590. Un navili i un filibot (anomenat Grol) amb ambaixadors holandesos arriben al Japó.[132]
- 1594. Quadrant de Davis
- 1596. Construcció del primer filibot (fluyt) a Hoorn segons disseny del mercader neerlandès Pieter Jansz Vael. Aquesta mena de vaixells foren molt importants en la marina neerlandesa.[133][134][135]

### Seglexvii

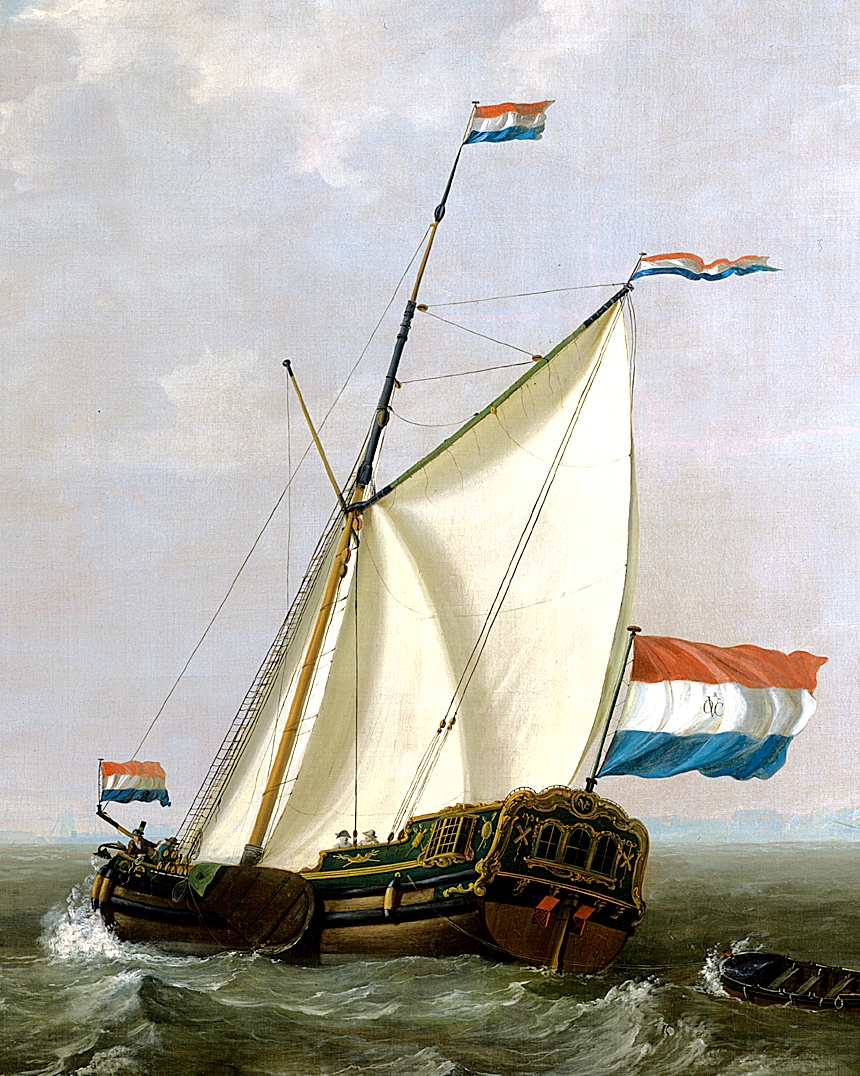
Un iot del pertanyent al capítol de Rotterdam de la Companyia Holandesa de les Índies Orientals.

- 1616. Description of the New Route to the South of the Strait of Magellan Discovered and Set in the Year 1616 by Dutchman Willem Schouten de Hoorn.
- 1634. Meridià de Ferro (actualment a la isla de Hierro, a les Canàries). Richelieu va escollir aquest meridià com a meridià zero o origen de les longituds.[136][137] Ja Ptolemeu situava l'extrem del món a les Illes Canàries.
- 1637. Avarament del navili britànic HMS Sovereign of the Seas. Sense castell de proa.[138]
- 1642. Batalla naval de Barcelona (1642)
- 1650. Walter Raleigh. Publicació de l'obra Excellent observations and notes concerning the Royal Navy and Sea-Service.[139]
  - Estava en contra dels vaixells massa grans. Segons Walter els espanyols deien: "Gran navío, gran fatiga".
- 1660. Tornada a Anglaterra de Carles II d'Anglaterra i d'Escòcia en un iot ("yacht" en anglès, "jacht" en neerlandès).[133][140][141][142]
- 1663. Èxit d'un catamaran construït per William Petty.[143][144]
- 1658. Batalla de les Dunes (1658)
- 1675. Observatori Reial de Greenwich
- 1682. El duc de York viatja en el seu iot Caterine i se salva d'un naufragi.[145]
- 1688. Johann von der Behr. Diarium, oder Tage-Buch.[146]

### Seglexviii
- 1714. Sagetia de 12 canons i 150 tripulants en la defensa de Barcelona . Pagada per Sebastià Dalmau.
- 1720. Primer club nàutic del món fundat a Irlanda: Cork Water Club.
- 1731. Antoni de Clariana i de Gualbes. Resumen náutico de lo que se practica en el teatro naval o arte de la guerra.[147][148][149]
- 1738. Daniel Bernoulli. Hydrodynamique (Hidrodinàmica).[150][151][152]
- 1754. Mungo Murray.[153]
- 1764. Avarat HMB Endeavour
- 1768. Architectura Navalis Mercatoria Stockholm.
- 1771. Jordi Joan i Santacília. Examen marítimo teórico práctico.[154]
  - Aquesta obra fou molt important i tingué una gran difusió. Fou traduïda al francès, anglès, italià,...[155][156]
- 1779. Sagetia corsària construïda a Mataró: 24 canons I 130 tripulants.
- 1783. José Joaquín Romero y Fernández de Landa. Reglamento de maderas necesarias para la fábrica de los baxeles del Rey.[157]
- 1787. Gavarra amb buc de ferro, construïda a Anglaterra.[158]
- 1794. Avarat el navili de línia Montañés, de 74 canons, reputat per la seva gran velocitat en tots els rumbs.[159][160]

## Període 1789-1914
- 1805. Batalla de Trafalgar
- 1812. La Guerra Anglo-Americana de 1812-1815 fou molt important en el progrés de la construcció naval. Els corsaris necessitaven vaixells molt ràpids i, animats pels beneficis de les captures, iniciaren una cursa per la velocitat que tingué èxits importants i orientà desenvolupaments posteriors.[161]
  - El Prince de Neufchâtel, vaixell corsari aparellat de bergantí-goleta de dos arbres.[162][163][164]
  - El vaixell corsari Chasseur (conegut com a Pride of Baltimore) estava aparellat com a bergantí-goleta de gàbies de dos pals.[165]

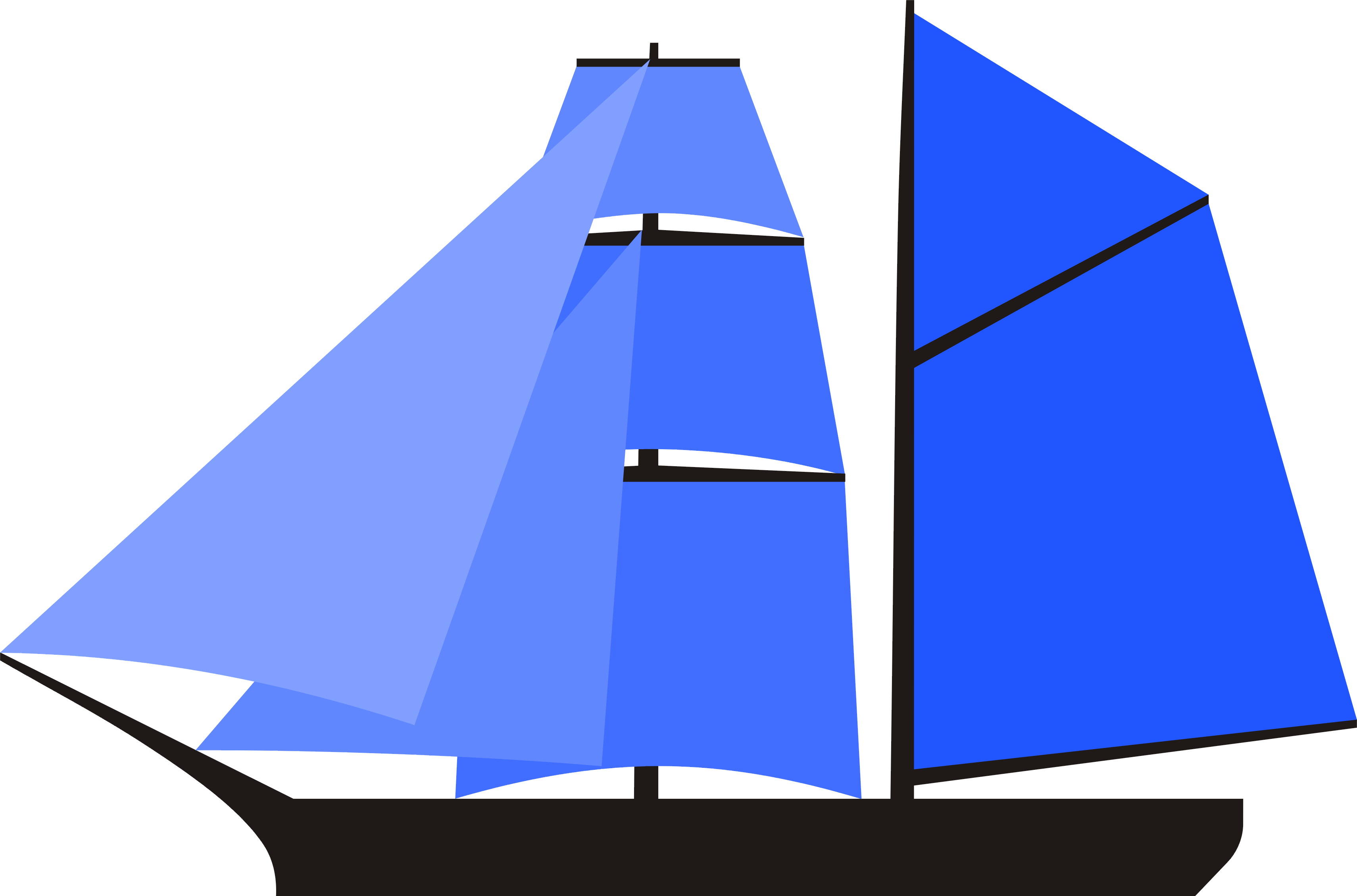
Aparell de bergantí-goleta
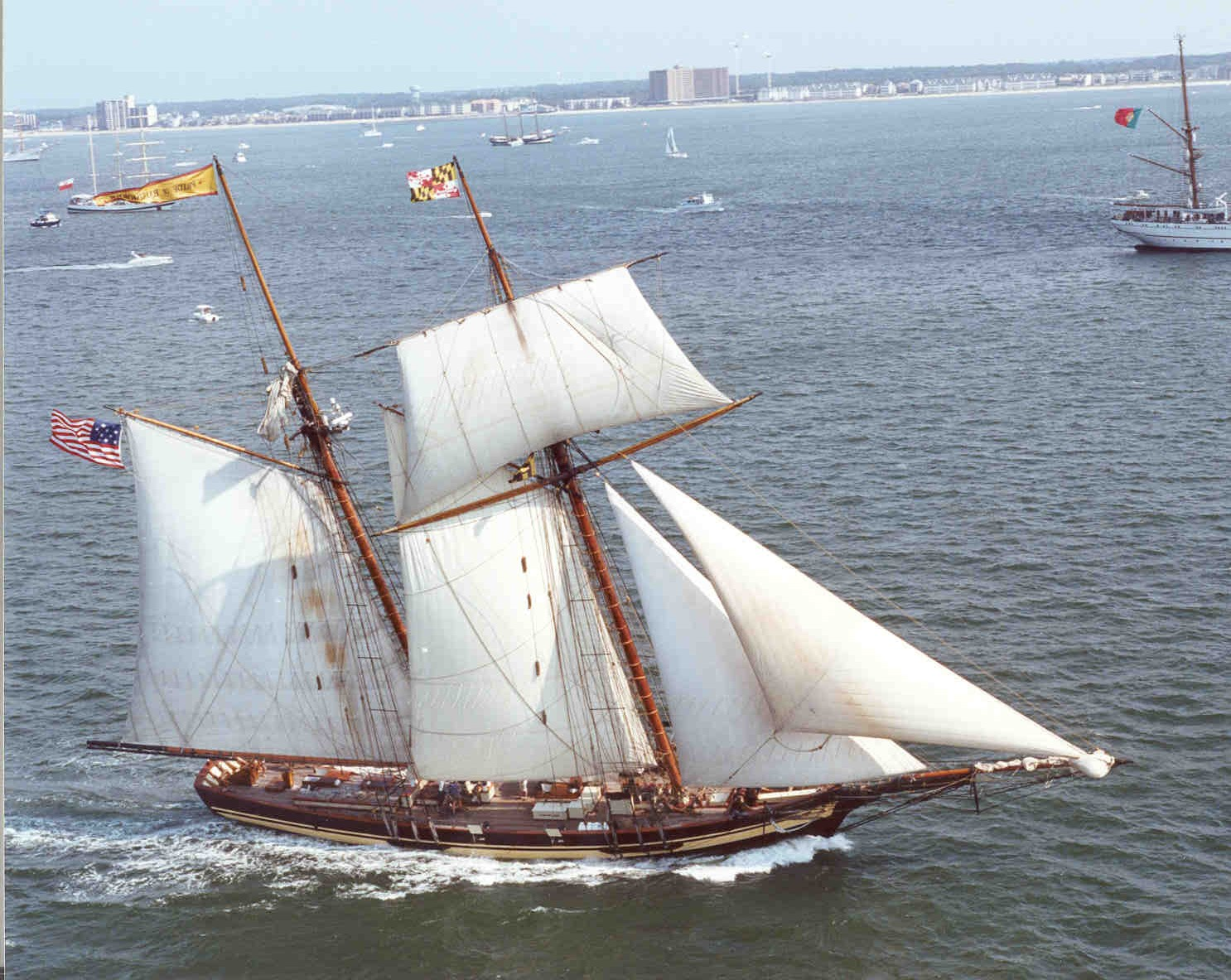
Reproducció del Pride of Baltimore. Aparell de bergantí-goleta de velatxo o de gàbies

### L'inici delsclípers
- 1815. Falcon (175 tones, Cowes)
- 1824. Falcon (351 tones, Cowes)[166]
- 1830. Red Rover (328 tones, Calcuta)[167]
  - El Red Rover va copiar les línies d'aigua del Prince de Neufchâtel, esmentat més amunt.
- 1833. Ann McKim (494 tones, Baltimore)[168][169][170]
- 1839. Scottish Maid (150 tones OM, Aberdeen)
- 1845. Rainbow (757 tones OM, Nova York)
- 1846. Sea Witch (908 tones, Nova York)[171]

#### Difusió dels clípers
- 1854. Avarament del clíper Lightning, construït de fusta.
  - L'eixàrcia ferma era de cànem de Rússia (de 11,5 polzades en els elements més baixos).[172]
  - La guerra de Crimea va provocar escassetat del cànem de Rússia i els vaixells començaren a emprar cables de ferro (i després d'acer).[173]
- 1868. Thermopylae
- 1869. Avarament del Cutty Sark, un clíper “composite”, amb quadernes de ferro forjat i folre de fusta.

### Vaixells de vapor i cronologia general

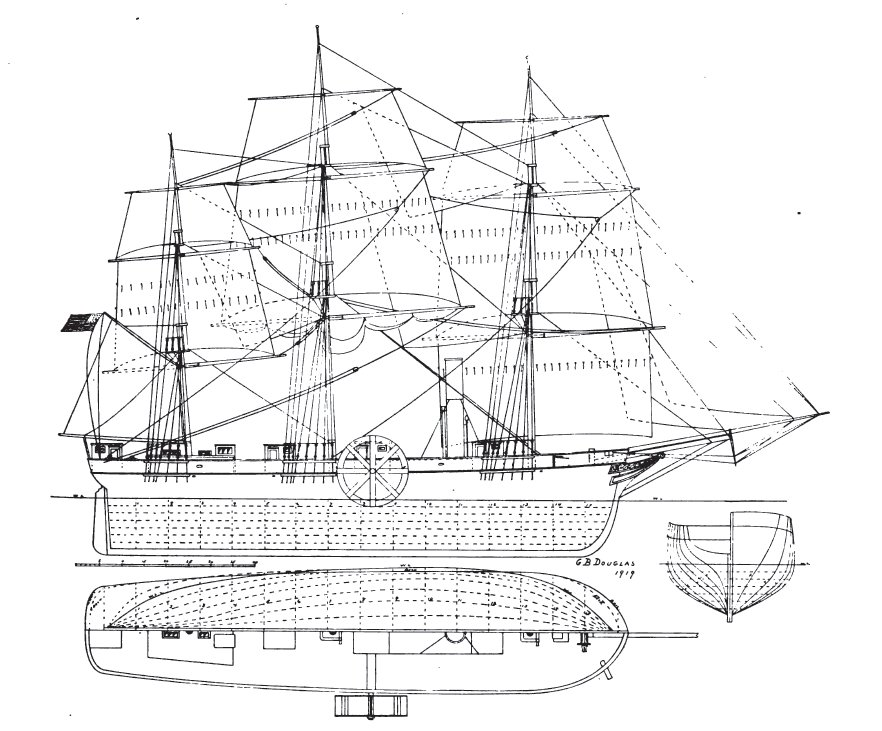
Croquis del S.S. Savannah. Aparell de fragata amb motor de vapor auxiliar i rodes de paletes laterals desmuntables.

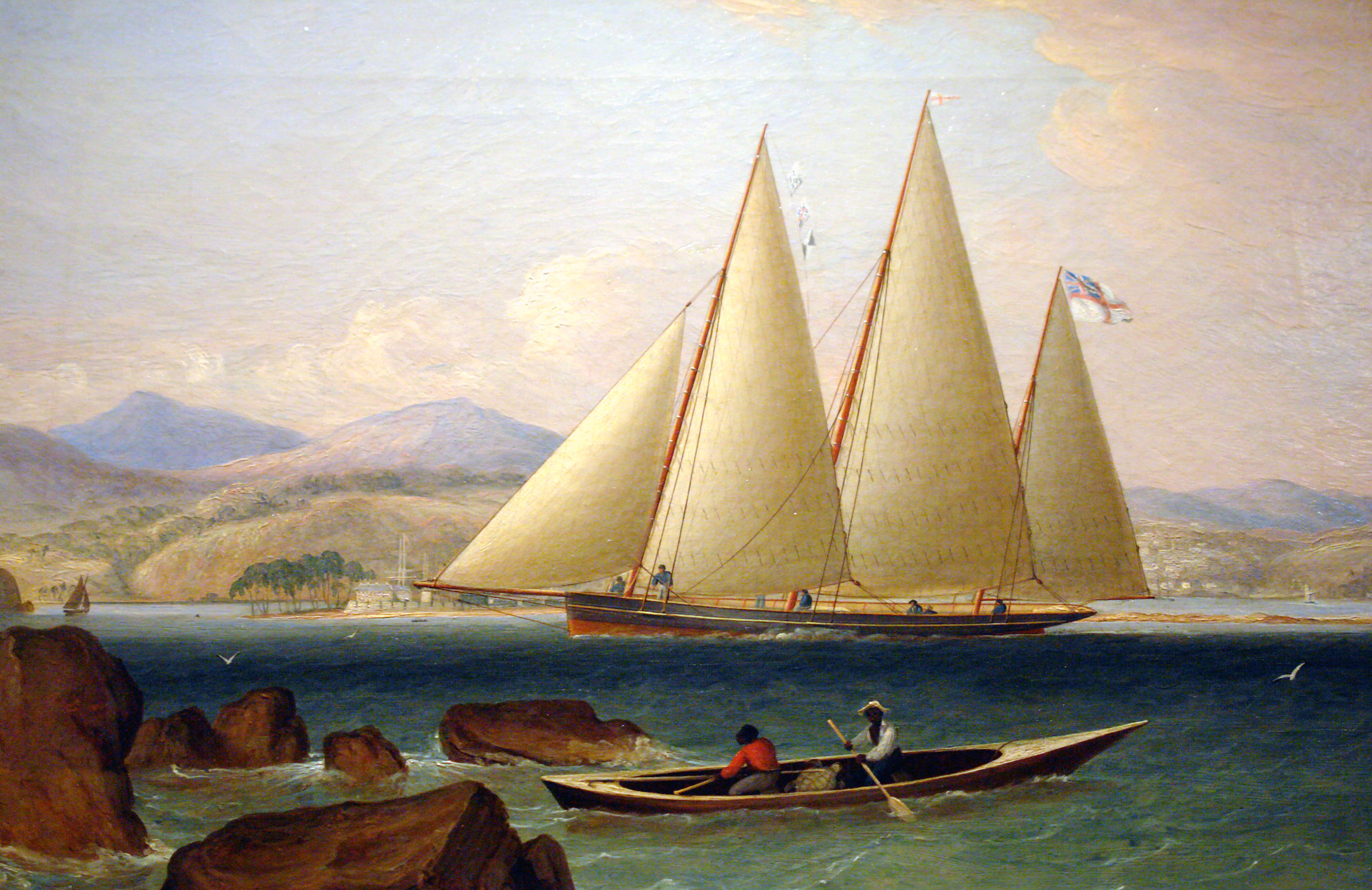
Un sloop de guerra britànic de tres pals i veles bermudianes (circa 1831). La vela major i la vela del trinquet són molt semblants a la vela d'un Patí de vela actual.

- 1807. El North River Steamboat de Robert Fulton.[174]
- 1810. Cadenes de ferro per a les àncores usades per primer cop a la Royal Navy britànica.[175]
- 1814. Coracles de la tribu dels mandans descrits pel capità Clark, en l'Expedició de Lewis i Clark.[176]
- 1816. El vaixell de vapor Élise (també aparellat de goleta) travessà el canal de la Mànega propulsat per vapor.[177]
- 1817. Segons un tractat secret (Tratado de Madrid (1817)), Espanya va comprar a Rússia quatre navilis de línia de 74 canons i vuit fragates de 40 canons. Els vaixells lliurats eren gairebé inservibles i hagueren de ser desballestats al cap de poc temps.
- 1819. SS Savannah.[178]
- 1827. Josef Ressel va patentar una hèlix propulsora per a vaixells.[179]
- 1831. Isaac Taylor. The Ship. Llibre que descriu diversos tipus de vaixells al llarg de la història.[180]
- 1831. "Sloop of war" britànic de tres pals amb veles bermudianes.
- 1832. Avarament del falutxo Plutón. Construït a Arenys de Mar, fou un dels millors del seu temps. Era una barca de mitjana de 70 tones, molt veloç.[181][182]
- 1832. Patentat el metall Muntz per George Fredrick Muntz. Emprat per a folrar l'obra viva dels bucs de vaixells. Era un 30% més econòmic que el coure.[183]
- 1840. Bot Halkett
- 1843. SS Great Britain
- 1844. Primer rai de salvament inflable.[184]
- 1849. Matthew Fontaine Maury va publicar una obra que indicava els vents i corrents més probables al llarg de l'any en els oceans. Els capitans dels velers pogueren escollir les rutes potencialment més ràpides que en alguns casos diferien de les tradicionals.[185]
- 1850. Primer remolcador de vapor del port de Barcelona.[186]
- 1851. La goleta America guanyà la Copa de les 100 guinees.
- 1854. Coixinets de Lignum vitae (guayacan) per a arbres d'hèlix.[187]
- 1855: L'industrial català Casimir Domènech presenta a l'Exposició Universal de París cilindres i planxes d'acer de grans dimensions amb un tremp molt elevat i de gran penetració, seguint un procediment no especificat. Peces de característiques similars(en duresa, resistència i tenacitat) serien molt adequades per alguns components de motors. I també, probablement per a blindatges militars en vehicles i vaixells.[188]
- Avarada la corbeta HMS Challenger (1858). Protagonista de l'Expedició Challenger.
- 1855-1858. Documentada la pesca del bacallà amb el sistema dels doris.[189]
  - El dori de Terranova (Banks dory) era una barqueta molt senzilla i resistent que podia estibar-se formant una pila amb diversos doris encaixats. Només calia desmuntar els bancs.
  - L'any 1880 hi havia 200 goletes nord-americanes pesants amb doris. El film Captains Courageous il·lustra prou bé la pesca amb doris.
- 1856. Joan Monjo i Pons. Curso Metódico de arquitectura naval aplicada a la construcción de buques mercantes.[190]
- 1858. Avarament del vapor SS Great Eastern.[191]
- 1859. Ictíneo I.
- 1860. HMS Warrior (1860), fragata de 40 canons (de vela i de vapor), un dels primers vaixells britànics amb blindatge.[192]
- 1860. Edició d'un llibre sobre fabricació de veles de Robert Kipping (traduït i millorat per Riudavets i Tudurí).[193]
- 1864. Ictíneo II.[194]
- 1869. Inauguració del canal de Suez.[195]
- 1877. Avarament del Zoroaster, el primer petrolier "modern".[196]
- 1891. Llanxa motora amb buc d'alumini a Suïssa.[197]
- 1893. Primer iot de vela amb buc d'alumini, el Vendenesse (eslora 17,4 m, 2mm de gruix).[198][199][200]
- 1894. Turbinia.[201]

#### 1900-1914

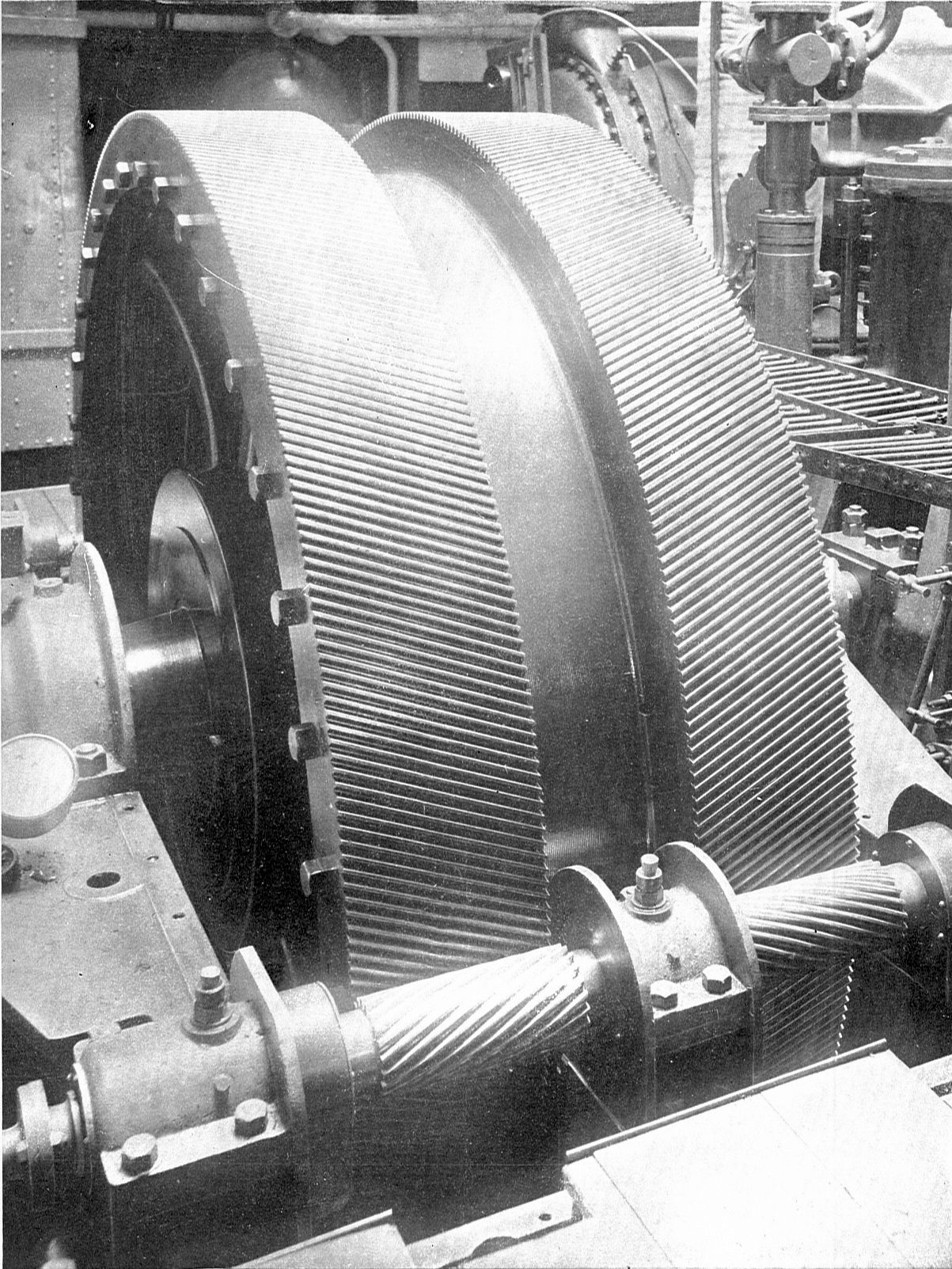
Reductor de la turbina de vapor Parsons del vaixell SS Vespasian (c 1906).

- 1902. Nathanael G. Herreshoff presenta una norma de disseny per a classificar els velers de competició, anomenant-la Universal Rule for Yachts ("Herreshoff Rule").
- 1902. Avarat el vaixell Thomas W. Lawson, amb buc d'acer i aparell de goleta de set arbres.
- 1903. L'alemany Herman Anschütz-Kaempfe va construir un girocompàs "operatiu" i va obtenir una patent sobre el seu disseny.[202]
- 1903. Avarat el petrolier de riu Vandal. Amb transmissió dièsel-elèctrica.
- 1903. Atlantic (iot)
- 1905. Convertidor de parell hidrodinàmic, patentat per Hermann Föttinger. Es tractava d'una solució compacta i lleugera però amb un rendiment mecànic limitat al 85%.[203]
- 1905. Batalla de Tsushima
  - Importància de la telegrafia sense fils. Superioritat del sistema japonès durant la batalla.
- 1906. HMS Dreadnought, primer cuirassat mono-calibre.
  - Propulsat per turbina de vapor. Pressió de vapor 16 bar (235 psi).[204]
  - Transmissió amb reductor mecànic d'engranatges helicoidals.
- 1909. Ole Evinrude va crear el primer motor fora borda popular.
- 1910. Enrico Forlanini inventa el precursor d'un hidròpter, que anomena idroplano, assolint fer-lo volar damunt de la superfície de l'aigua. Es tracta d'una embarcació d'uns deu metres d'eslora amb ales submergides. Un motor d'uns 100 CV permet que s'envoli i navegui a més de 70 km/h en aigües tranquil·les.
- 1910. Francis Sweisguth dissenyà el veler amb quilla de bulb Star.

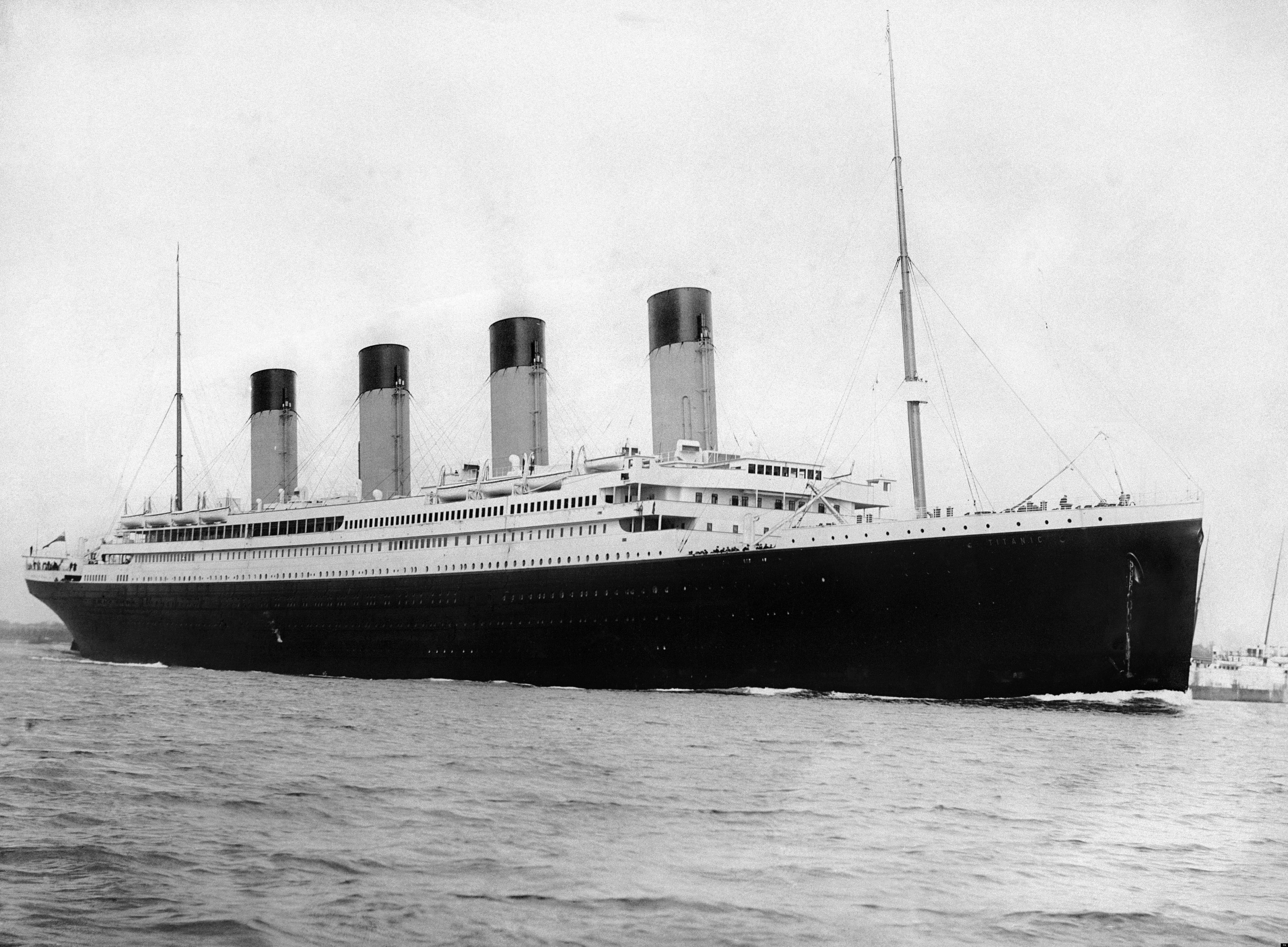
Titanic (1912)
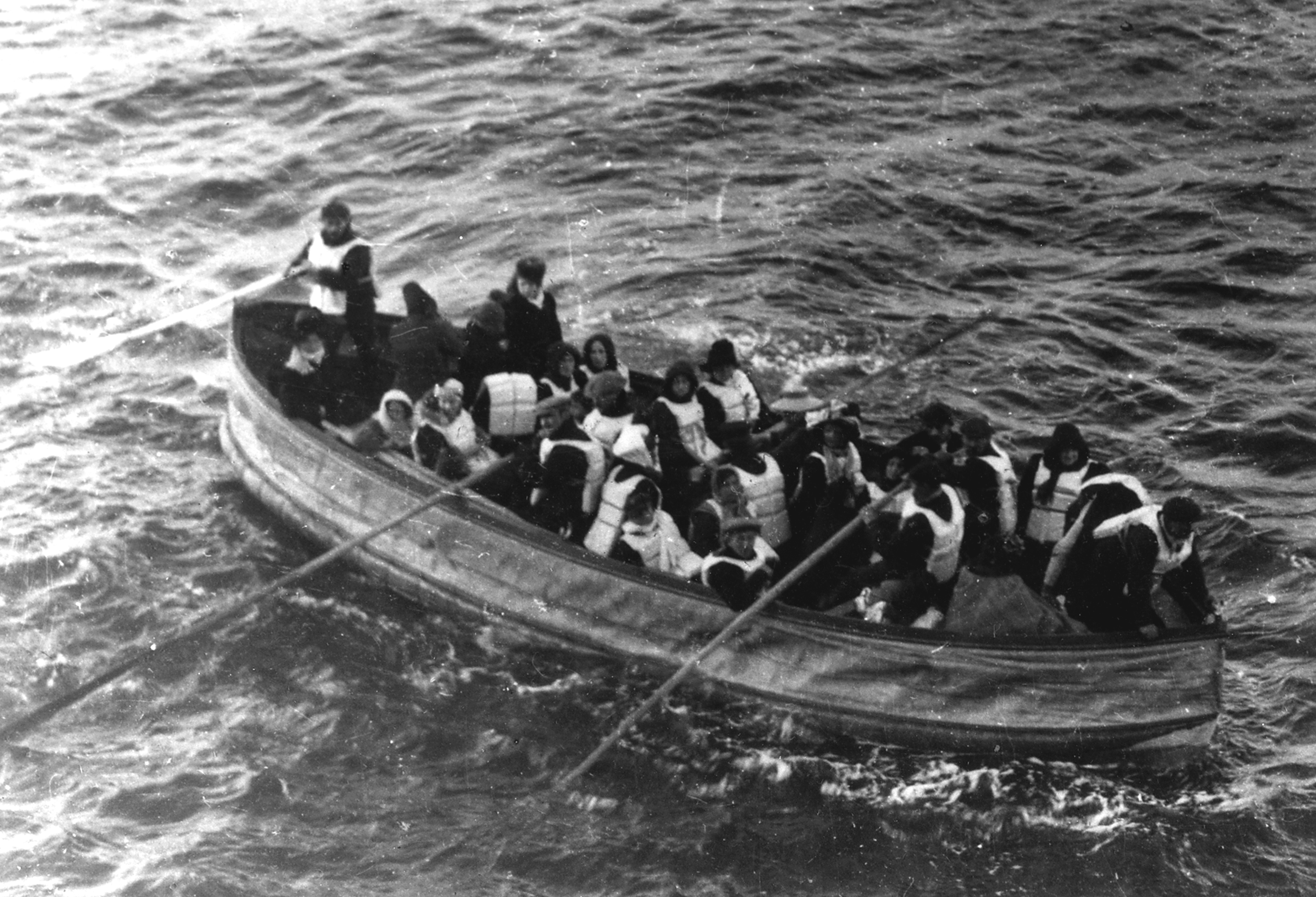
Barca salvavides de lona plegable del Titanic
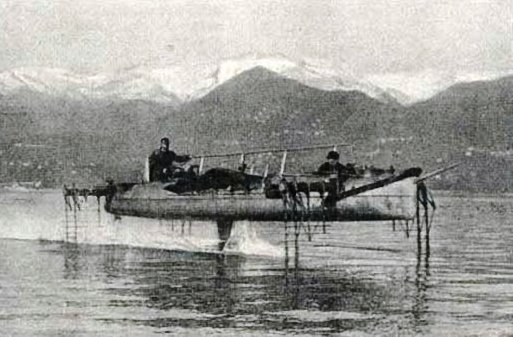
Idroplano d'Enrico Forlanini al llac Maggiore (1910)
Croquis d'un Star amb l'aparell original (abans de 1922)

- 1911. Titanic. El naufragi podria haver estat relacionat amb una mala qualitat del material dels reblons. Tot i la topada amb el glaç, un reblonat correcte potser hauria retardat o evitat la catàstrofe.[205]
- 1912. Creuer de batalla.
- 1912. Reginald Fessenden inventà un oscil·lador per a detectar gels flotants, motivat per la tragèdia del Titanic.[206]
- 1914. Inaugurat el Canal de Panamà.[207]

## Primera Guerra Mundial-Segona Guerra Mundial, (1914-1939)

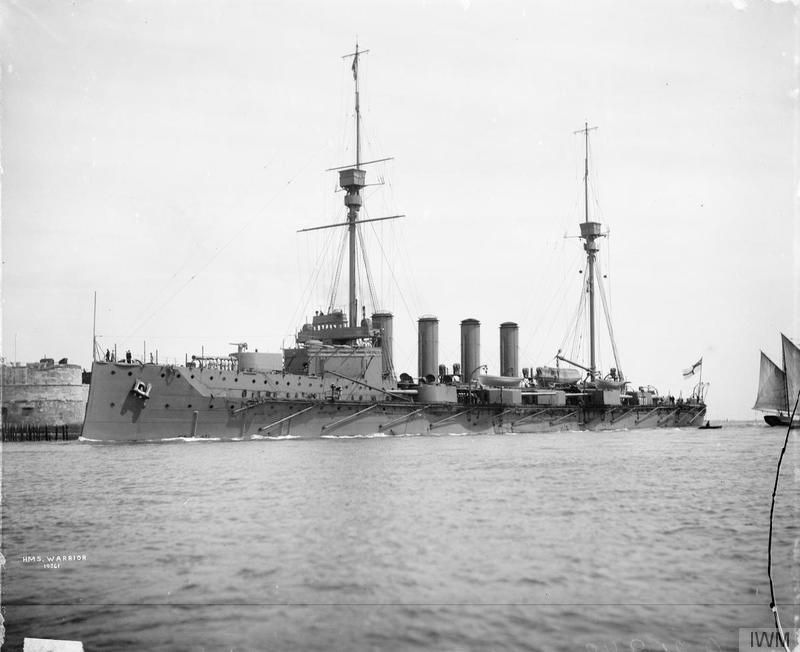
Creuer HMS WARRIOR (1905).

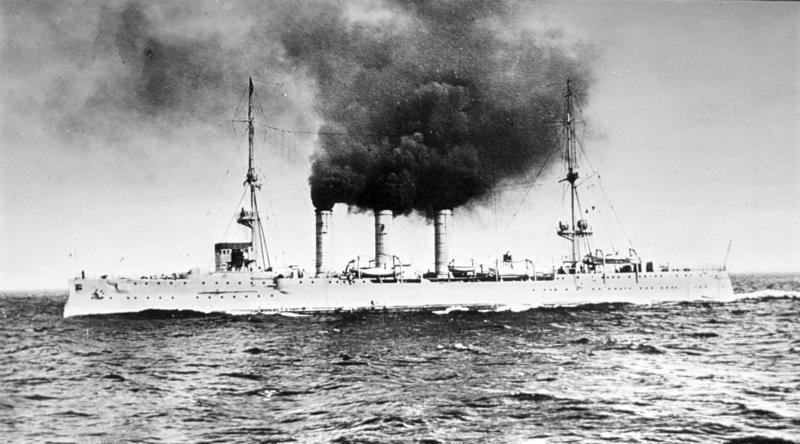
SMS Emden, creuer lleuger alemany (1910).

- Teatre d'operacions de l'Atlàntic (1914-1918)
- 1914. Batalla naval de Penang.
- 1915. Torpedinat el vaixell de passatges britànic RMS Lusitania.[208]
- 1915-1916. Batalla del llac Tanganyika.
  - Dues llanxes motores de 12 metres d'eslora (HMS Mimi and HMS Toutou) capturaren la llanxa alemanya Kingani (reconvertida en la HMS Fifi) i derrotaren forces alemanyes superiors.
- 1916. Batalla naval de Jutlàndia.[209]
- 1918. Atac a Pula. Acció naval realitzada per dos oficials de l'armada italiana contra la flota austrohongaresa ancorada al port de Pula emprant una mena de mini-submarí.
- 1918. La burla de Bakar va ser una incursió a la badia de Bakar duta a terme per tres llanxes torpedineres MAS de l'armada italiana (Regia Marina) la nit del 10 a l'11 de febrer de 1918, durant la Primera Guerra Mundial.[210]

### Postguerra.

Snipe, monotipus de vela lleugera.

- 1921. Avarat el portaavions Hōshō, el primer en entrar en servei del món.
- 1924. Una companyia anterior, fabricant de llanxes motores de fusta de prestigi, canvia el seu nom a Chris-Craft.
- 1931. Secondo Campini feu proves a Venècia de barques propulsades per un raig d'aigua a reacció.
- 1931. Primers motors de fora borda British Seagull (Marston Seagull model OA1)
- 1931. William Crosby va dissenyar el monotipus de vela lleugera Snipe.
- 1934: Avarats els cuirassats Deutchsland, Admiral Graf Spee i Admiral Scheer cadascun amb 8 motors dièsel de dos temps i doble acció i una potència total de 52.050 CV.[211]
- 1937. Per darrera vegada la Copa Amèrica de vela es disputà amb velers de la Classe J. El iot nord-americà Ranger va guanyar l'anglès Endeavour II (per 4-0).
- 1938. Provada la llanxa de desembarcament de Higgins.[212]
  - Aquesta llanxa, designada per les sigles LCVP (landing craft, vehicle, personnel), estava construïda de contraplacat i permetia navegar en fons relativament baixos. Amb poques variacions fou emprada en molts desembarcaments de la Segona Guerra Mundial.
- 1938. El canadenc Frederick G. Creed va presentar el concepte de SWATH (sigles de les paraules angleses Small Waterplane Area Twin Hull; Bucs bessons de petita àrea frontal).
  - L'interès principal d'aquesta mena de vaixells és la seva manera de navegar. "Tallant" les ones (en lloc de topar amb les ones) els tripulant experimenten acceleracions menors i poden treballar més hores cansant-se menys.
- 1938. Sistema neerlandès d'un dispositiu per a submarins anomenat snuiver (respirador o ensumador), que era un snorkel. Inventat per l'neerlandès Jan Jacob Wichers.

## Segona Guerra Mundial

Croquis del blindatge d'un vaixell de guerra. A=blindatge de banda.

### Batalla de l'Atlàntic (1939-1945)
- 14 d'octubre de 1939, el capità Günther Prien, del submarí U-47 va protagonitzar un atac a Scapa Flow enfonsant el cuirassat HMS Royal Oak.[217][218]
- 27 de maig de 1941. Enfonsament del cuirassat Bismarck.
- 1941. Avarat el mercant SS Patrick Henry, el primer dels anomenats Liberty ships.[219][220]
  - Els Liberty anaven propulsats per un motor de vapor convencional de triple expansió. Les calderes cremaven petroli.
- 1944. Avarat el vaixell de transport SS United Victory, primer de la sèrie Victory.
  - Amb turbina de vapor.

### Guerra del Pacífic
- 3 de maig de 1942. Avarament del destructor USS Fletcher (DD-445), el primer de la classe Fletcher.
- 3-6 de maig del 1942. Batalla del mar del Corall.
- 4 de juny del 1942. Batalla de Midway.
- 1943. Iniciada la construcció del primer submarí japonès de la classe I-400. Portava un avió armat amb un torpede.
- 2 d'agost del 1943. Atacada la llanxa PT 109, comandada per John Fitzgerald Kennedy.
- 7 d'abril de 1945. Enfonsament del cuirassat Yamato.

## Període 1946-2000
- 1947. Dragamines HMS Felicity reconvertit en el primer vaixell de pesca d'arrossegament per la popa (equipat amb rampa) i frigorífic.[221]
- 1949. Rickard Sarby va dissenyar el veler Finn.
- 1950. Transmissió en Z (Z-drive transmission) inventada per Joseph Becker.[222]
- 1951. Avarament del transatlàntic Andrea Doria.
  - El 25 de juliol de 1956, quan l'Andrea Doria s'aproximava a la costa de Nantucket, Massachusetts, el vaixell suec MS Stockholm el va abordar per la banda. Ambdós vaixells havien efectuat maniobres prèvies per a allunyar-se però, segons es va demostrar, aquestes maniobres no eren les més adequades.
  - Per causa de l'accident, el 1960 es modificaren les normes del Reglament Internacional per a prevenir col·lisions a la mar. Aquestes normes, iniciades el 1840 havien estat modificades diverses vegades.
  - El reglament actual (International Regulations for Preventing Collisions at Sea 1972, COLREGs en sigles) data de 1974, amb algunes addendes determinades per l'aparició de vaixells especials (aerolliscadors i altres).
- 1953. Alain Bombard combina en un bot pneumàtic una plataforma rígida desmuntable i practicable (trepitjable), un espill de popa rígid i un motor de fora borda. El seu amic Cousteau en fou un usuari entusiasta i va ajudar a popularitzar l'invent.
- 1953. Primera ruta comercial amb hidròpter entre Locarno (Suïssa) i Stresa (Itàlia) al llac Maggiore.
  - La nau era del model "PT10" (Freccia d'Oro), construït per l'empresa suïssa Supramar Ag.
- 1954. Avarament del submarí USS Nautilus (SSN-571). El primer submarí amb propulsió nuclear.[223]
- 1954. Sistema de propulsió de barques per reacció d'un raig d'aigua inventat a Nova Zelanda per William Hamilton.[224]
- 1956. Motor de fora borda a reacció.[225]
- 1958. Avarament de la nau SS Leonardo da Vinci (1960). Propulsada per turbines de vapor.
- 1958. Construcció del model Boston Whaler 13. Es tractava d'una barca molt estable i insubmergible. El buc estava fet de dues parts de fibra de vidre (la “coberta-banyera” i la part inferior) farcides d'escuma de poliuretà.
- 1959. El SP-350, anomenat Denise fou el primer mini-submarí (soucoupe plongeante) del vaixell de Jacques Cousteau (Calypso).[226]
- 1959. Avarament del NS Savannah, primer vaixell mercant amb propulsió nuclear.[227]
- 1960. Batiscaf Trieste.
- 1960. Avarament del porta-avions USS Enterprise (CVN-65). El primer amb propulsió nuclear.[228]
- 1962. Llanxa Riva Aquarama. Aquesta llanxa motora (de la mena anomenada "runabout" en anglès) estava inspirada en les prestigioses Cris Craft. Amb el buc de caoba envernissat i motors interiors de gran potència. Moltes persones famoses en posseïren una.[229]
  - Una tempesta va trencar a miques la Riva Aquarama de Brigitte Bardot.
- 1962. Avarament del transatlàntic SS Michelangelo.
- 1963. Accident i pèrdua total del submarí nuclear USS Thresher (SSN-593), amb 129 víctimes.[230]
- 1964. Avarat el submarí Aluminaut, el primer amb buc d'un aliatge d'alumini.[231]
- 1964. Entrada en servei del submarí DSV Alvin. Les sigles DSV signifiquen "deep submergence vehicle".
- 1965. Avarament de la llanxa USS Asheville (PGM-84). Propulsió mixta dièsel i turbina de gas.
- 1968. L'hovercraft SR.N4 inaugura el passatge del Canal de la Mànega.[232]
- 1972. Avarament del trencaglaç rus Arktika, amb propulsió nuclear.[233]
- 1972. L'explorador i viatger Michel Peissel realitza la pujada de diversos rius de l'Himàlaia (el Kali Gandaki entre altres) emprant un petit aerolliscador desmuntable (de dimensions aproximades de 2,4x1,5 m).[234]
- 1972. Moto d'aigua Kawasaki "stand-up" Jet Ski.
- 1974. Hidròpter Boeing 929 propulsat per turbina de gas.
- 1977. Avarat el transportador Finnjet, de 24.000 tones. Propulsat per turbines de gas fou el més ràpid del món, amb una velocitat de creuer de 30,5 nusos. El sistema de reducció (doble, per a dues turbines) fou lliurat per la firma alemanya Lohmann & Stolterfoht.[235][236][237]
- 1987. La llanxa offshore de Didier Pironi sotsobra amb la mort dels tres tripulants.
- 1987. Inici de les proves amb l'ekranoplà Lun. Tot i que els ekranoplans es desplacen volant a molt poca alçaria sobre l'aigua, l'envolament i l'aterratge s'efectuen sobre l'aigua. A molt poca velocitat poden navegar com un vaixell o, més aviat, com un hidroavió.
- 24 de maig de 1989. Vessament de petroli del petrolier Exxon Valdez. El buc era de folre simple.[238]
- 1990. Stefano Casiraghi va morir en sotsobrar la seva llanxa offshore en una competició.[239]
- 1990. Avarat el mega iot de vela Maltese Falcon.[240]
- 1991. Avarat el veler Star Flyer, de 112 metres d'eslora.
- 1998. Accident a la barca turística de Banyoles.[241]
- 2000. Accident del submarí rus Kursk (K-141).[228]
- 2000. Avarament del veler SV Tenacious, aparellat de bricbarca. Un veler de 65 metres d'eslora amb el buc de fusta encolada.[242]

## Segle XXI

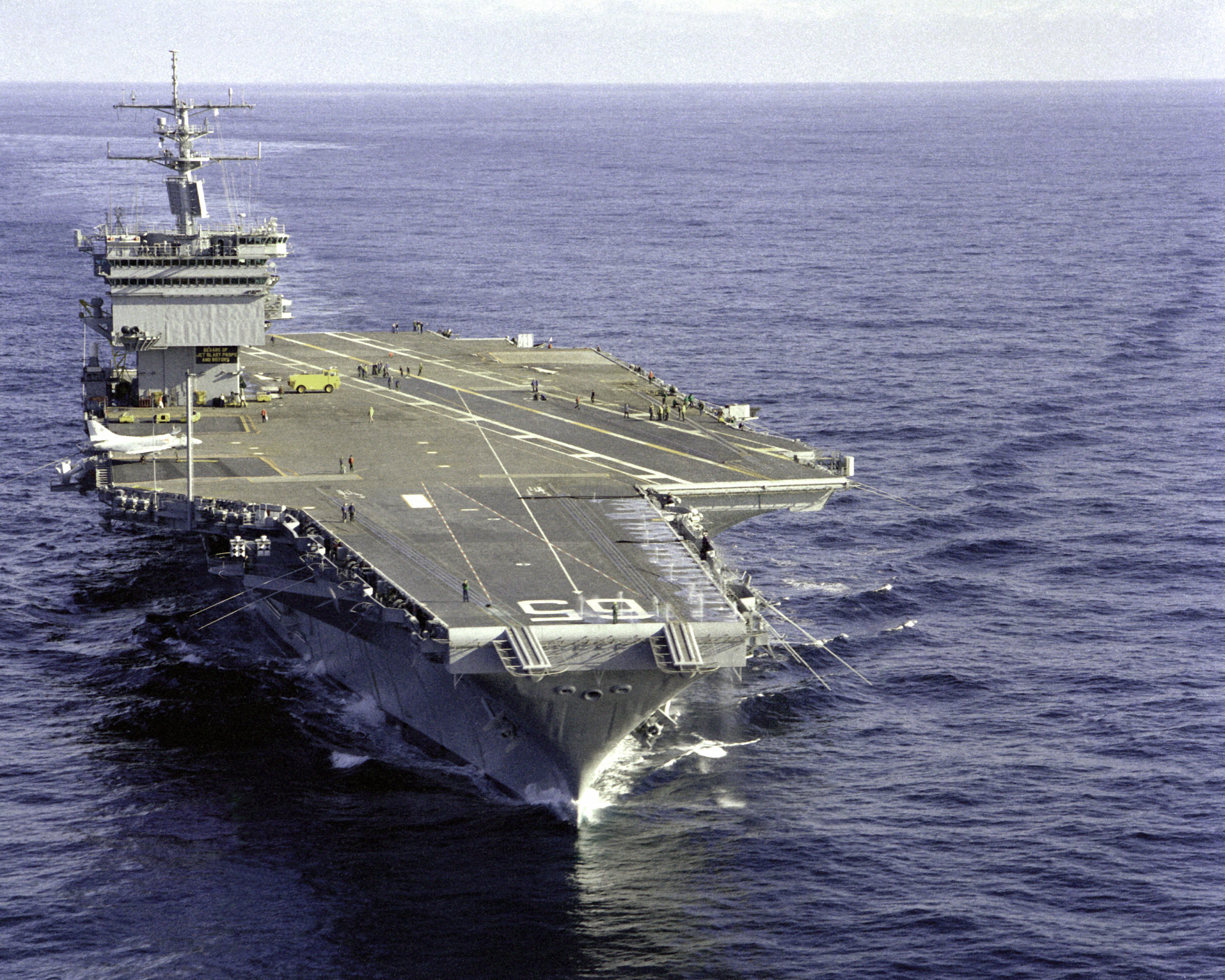
L'USS Enterprise (CVN-65), portaavions dels Estats Units. Amb propulsió nuclear.

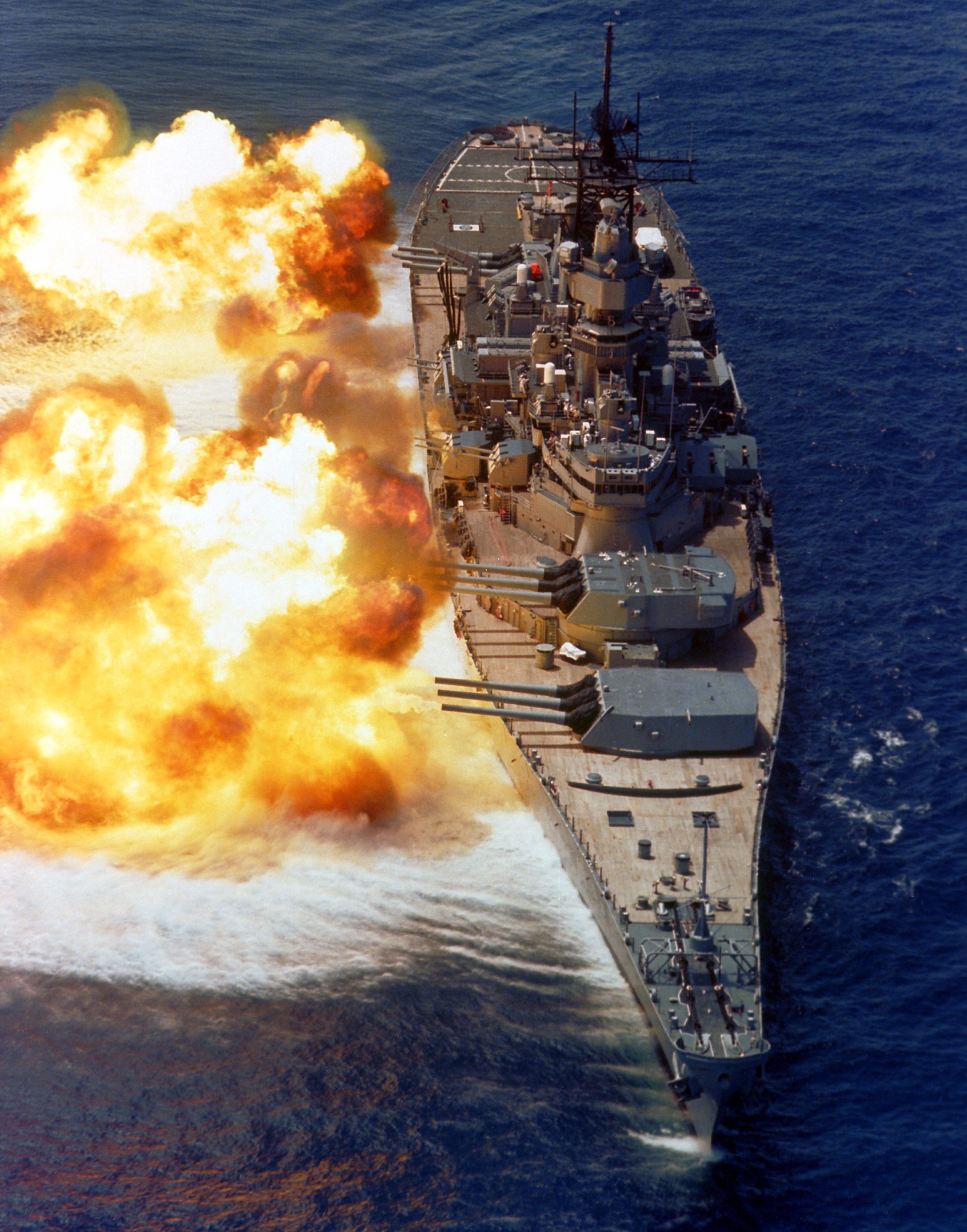
El cuirassat USS Iowa, disparant l'artilleria principal, l'any 1984. Nou canons de 16 polzades (16"/50 caliber Mark 7 gun) amb un abast de 24 milles marines

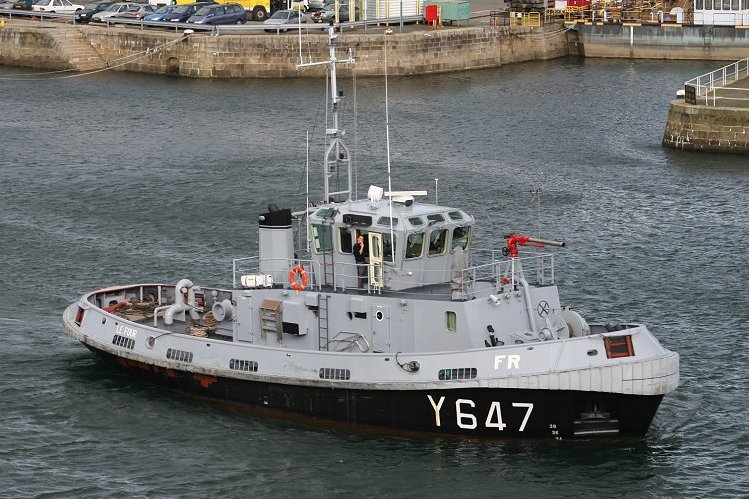
Remolcador Le Four, maniobrant al moll de Brest.

- 2002. Avarament del petrolier Hellespont Alhambra
- 2003. Avarament del RMS Queen Mary 2. Propulsió principal per turbines de gas.
- 2004. Mega iot Mirabella V.[243]
  - Arbre de 285 peus (86,86 m). El més alt del món.
- 2004. Avarament del Sapphire Princess. Propulsat per dos motors dièsel de 20.000 kW i una turbina de gas de 25.000 kW. Transmissió elèctrica.[244]
- 2006. Avarament de l'Emma Mærsk, un vaixell portacontenidors de gran capacitat.[245]

### Anys 2000-2010
- 2012. Accident del Costa Concordia.
- 2013. Ictineu 3.
- 2015. Data límit a partir de la qual tots els petroliers han de ser de doble buc (buc amb doble folre).[246]
- 2015. Avarament del MS Harmony of the Seas.
- 2015. Avarat el portacontenidors MSC Zoe.
- 2017. Copa Amèrica de vela. Disputada en catamarans de vela rígida.
  - En la major part de les regates el velers es desplaçaven "volant" sobre l'aigua, amb una velocitat de l'ordre de 40 nusos, superior a la del vent.

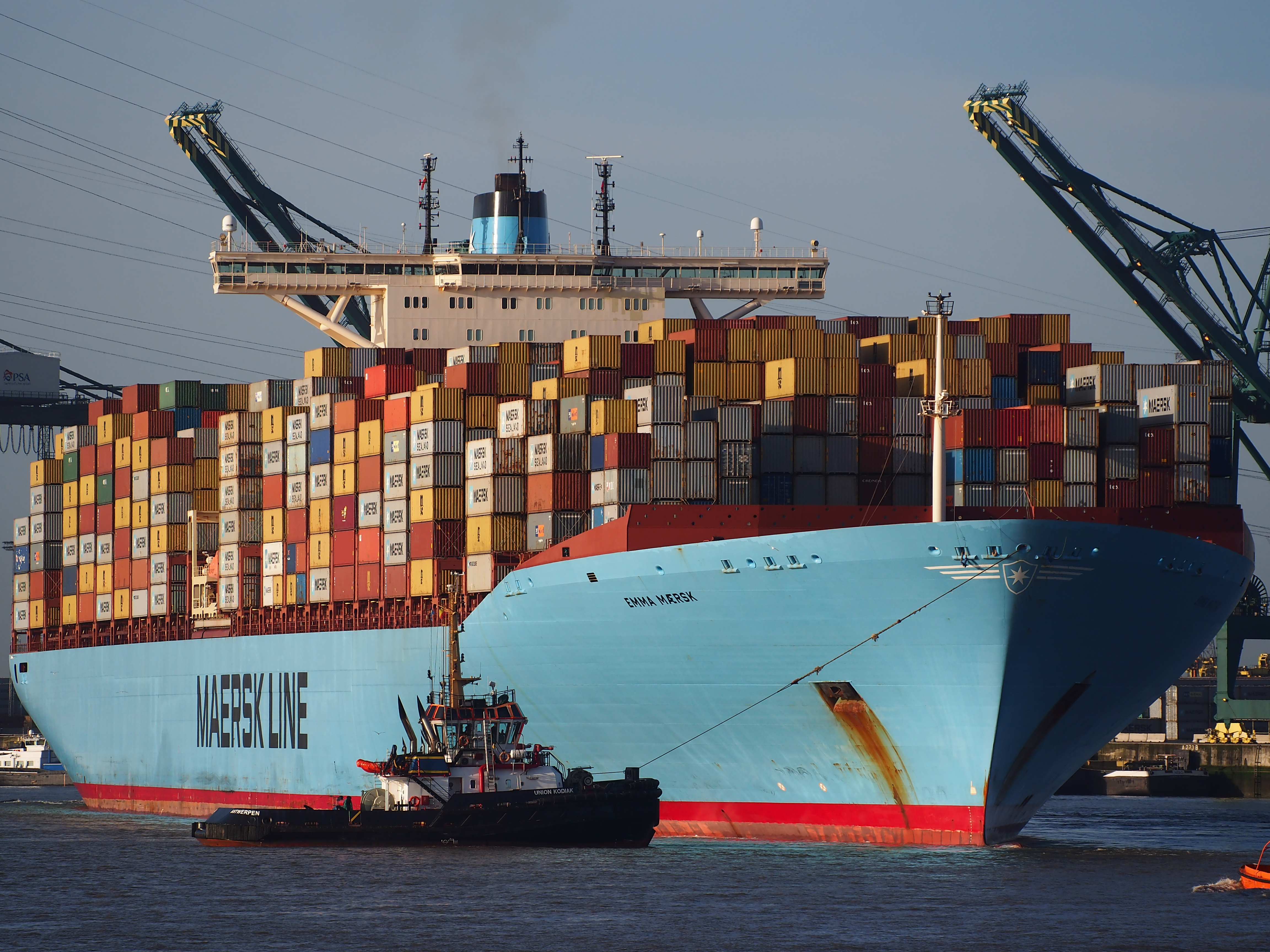
Emma Mærsk
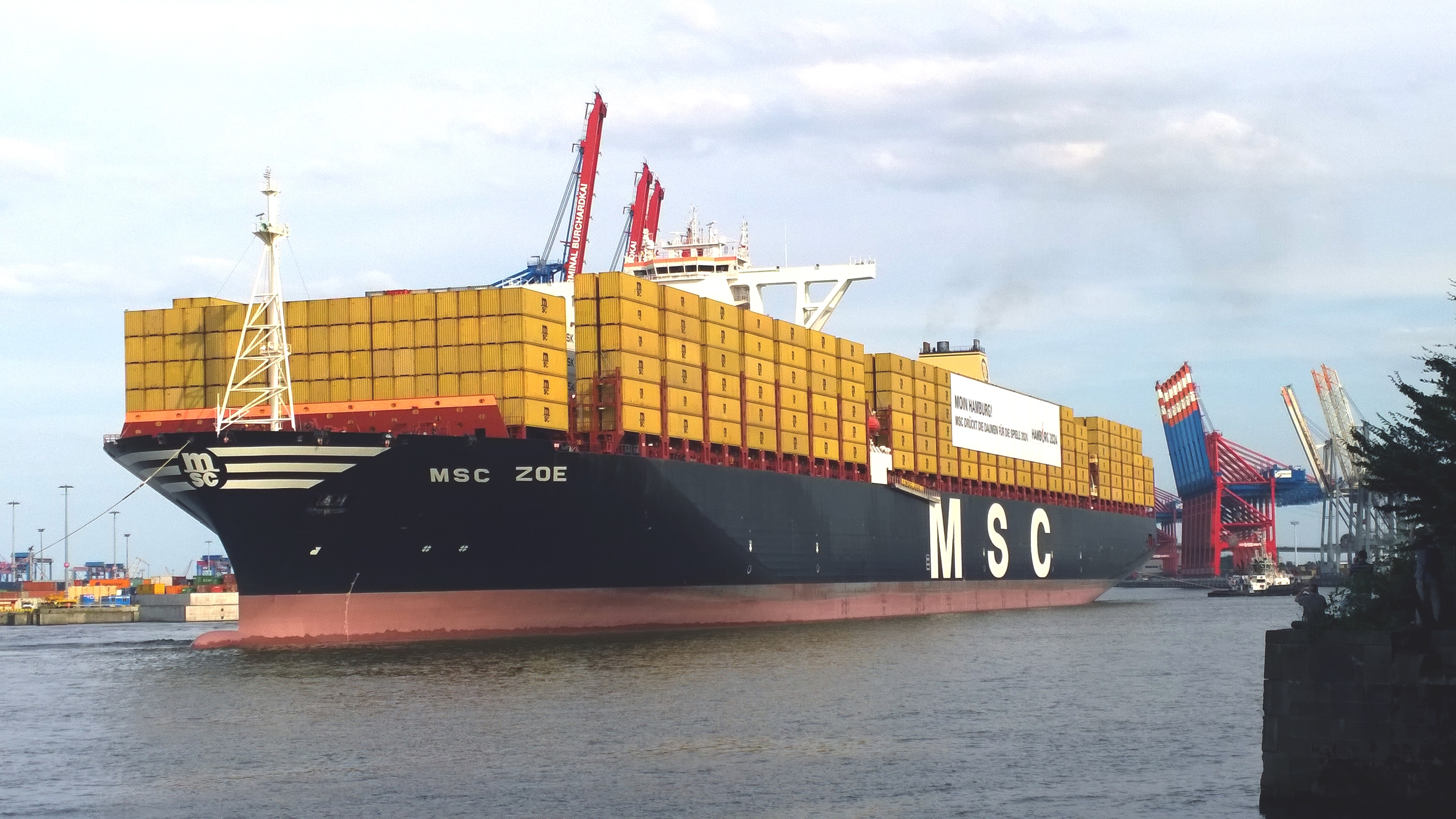
MSC Zoe
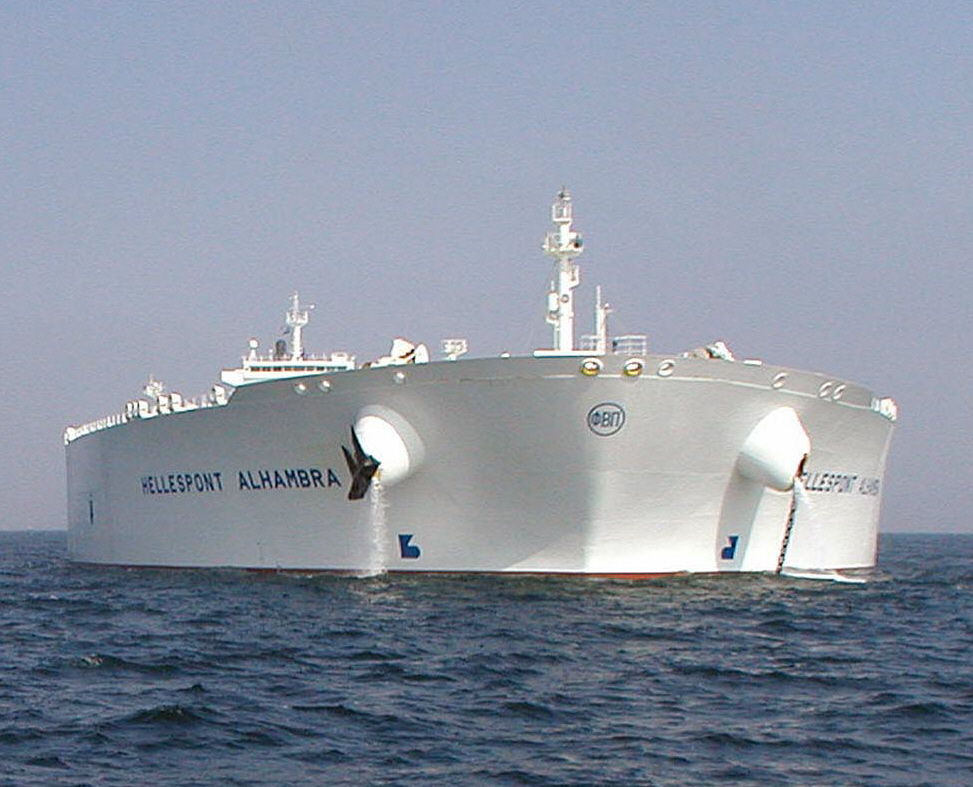
Hellespont Alhambra
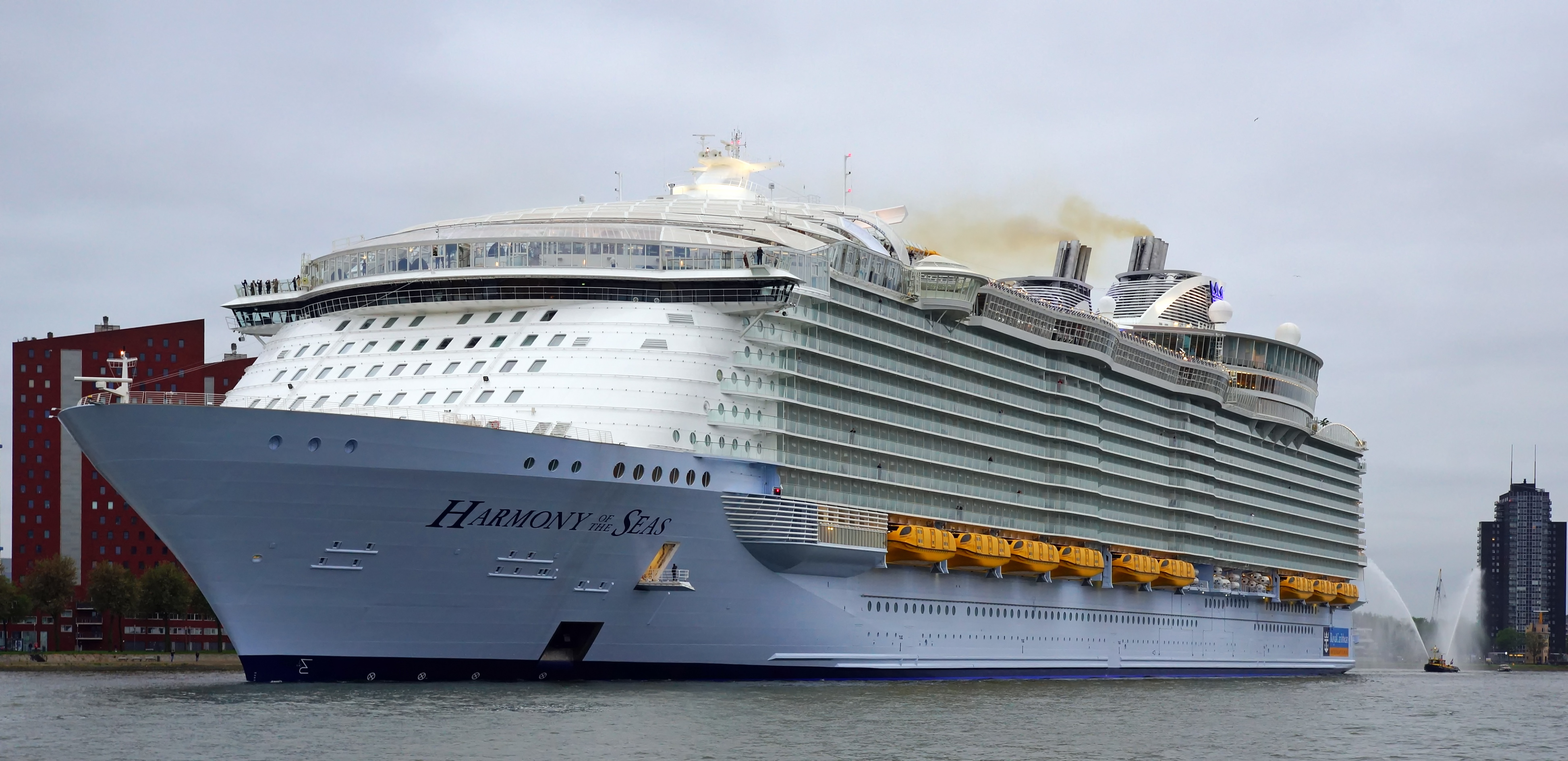
Harmony of the Seas (2016)

## Vaixells de pesca

### Vaixells de pesca tradicionals

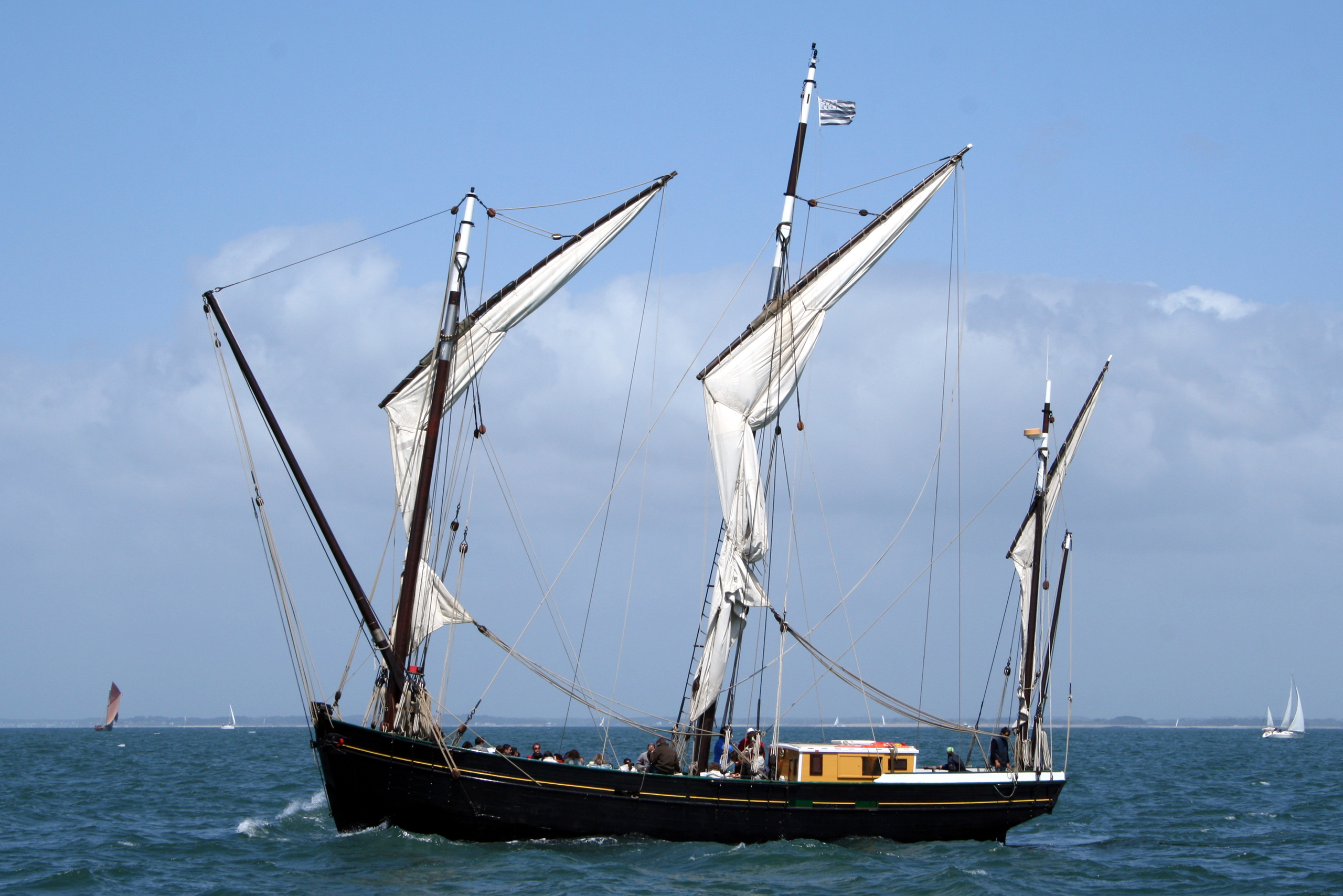
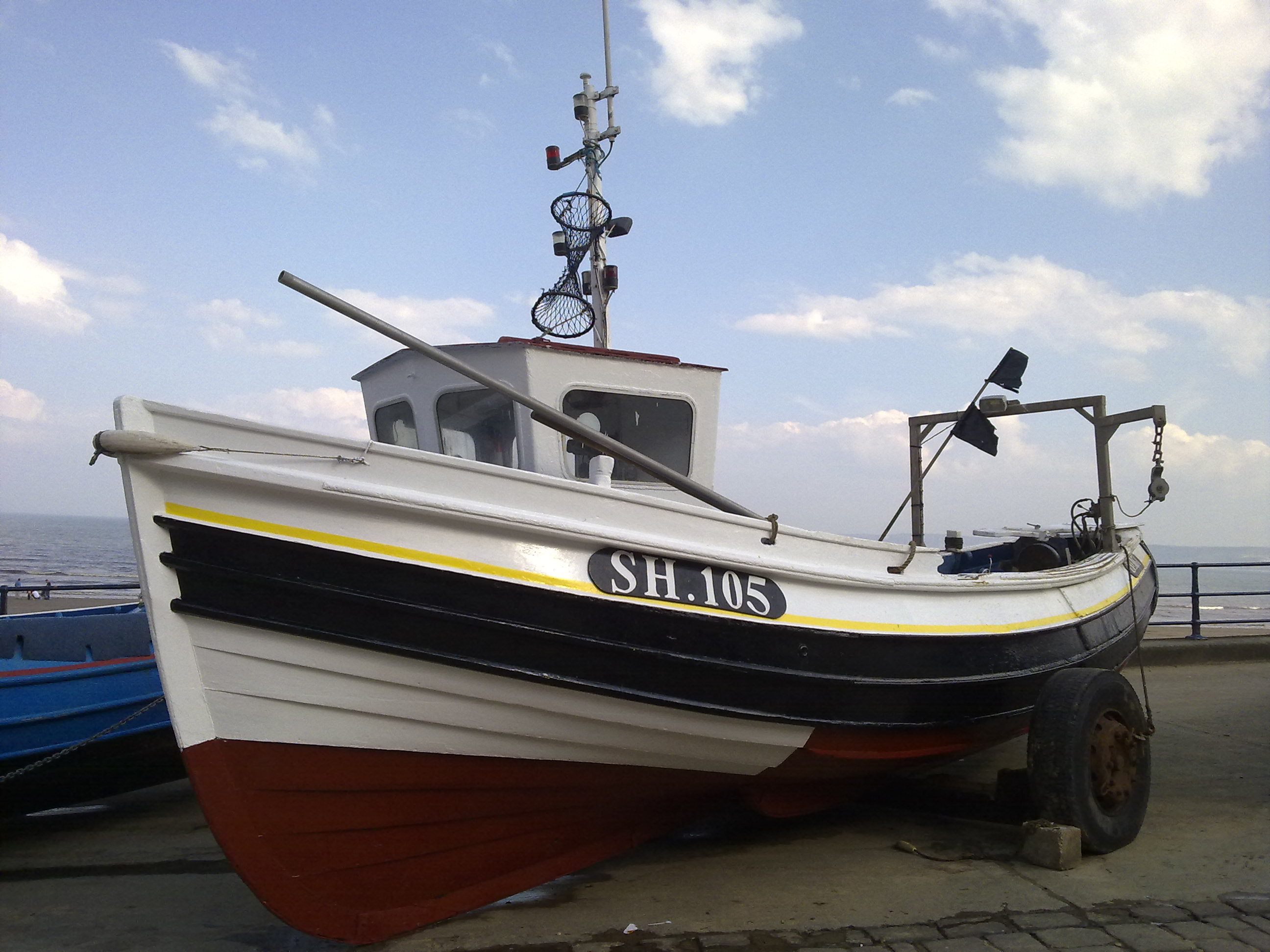
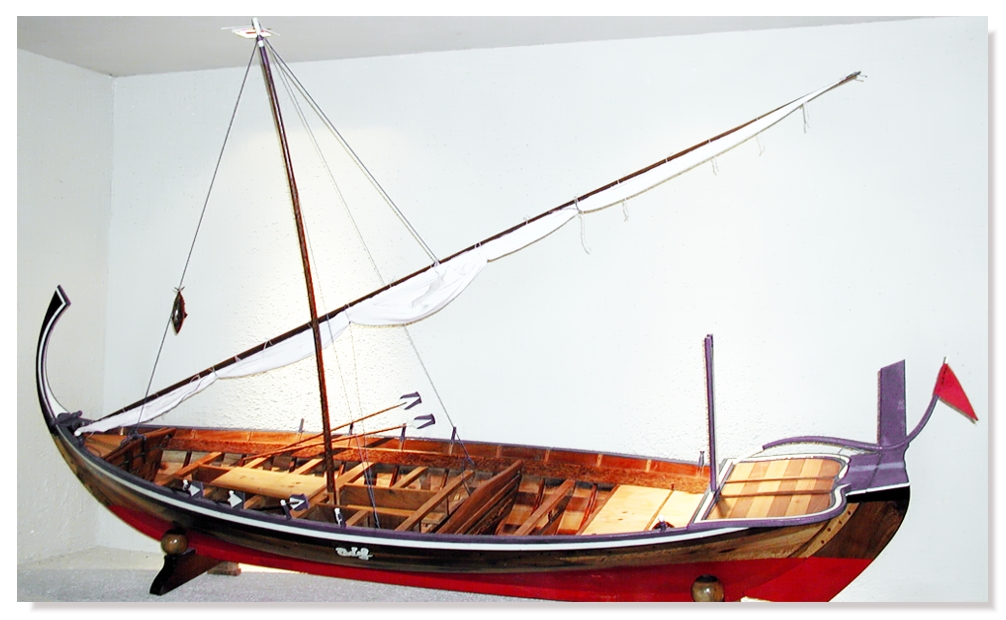
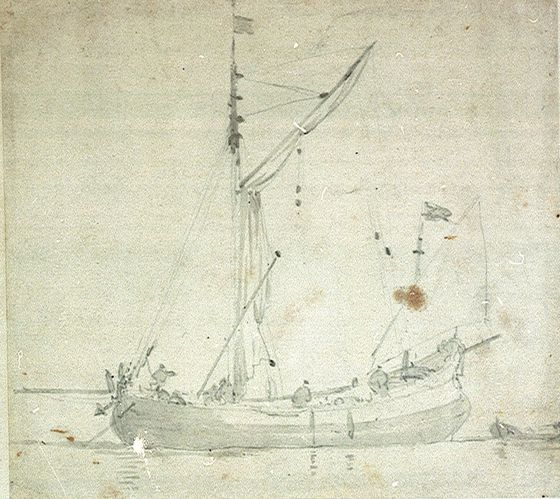

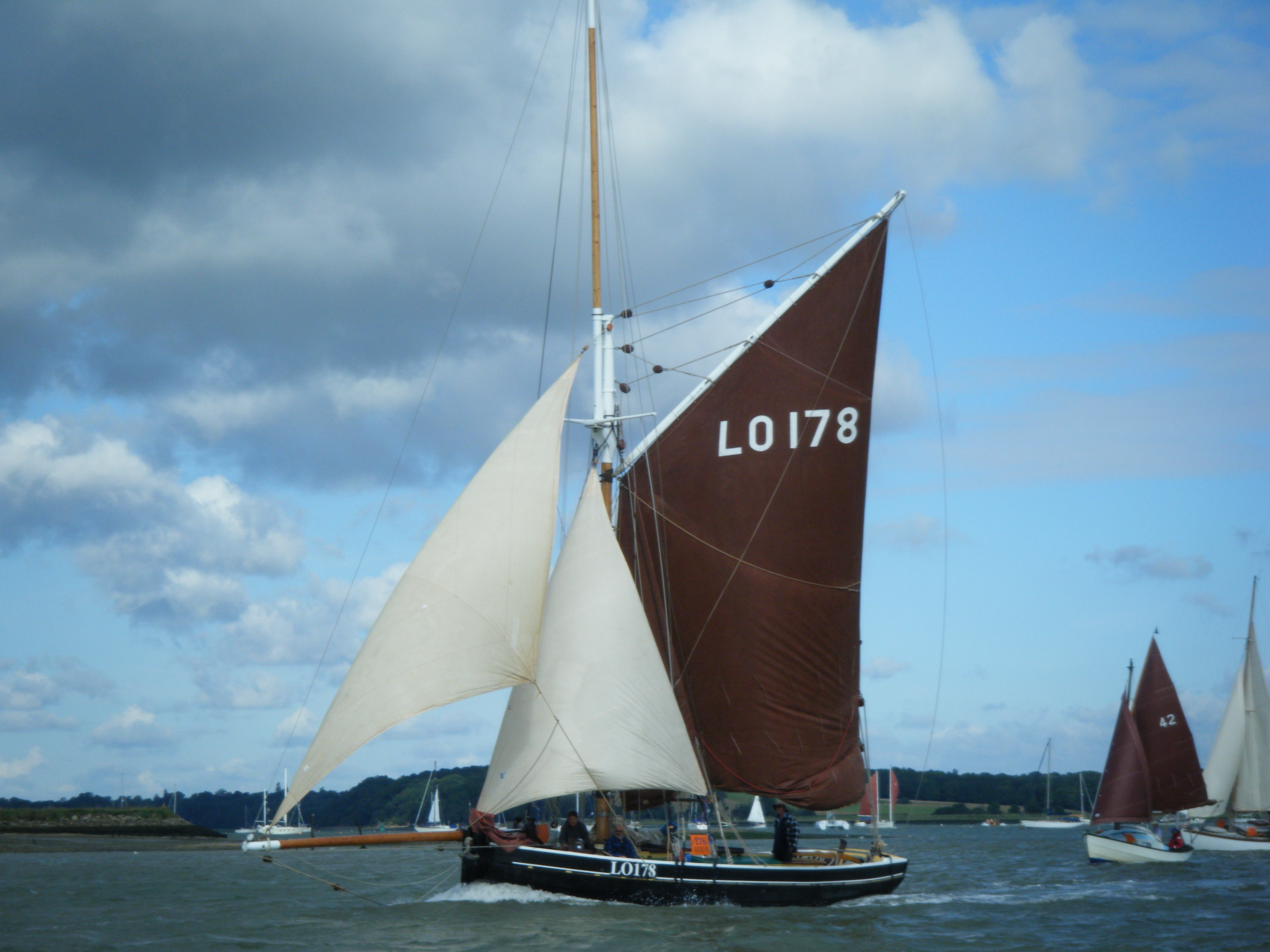
Bawley Bona (LO178). Construït per Aldou of Brightlingsea el 1903.
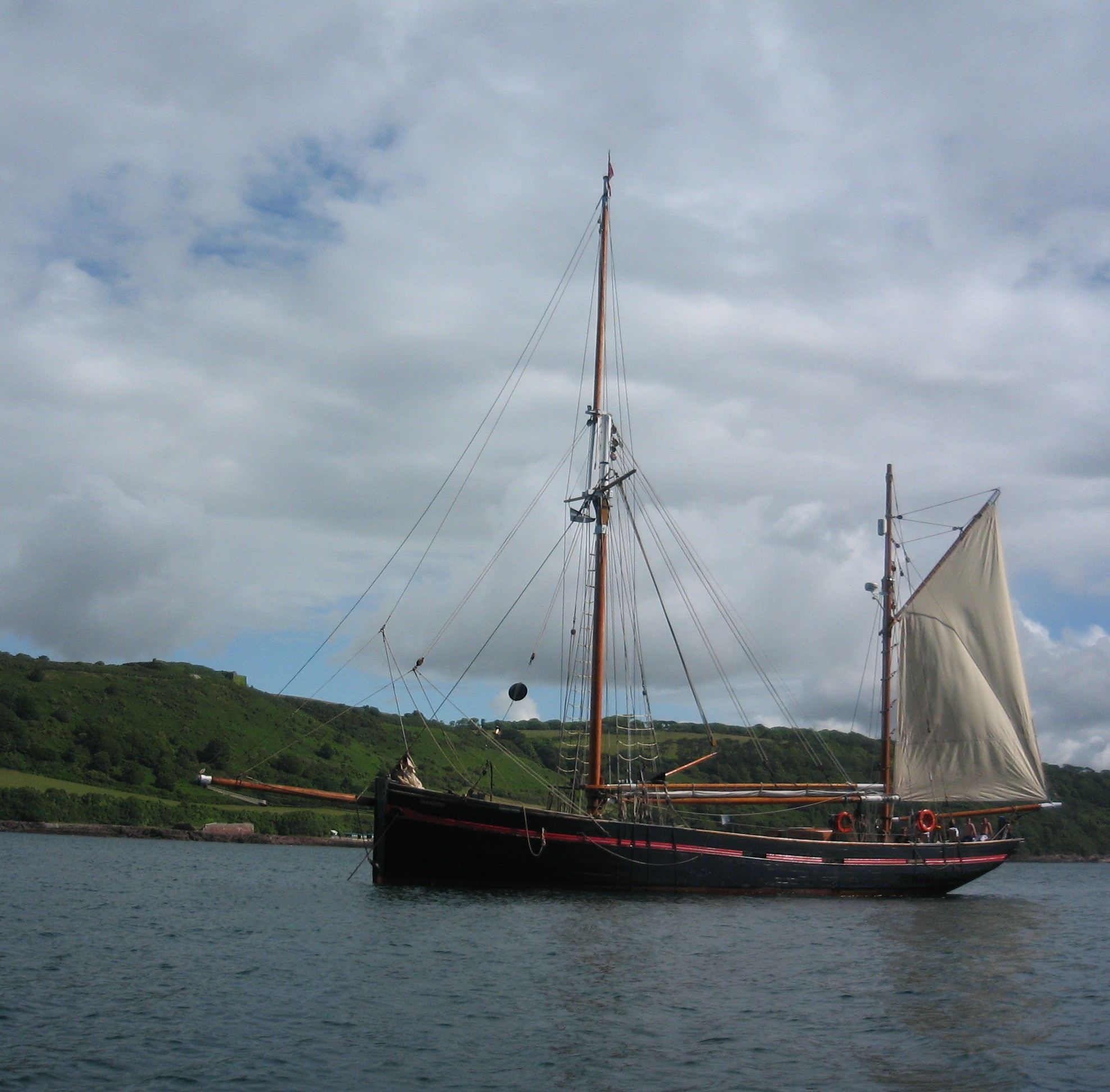
Brixham trawler Leader
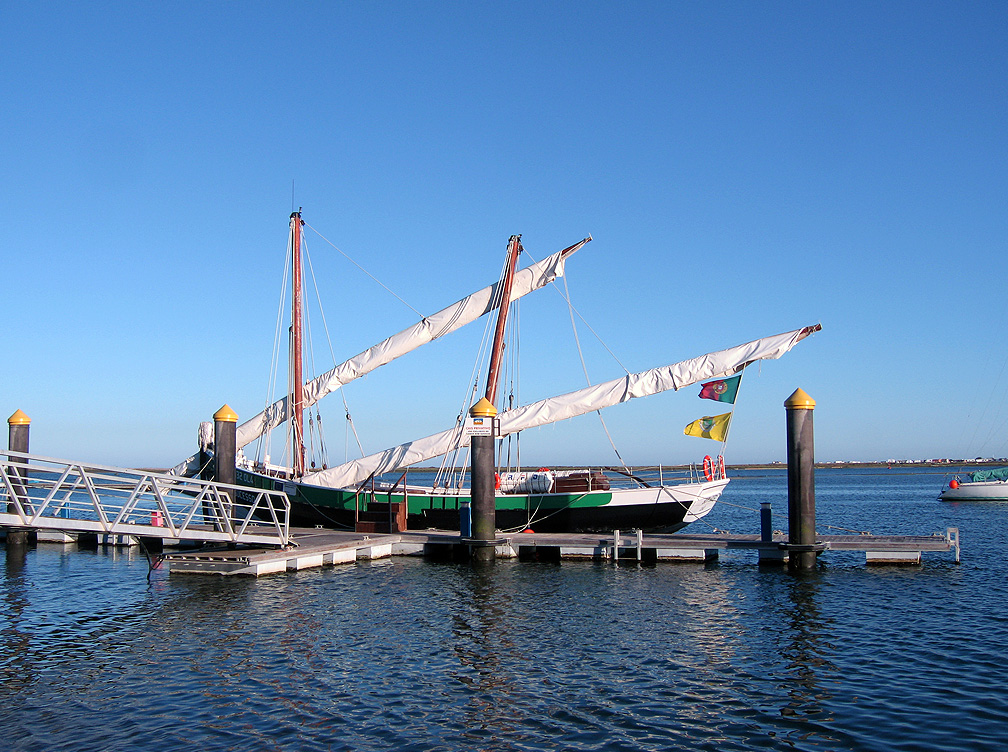
Caïque portuguès Bom Sucesso
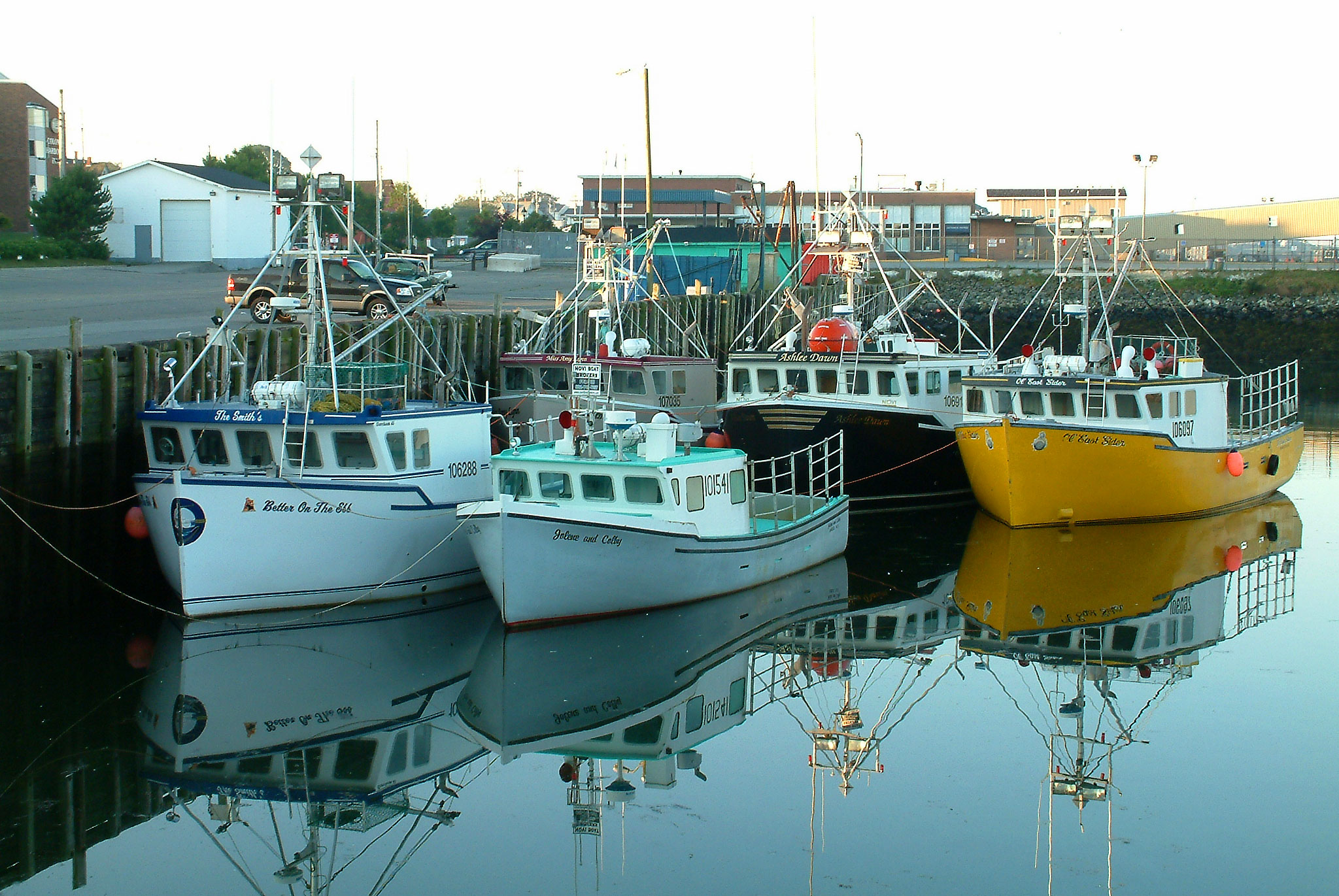

### Vaixells de pesca actuals
Al costat de petits vaixells pesquers dedicats a la pesca local, que salpen i tornen el mateix dia (amb peix o marisc fresc), hi ha vaixells-factoria que fan campanyes de pesca molt llargues en diversos oceans i es dediquen a congelar les captures.

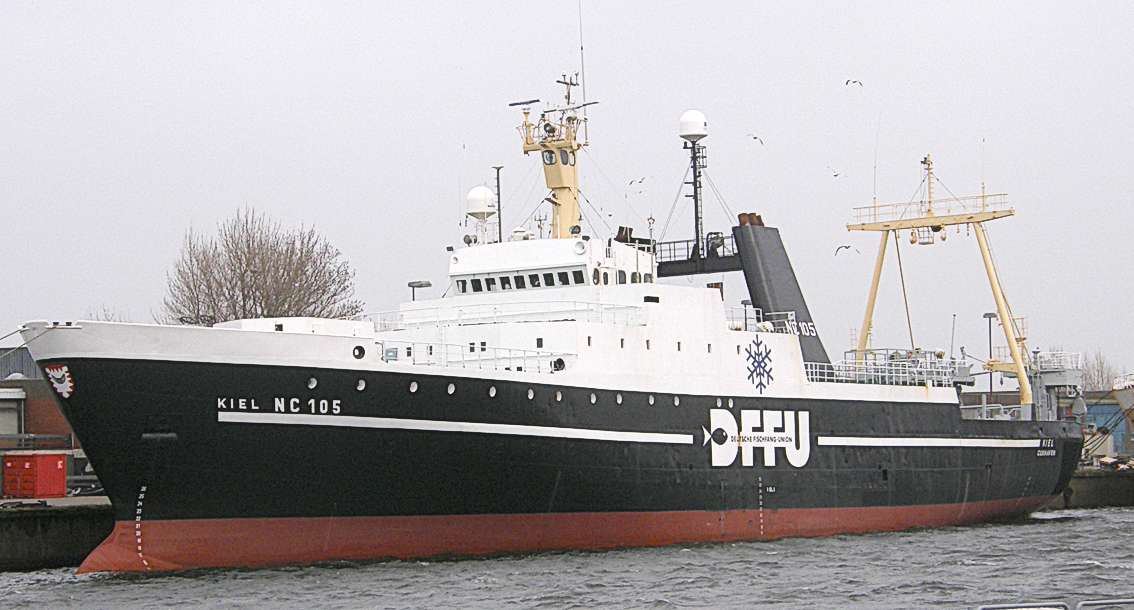
Vaixell factoria alemany Kiel, de 92 metres d'eslora
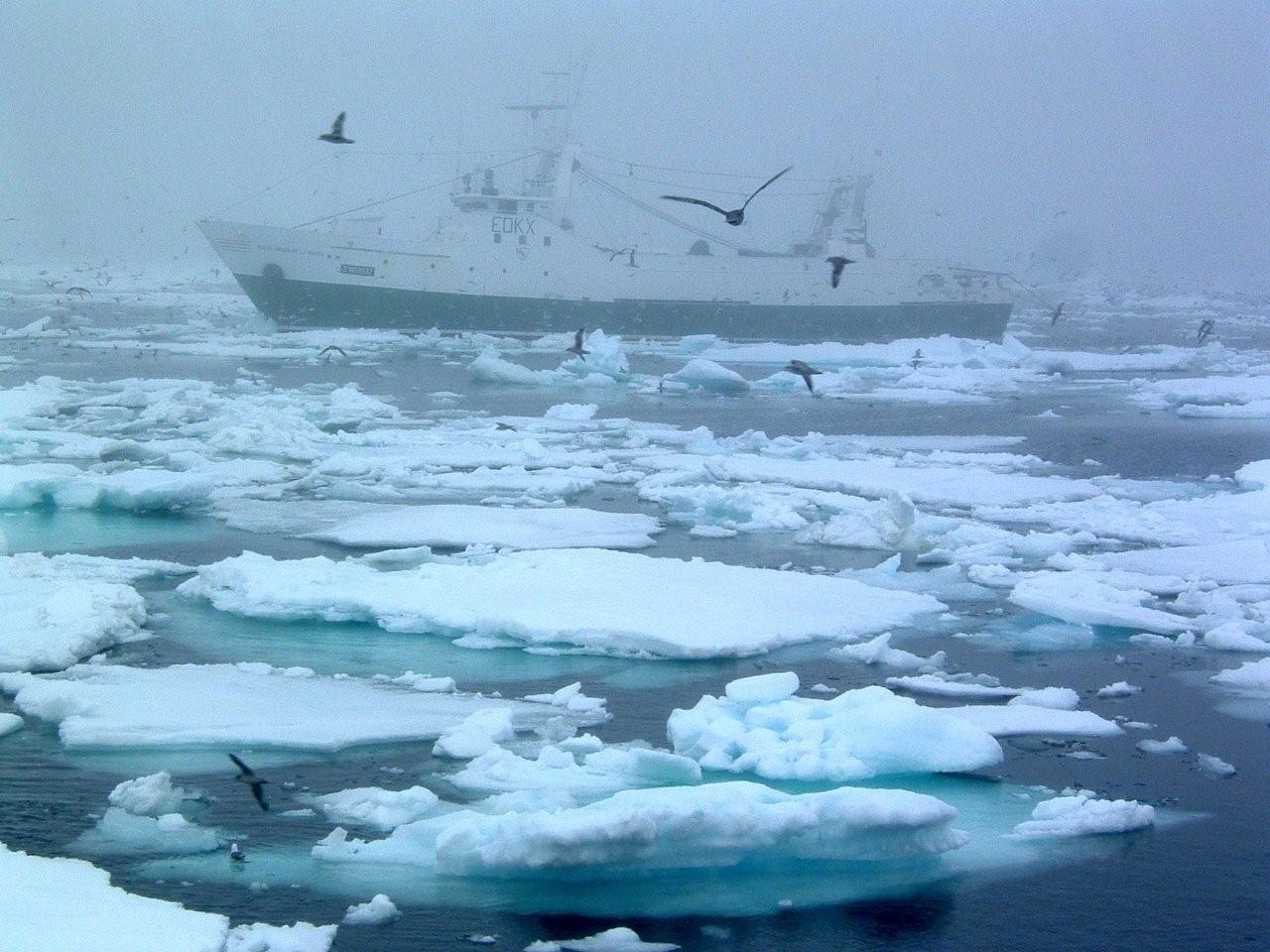
Nuevo Virgen De La Barca
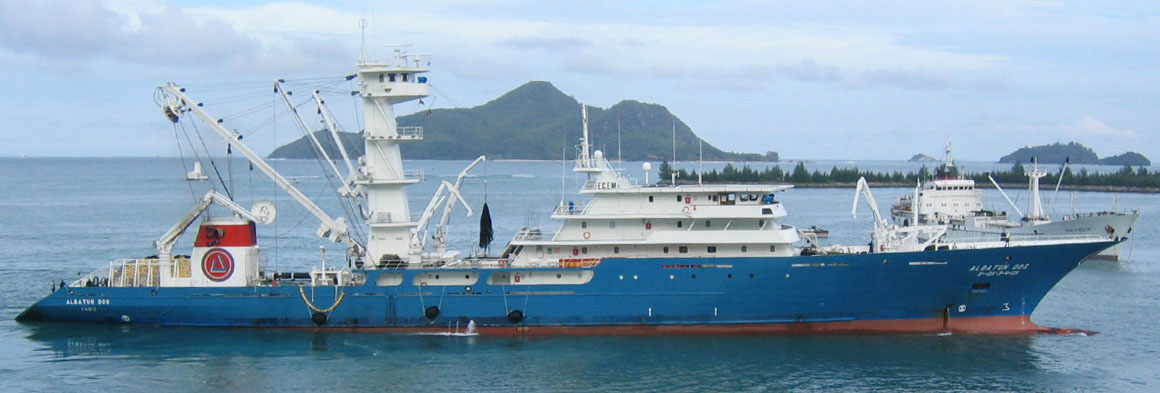
ALBATUN DOS
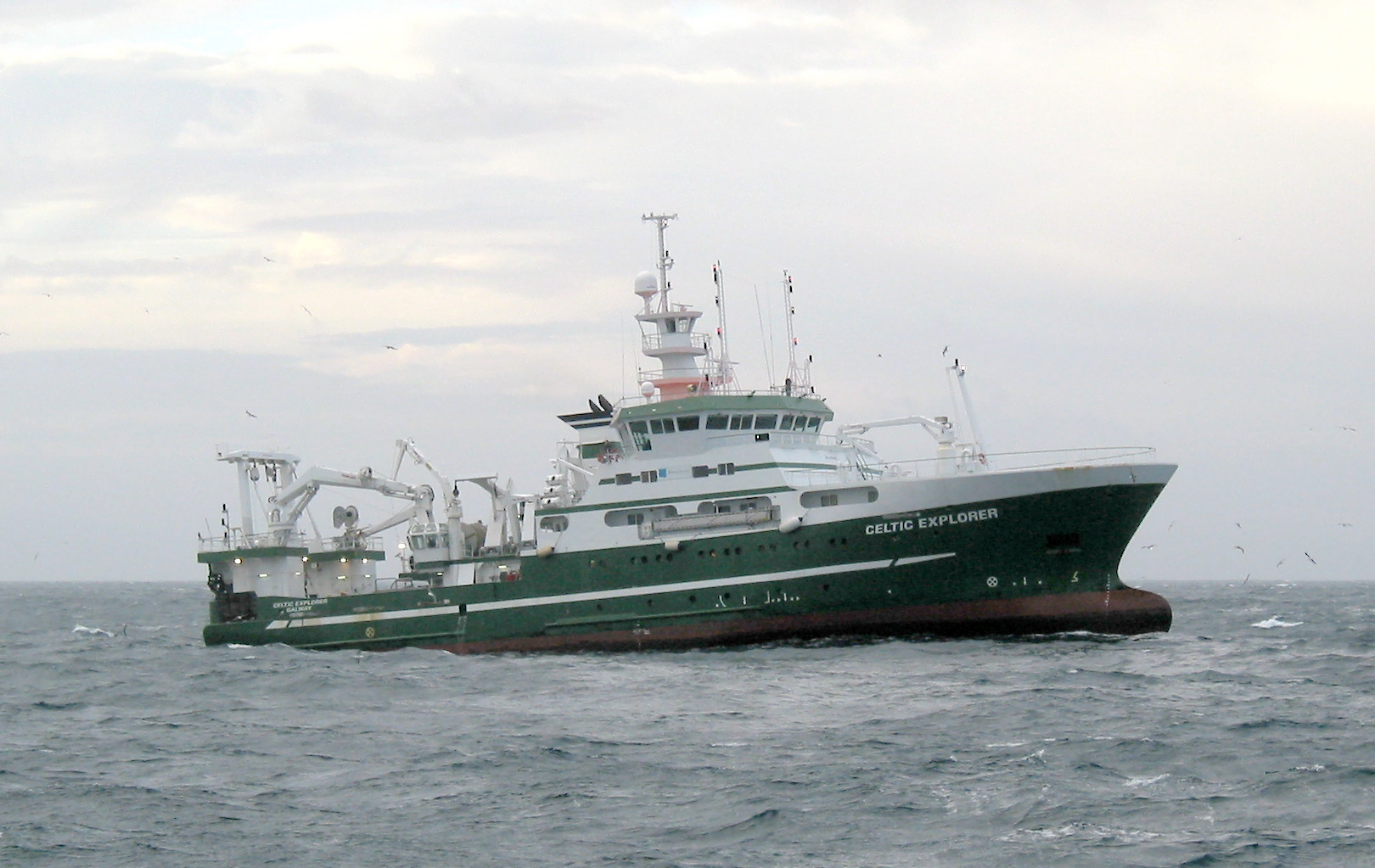
RV Celtic Explorer
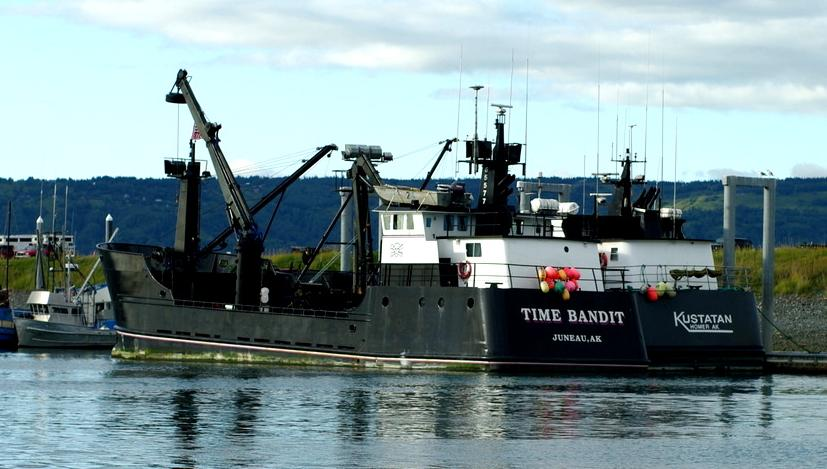
FV Time Bandit dedicat a la pesca del cranc en els perillosos mars d'Alaska.

## Navegació polinèsia

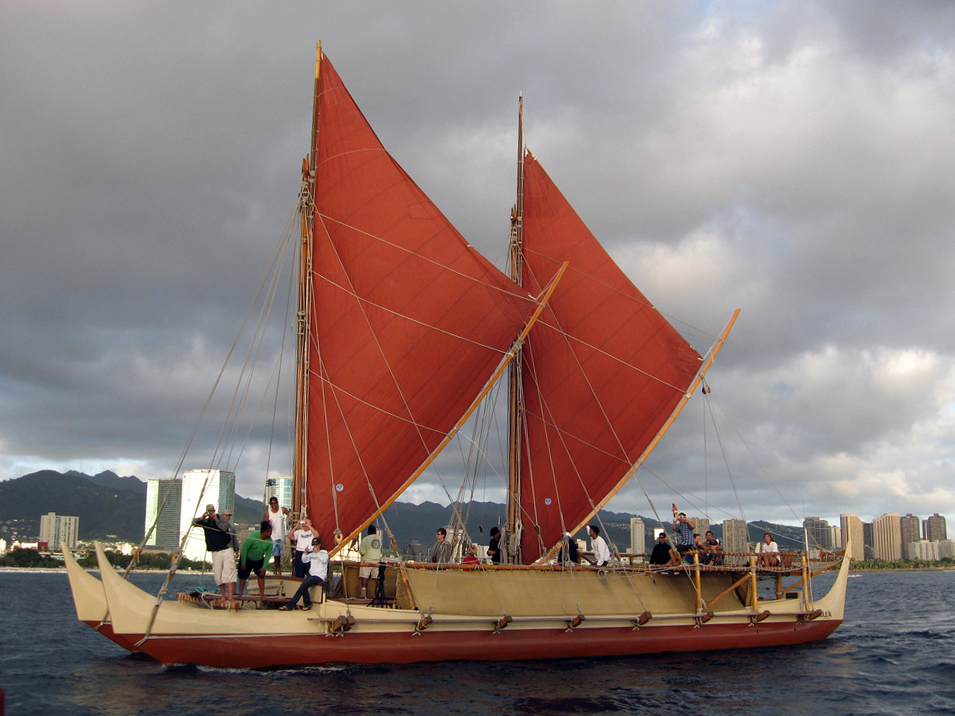
Reconstrucció moderna d'una doble canoa polinèsia de viatge.

## Navegació xinesa
- 1280. L'escriptor Chau Ju-kua dona detalls sobre els grans vaixells mercants xinesos.[259]
- 1296. El primer ús d'una brúixola de navegació de 48 posicions en el mar està esmentat en un llibre titulat «Les duanes de Cambodja», escrit per Zhou Daguan, diplomàtic de la dinastia Yuan. Allà es descriu el seu viatge el 1296 des Wenzhou fins a Angkor Thom, on un mariner va prendre una  direcció de l'agulla  de «ding wei», equivalent a 22/5° SO. Després d'arribar a Baria, el mariner va prendre una dada de la «Agulla (brúixola) de Kun Shen", o 52.5° SOTA.[260]
- 1341. Segons testimoni d'Ibn Battuta hi havia vaixells xinesos molt grans. D'uns 30 metres d'eslora, podien transportar 600 mariners i 400 soldats.[261]
- 1405-1433. Viatges i exploracions de Zheng He.

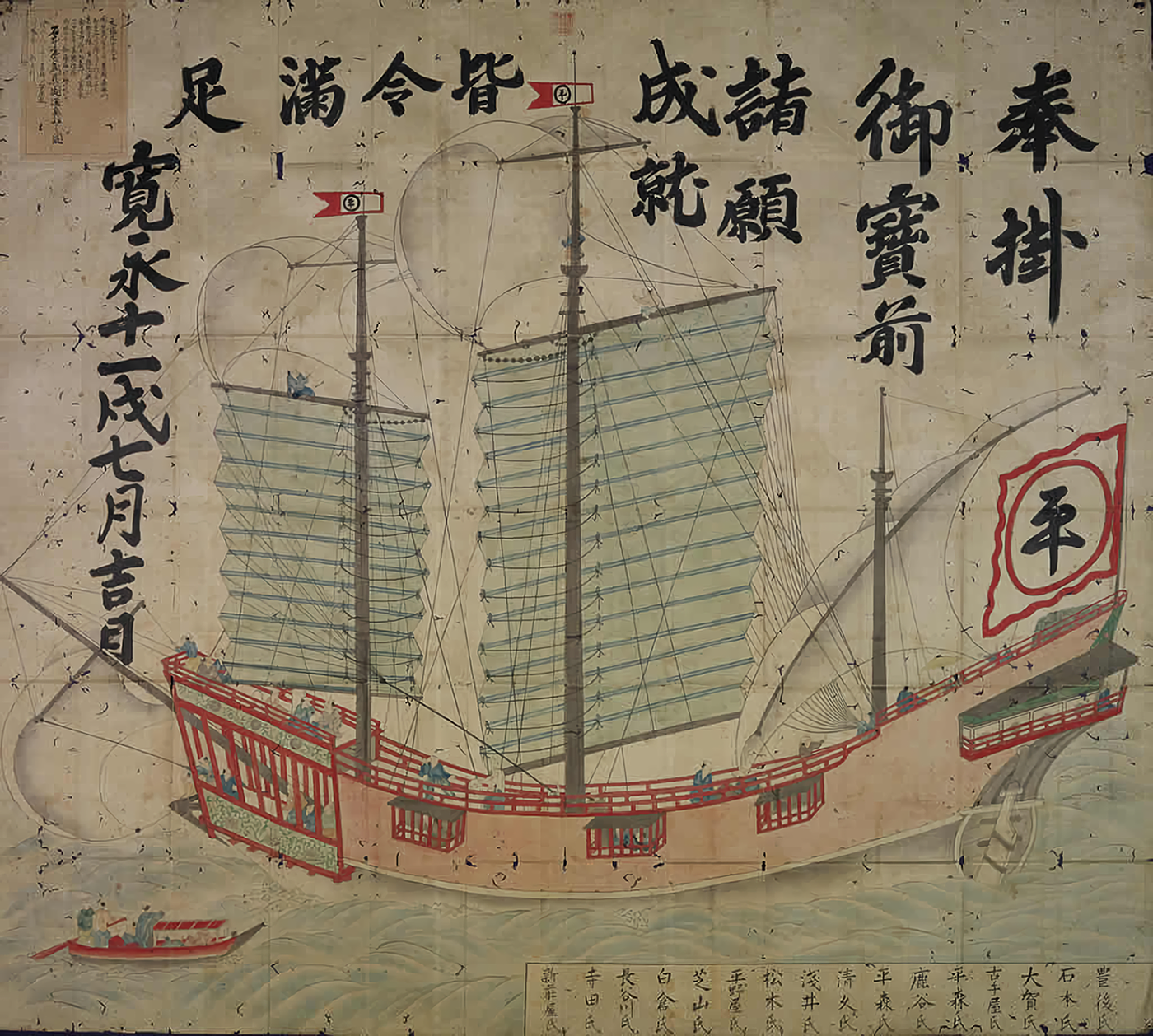
Un model dels diversos juncs mercants del Japó de 1634
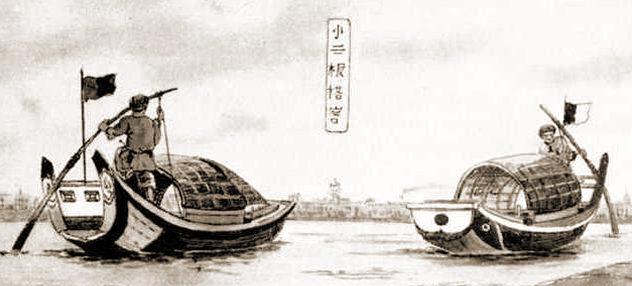
Dos sampans cinglant amb el sistema yuloh (gravat).
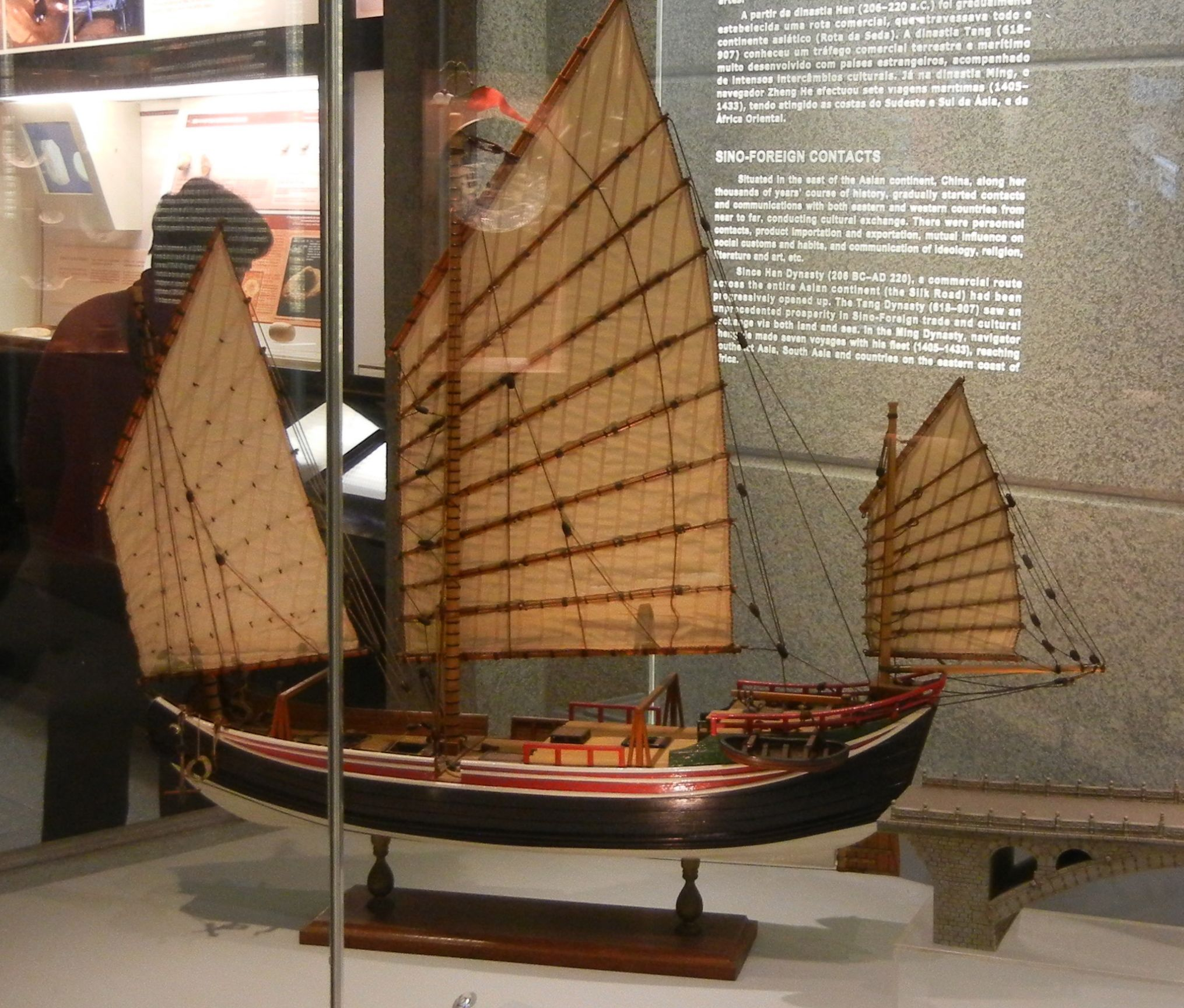
Model d'una lorxa. Una lorxa és un vaixell format per un buc de construcció occidental i un aparell de junc

## Navegació esquimal

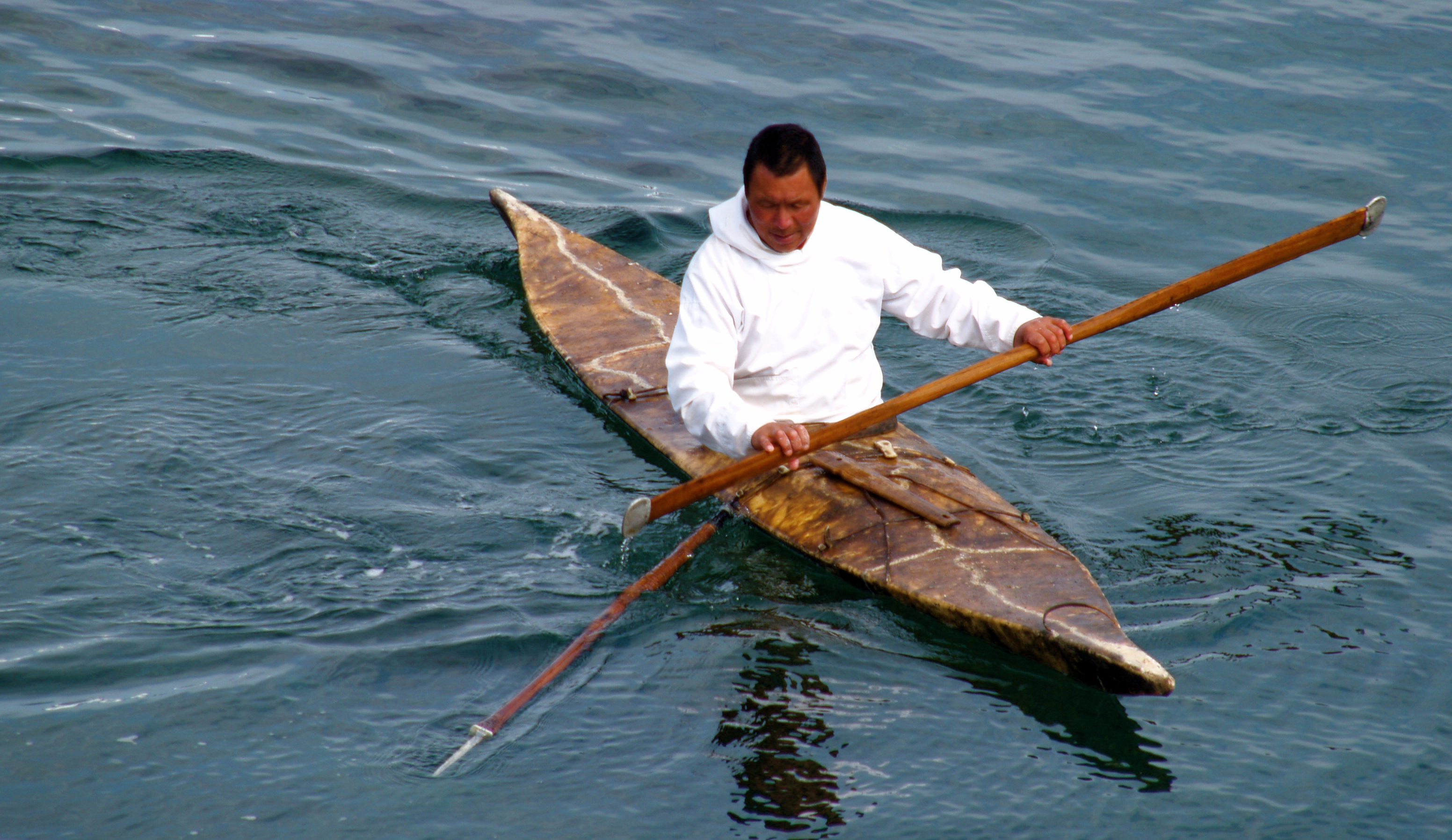
Un caçador de foques en el seu kayak tradicional.

### Mètodes de propulsió

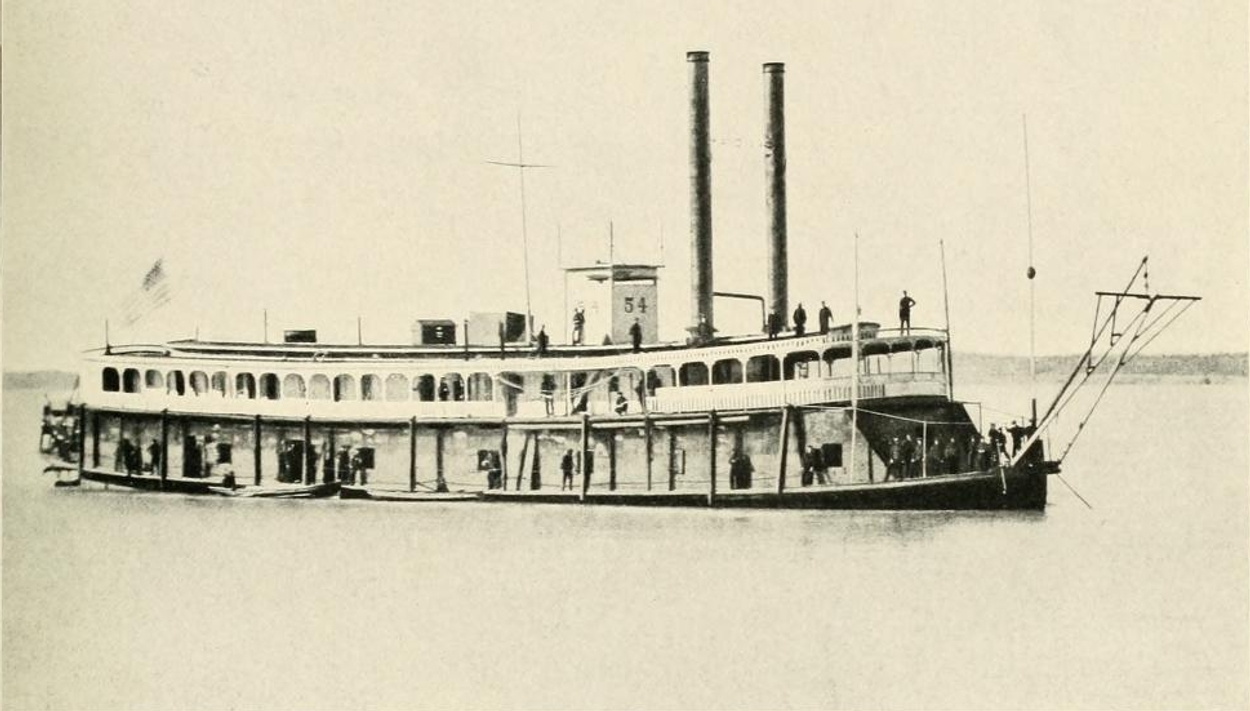
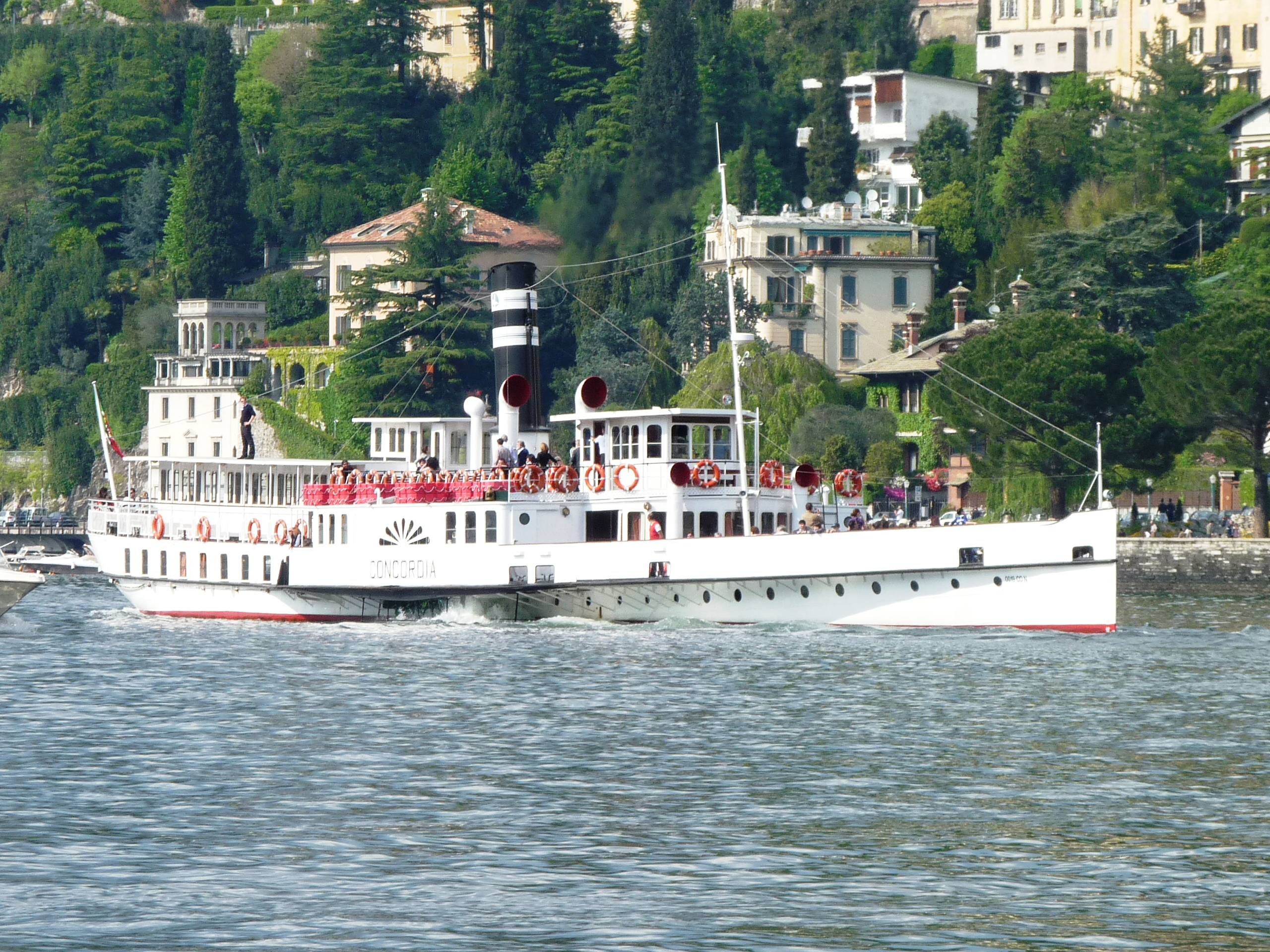
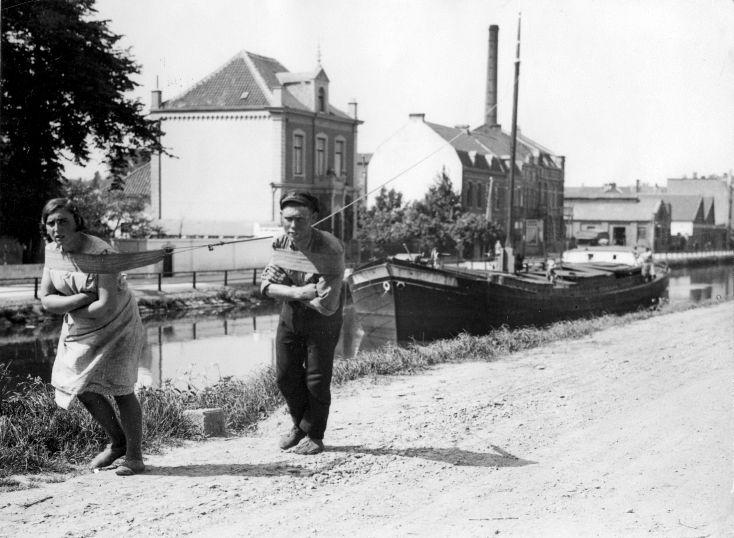
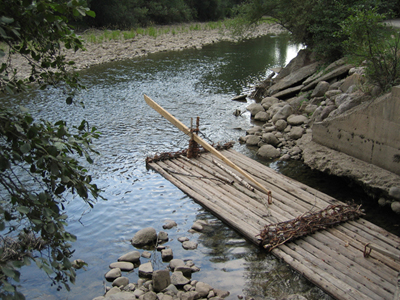

## Embarcacions en la Biblia
A la Biblia s'esmenten vaixells i embarcacions petites. Més que els detalls tècnics de les naus, les referències indiquen la navegació de diversos pobles. Sovint de manera molt genèrica i imprecisa.
Algunes mostres poden llegir-se a continuació.

### Antic Testament

#### Arca de Noè
- L'Arca en la Biblia.
  - Gènesi 6:14: “...Tu fes-te una arca de fusta de xiprer amb compartiments, i calafateja-la per dintre i per fora. Les seves mides seran cent cinquanta metres de llargada per vint-i-cinc d'amplada i quinze d'alçada. Fes-la de tres pisos, amb un finestral a mig metre del sostre i una porta a un dels seus costats...”
  - Les mesures originals estaven expressades en colzes: 300 x 50 x 30.
- Diluvi universal i mitologia babilònia.
  - El mite d'un diluvi universal fou recollit en diverses versions.[267]

#### Llibre dels Nombres
- Nombres 24:24. "... Ships will come from Cyprus,bringing people who will invade the lands of Assyria and Eber. But finally, Cyprus itself will be ruined...// Vindran vaixells de Kitim amb gent que envairà Assur i Eber. Però, finalment, seran destruïts...”.[268]
  - Làrnaca. Kètion o Cítion fou probablement la ciutat més antiga de l'illa, establerta pels fenicis i segurament fou la Khitim o Kitim esmentada a la Bíblia.

#### Proverbis
- Proverbis 31:14. "... Com les naus d'un mercader, porta de lluny les provisions...".[269][270]

#### Llibre d'Isaïes
- Isaïes 2:16: “… per damunt dels grans vaixells de Tarsis i de les naus sumptuoses…”
- Isaïes 18:2: "... Envia per mar els seus ambaixadors que naveguen amb barques de papir...".[271]

### Nou Testament

#### La tempesta calmada
- Marc 4:35: “… Deixaren, doncs, la gent i se'l van endur en la mateixa barca on es trobava. L'acompanyaven altres barques. Tot d'una es va aixecar un gran temporal; les onades es precipitaven dins la barca i l'anaven omplint. Jesús era a popa, dormint amb el cap sobre un coixí…”

#### Jesús camina sobre l'aigua
L'esdeveniment en què Jesús camina sobre l'aigua és un dels miracles de Jesús recollits a tres dels Evangelis: Mateu 14:22, Marc 6:45:52 i Joan 6:16:21.

#### Naufragi de Sant Pau
En els Actes dels apòstols es pot llegir el naufragi de Sant Pau, que viatjava en una nau mercant romana carregada de blat.
El viatge va començar malament. La nau va salpar de Laloí Limenes -Bells Ports- (prop de Lasea) en una època perillosa (passat el “dejuni”, dia de l'Expiació jueva o Yom Kippur, entre setembre i octubre) contra el consell de Pau, ja que el centurió que manava va fer més cas del pilot i del patró. Aviat els sorprengué una ventada, d'un vent anomenat euroaquiló. Varen hissar el bot que duien a remolc amb prou feines i cintraren la nau amb cables... Al cap de catorze nits d'anar a la deriva encallaren la nau en un sorral i amb moltes dificultats arribaren a la platja. Era l'illa de Malta.
Al cap de tres mesos va salpar en una nau alexandrina, encomanada als Dióscors (o Dioscurs, Càstor i Pol·lux) cap a Siracusa.
- En la Segona carta als Corintis, 11:25, parla de tres naufragis: "... tres vegades m'han flagel·lat, una vegada m'han apedregat, tres vegades he naufragat i he passat una nit i un dia sencers a la deriva en alta mar...".

## Vaixells especials
Hi ha vaixells que mereixen un esment particular, fora de la cronologia general, per motius molt diversos.
- c 400. Barca cosida de Halsnøy.[20][275]
- 1628. Enfonsament del vaixell de guerra suec Vasa.[276]
- 1878. Bricbarca Pablo Sensat.[277]
- 1892. Fram.[278]
- 1924. Buckau, vaixell aparellat amb dos rotors Flettner.[279]
- 1942. Calypso. Vaixell oceanogràfic de Jacques-Yves Cousteau[280]
- 1942. Documental del director Orson Welles sobre les jangades[281][282]
- 1944. Definida la forma dels bucs definitiva del Patí de vela segons disseny d'Artur Roca.
- 1947. Thor Heyerdahl, expedició de la Kon-Tiki.
- 1957. Donald Campbell, amb l'embarcació Bluebird K7, va batre el rècord de velocitat sobre aigua: 384,75 km/h.[283]
- 1972. Vendredi 13, iot de vela.[284]
- 1976. Club Mediterranée, veler.[285]
- 1985. Alcyone. Vaixell oceanogràfic de Jacques-Yves Cousteau. Equipat amb turboveles.[286]